# Historia numismática de España

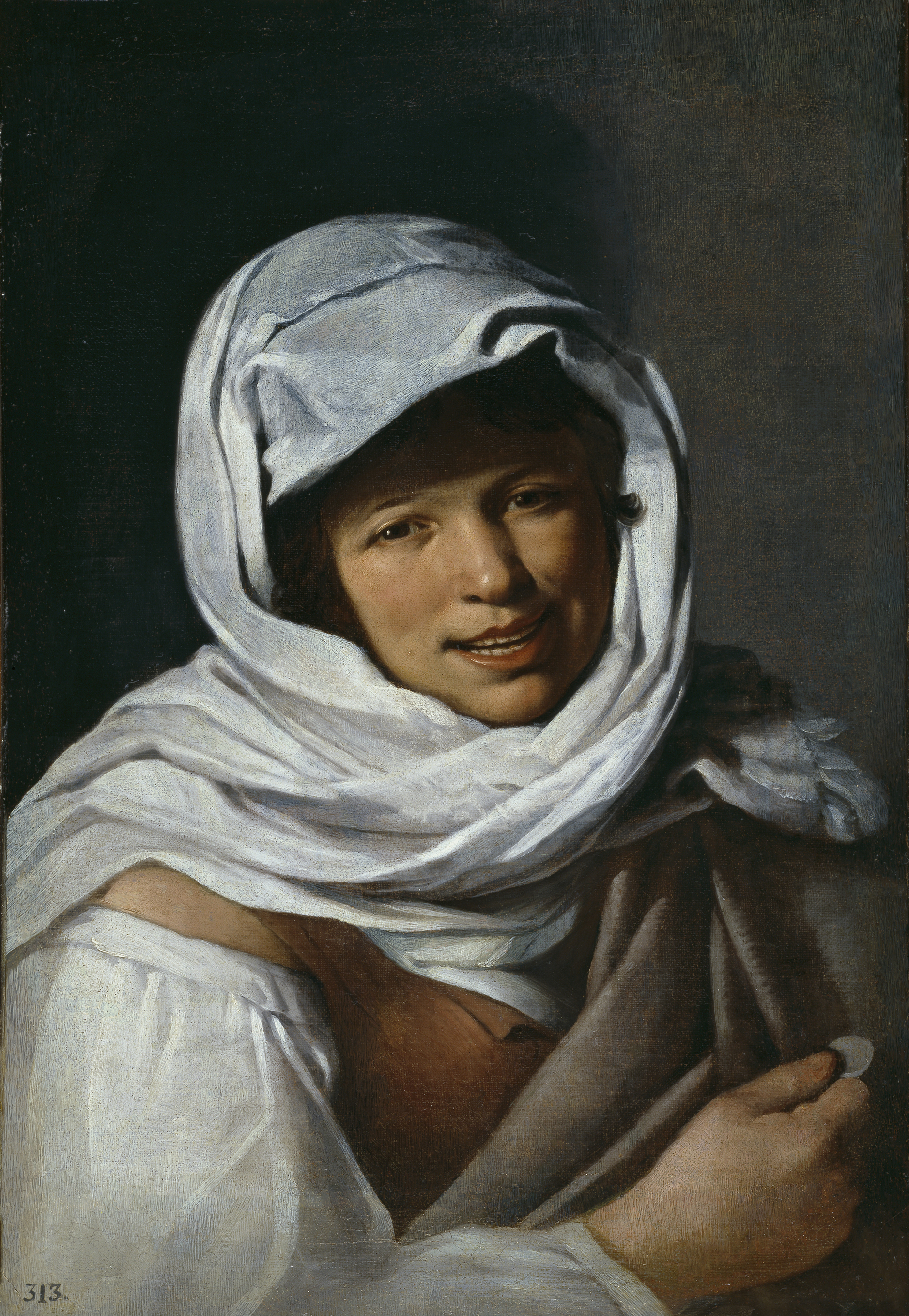
La gallega de la moneda, de Bartolomé Esteban Murillo, mediados del.

Historia numismática de España es la denominación de los estudios numismáticos aplicados a la historia de España.

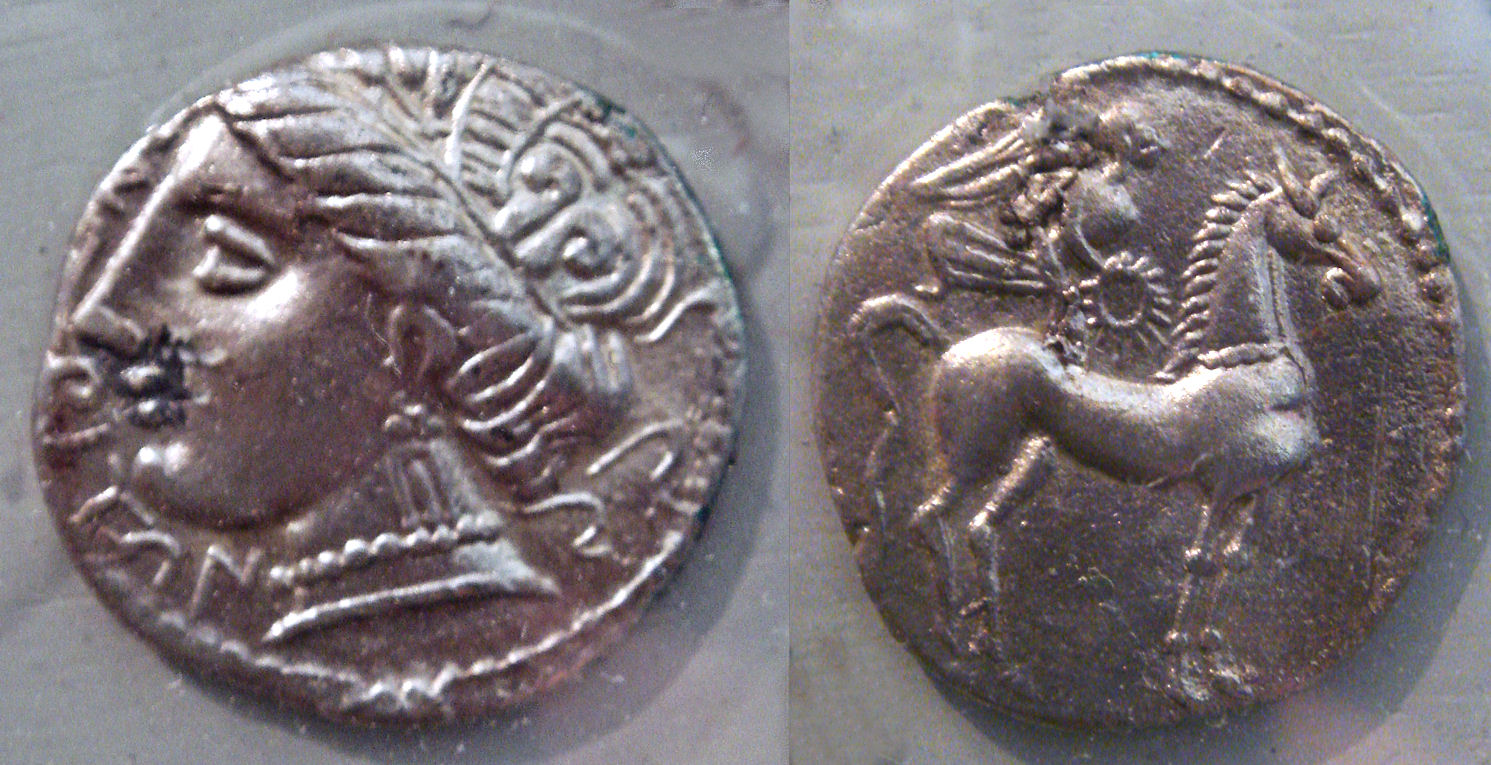
Moneda de Emporion, siglo al

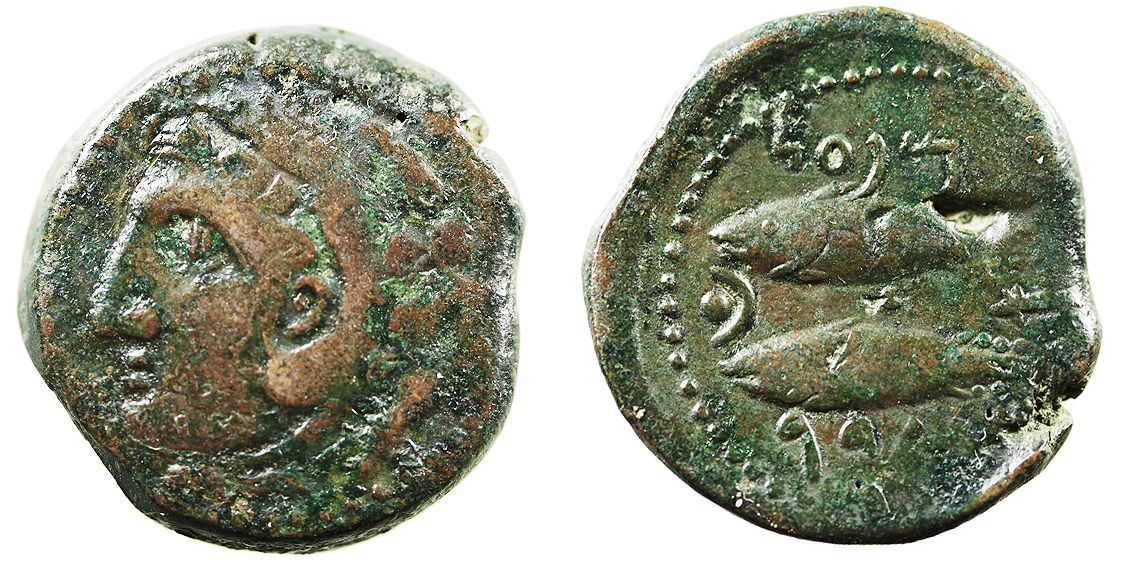
As púnico de bronce acuñado en Gadir. En el anverso, cabeza masculina identificable como Melkart (asimilado al Herakles griego o Hércules romano); en el reverso, dos atunes y escritura fenicia.

## Edad Antigua
Las primeras emisiones monetarias salidas de cecas hispanas fueron las de las colonias griegas de Emporion (Ampurias) y Rode (Rosas), desde el siglo V a. C., y de las colonias fenicias de Ebusus (Ibiza) y Gadir (Cádiz), desde finales del siglo IV a. C.

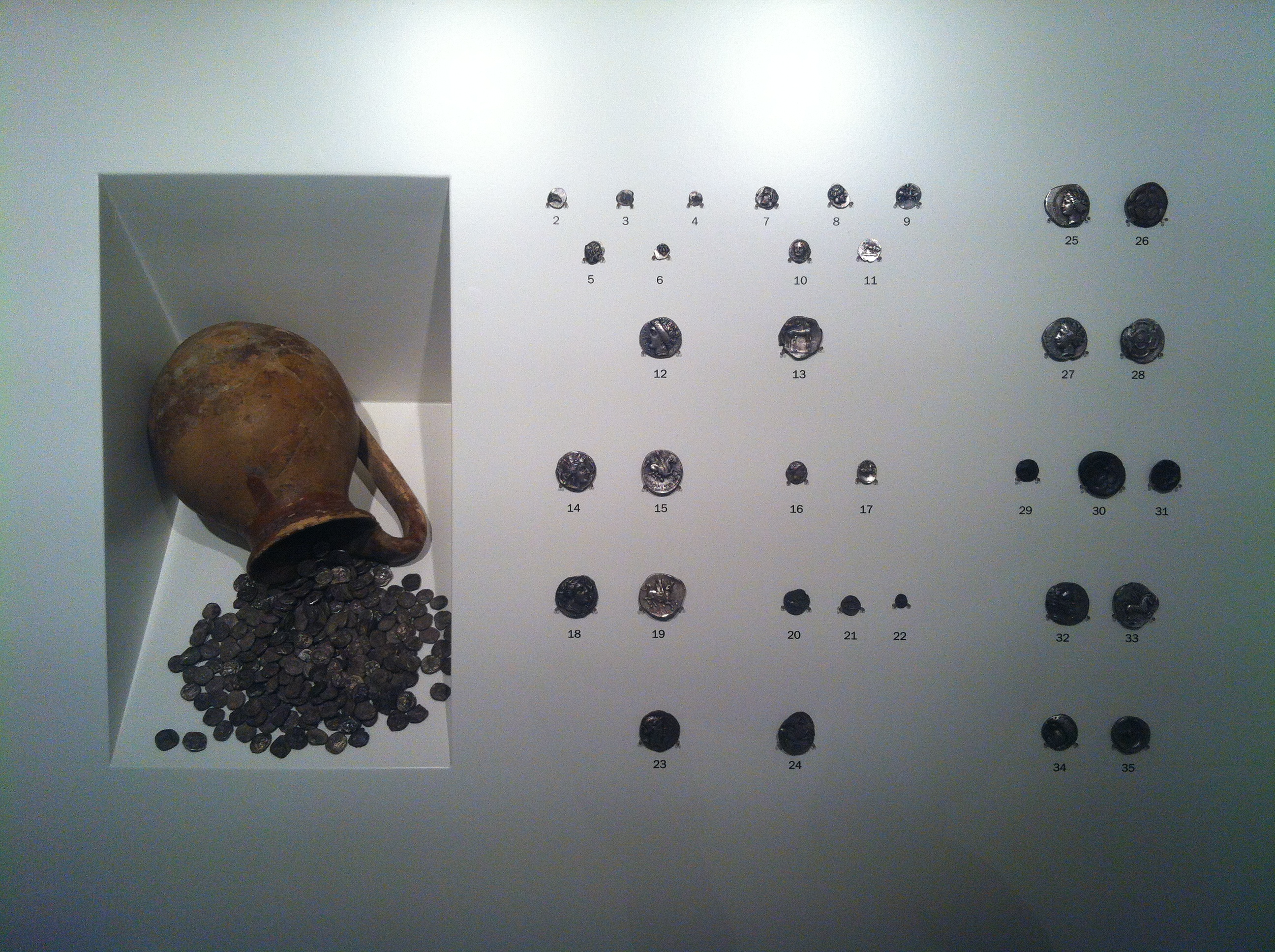
Monedas griegas en el Museo Nacional de Arte de Cataluña (MNAC). El llamado "Tesoro de la Neápolis", 897 fracciones de plata dentro de un olpe seudojónico. Siglos VI - IV a. C.
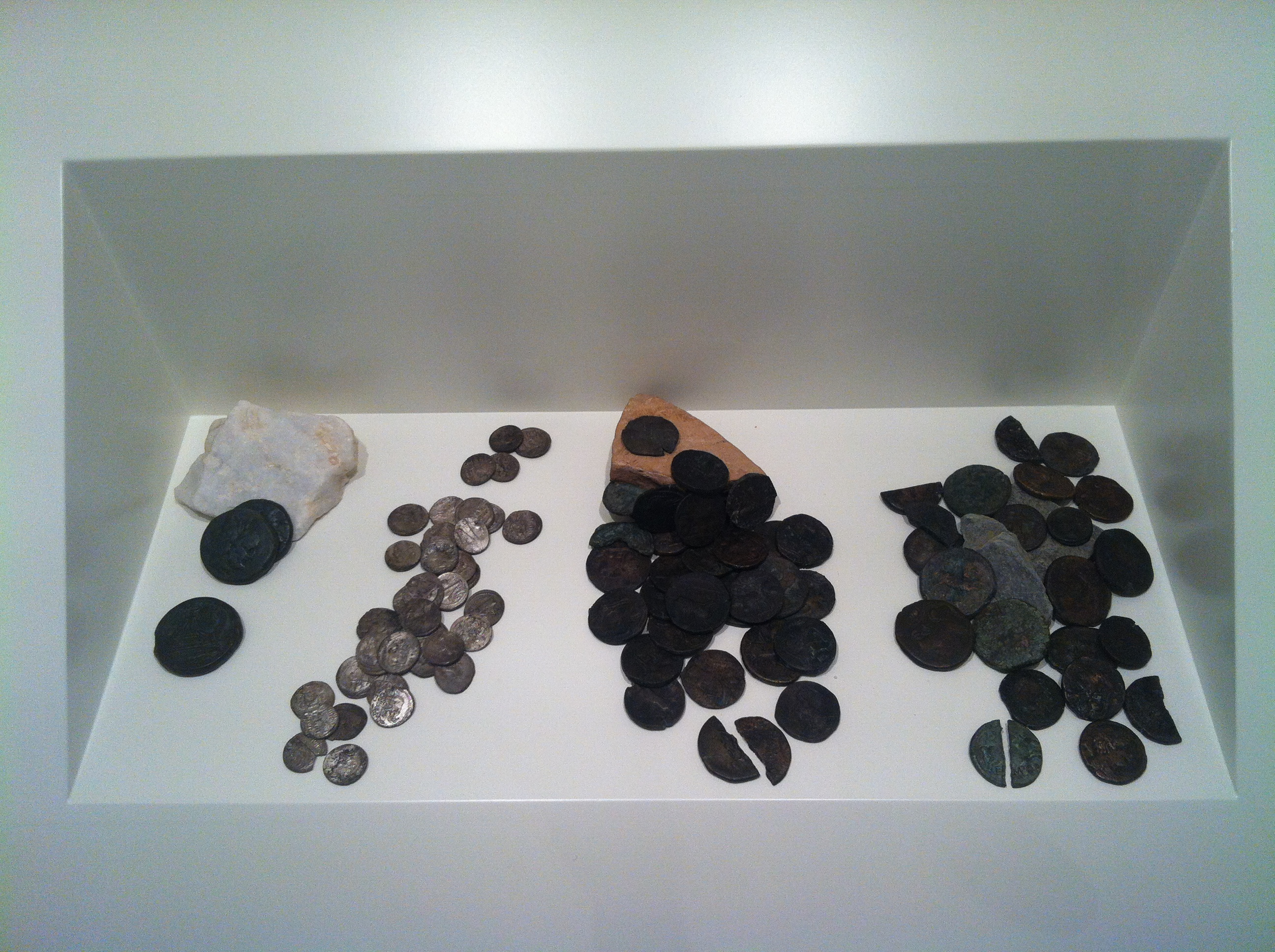
Monedas de Emporion en el MNAC.
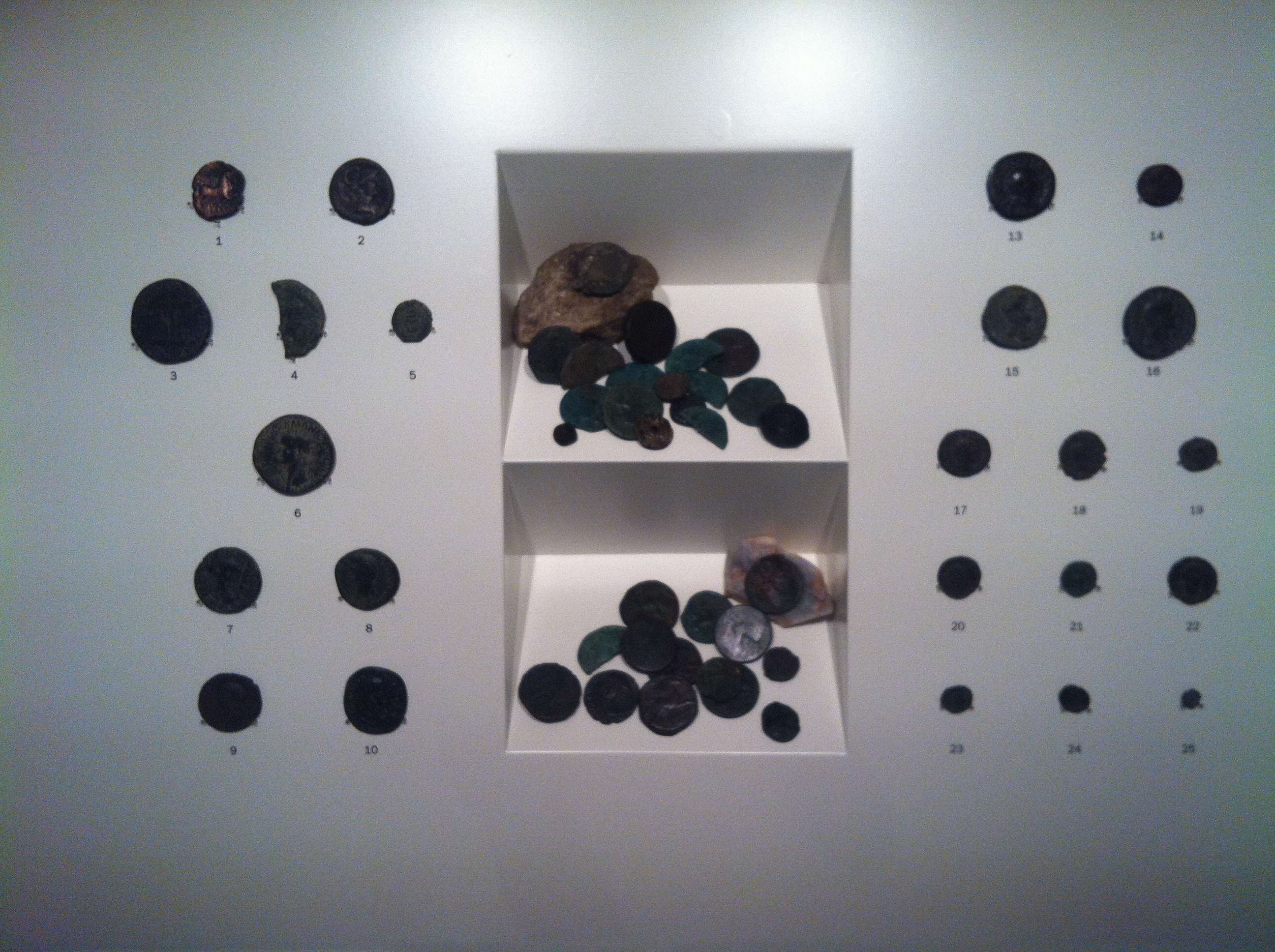
Ídem (época imperial).
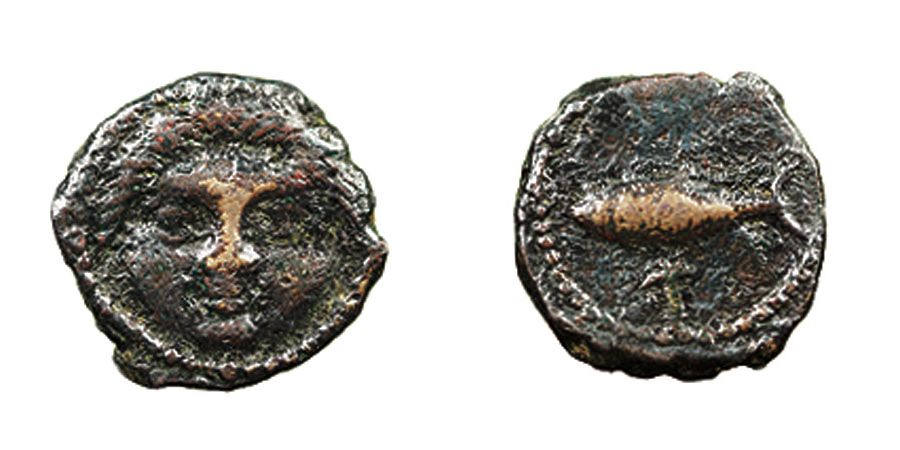
Medio calco púnico de bronce acuñado en Gadir. En el anverso, cabeza humana; en el reverso, atún.
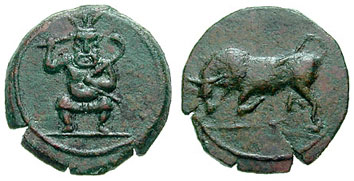
Moneda púnica de Ebusus. En el anverso, Bes con maza y serpiente; en el reverso, un toro, siglo III a. C.

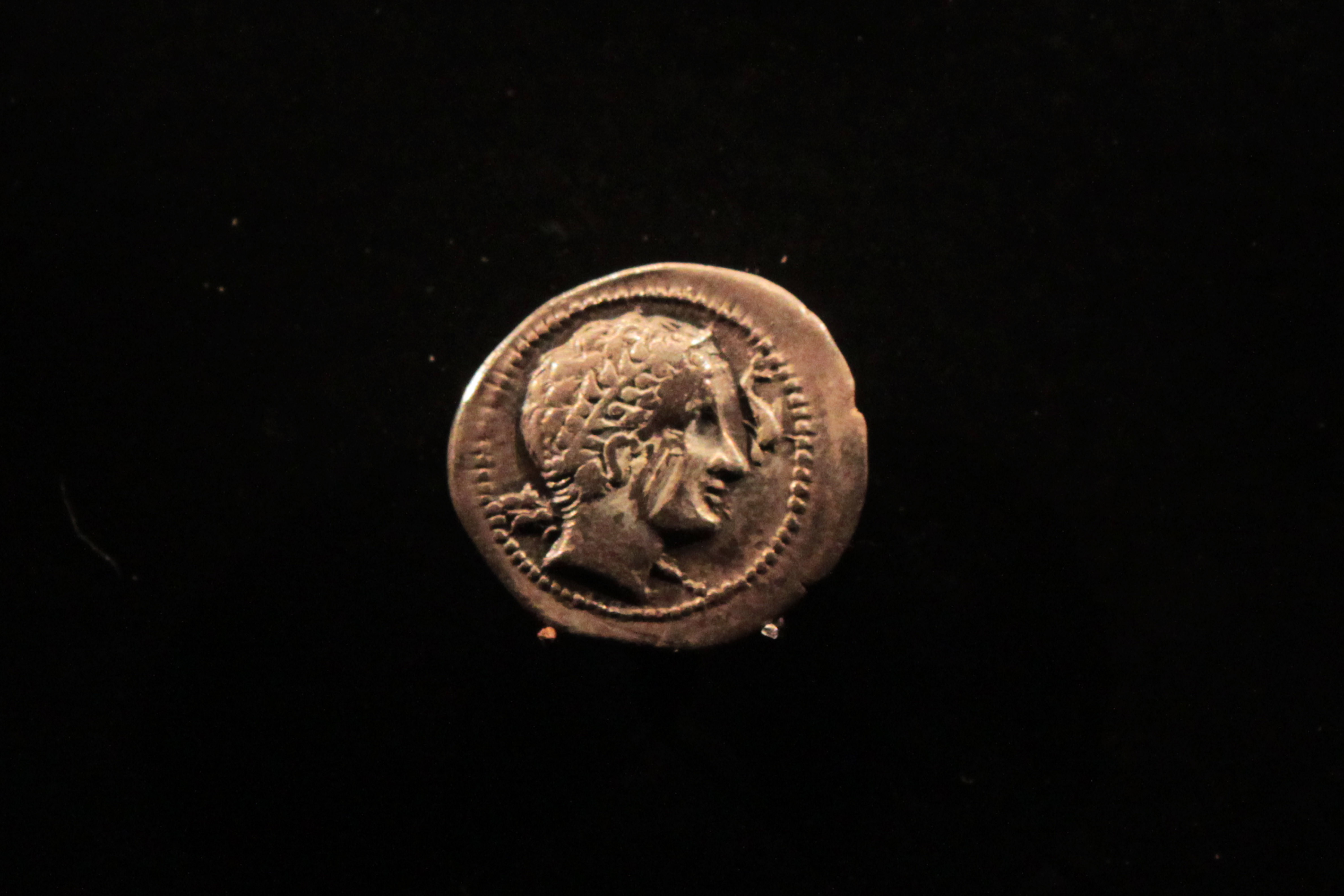
Dracma de Arse,

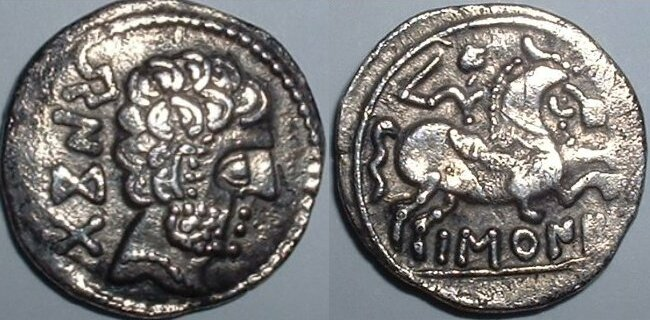
Denario de Bascunes, 150-120 a. C.

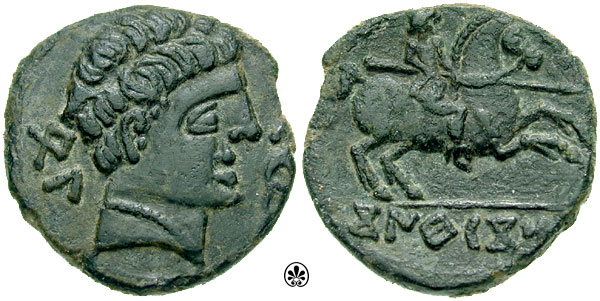
As de Konterbia-Karbica (Segobriga), después del 133 a. C.

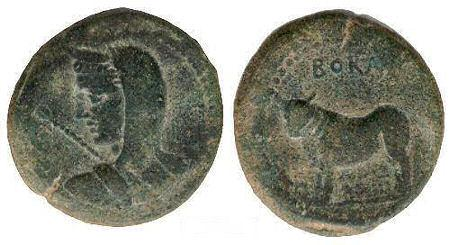
Moneda de Bora, ca. 50 a. C.

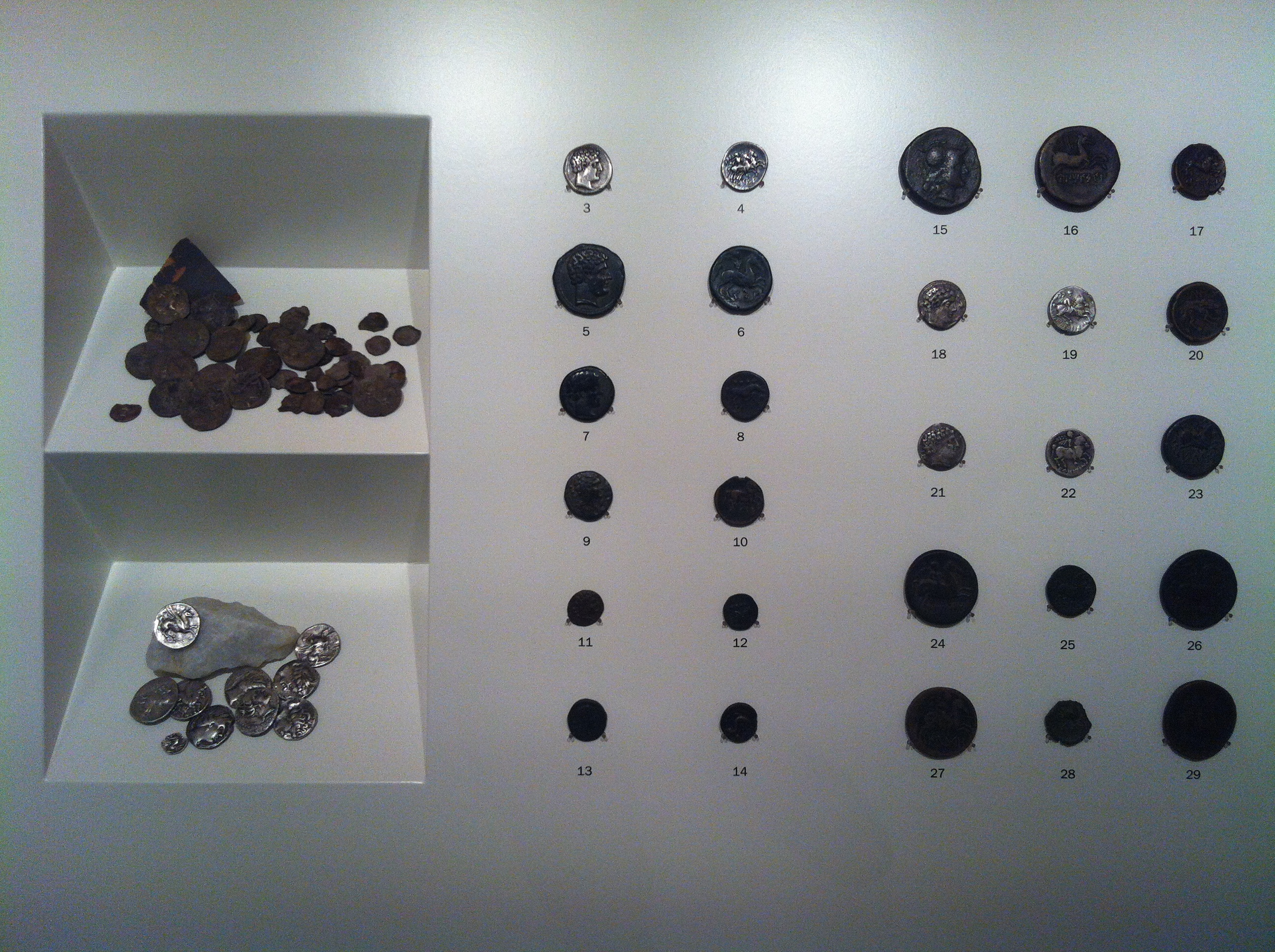
Monedas iberas en el MNAC.

Los pueblos de la zona ibera comenzaron a acuñar moneda con la conquista romana y las primeras conocidas son las de Iltirta (Lérida) y Arse (Sagunto), de finales del siglo III a. C., utilizando la metrología de la dracma griega antigua y sus fracciones. Los romanos no pretendieron inicialmente imponer su sistema monetario ni el latín (se utilizaron hasta seis alfabetos distintos, incluyendo las distintas variantes de alfabetos iberos), siendo muy diversos los motivos iconográficos, aunque fue muy extendido el del "jinete ibero" y la cabeza de Hércules. El número de cecas que llegaron a funcionar fue muy alto, unas 200 en el periodo republicano (350 si se suman todas las de la Antigüedad y Tardoantigüedad), y las tipologías muy variadas, así como los metales (oro, plata, cobre, plomo y aleaciones); incluso hubo moneda de tipología ibérica acuñada en cecas de las Galias, y en una localidad siciliana (Morgantina) con presencia de mercenarios iberos (Mericus). Significativamente, no hubo ninguna emisión monetaria en todo el cuadrante noroccidental de la península (zona céltica) durante toda la Edad Antigua, hasta la caída del Imperio romano y el establecimiento de los reinos germánicos (suevos y visigodos, siglo V y VI), a pesar de contar con ciudades de no poca importancia, mientras que entre los cientos de localidades del centro, este y sur peninsular con ceca había algunas del tamaño de aldeas. Las primeras acuñaciones de moneda romana en Hispania salieron de cecas militares móviles para las necesidades del ejército, particularmente durante las guerras civiles. Al término de las guerras sertorianas, 72 a. C., se unificó el modelo monetario, con inscripciones en latín e iconografía romana; los talleres iberos desaparecieron prácticamente o se reconvirtieron en cecas provinciales romanas. La reforma monetaria de Augusto trajo consigo el cierre de algunas cecas y la apertura de otros; y en el año 39-40 d. C., bajo Calígula, se cerraron todas las cecas hispanas. En el resto del periodo romano ya no hubo más emisión de moneda en Hispania, salvo contadas excepciones: una en Ebusus (del emperador Claudio), tres en Tarraco (Galba, Vitelio y Vespasiano) y una en Barcino (del usurpador Máximo).

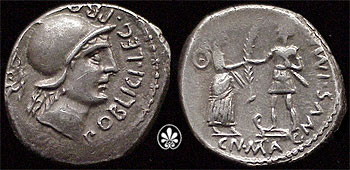
Denario, 46-45 a. C. (antes de la batalla de Munda). En el anverso, una cabeza femenina personifica a Roma; en el reverso, una figura femenina que personifica a Hispania ofrece una palma a Cneo Pompeyo el Joven (el hijo de Pompeyo el Grande), que llega sobre una nave.
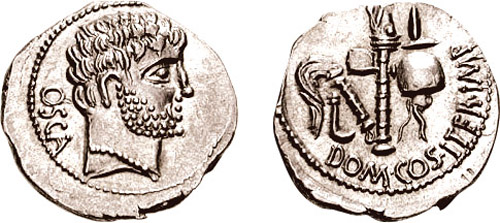
Denario de Osca, 39-38 a. C. En el anverso, una cabeza masculina identificable como Hércules; en el reverso, distintos elementos (azuela, simpullum, aspergillum, apex) y un texto que se refiere a la aclamación como imperator por las tropas del procónsul Gneo Domicio Calvino.
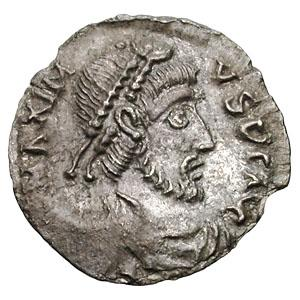
Siliqua de Máximo, 409-411 d. C.
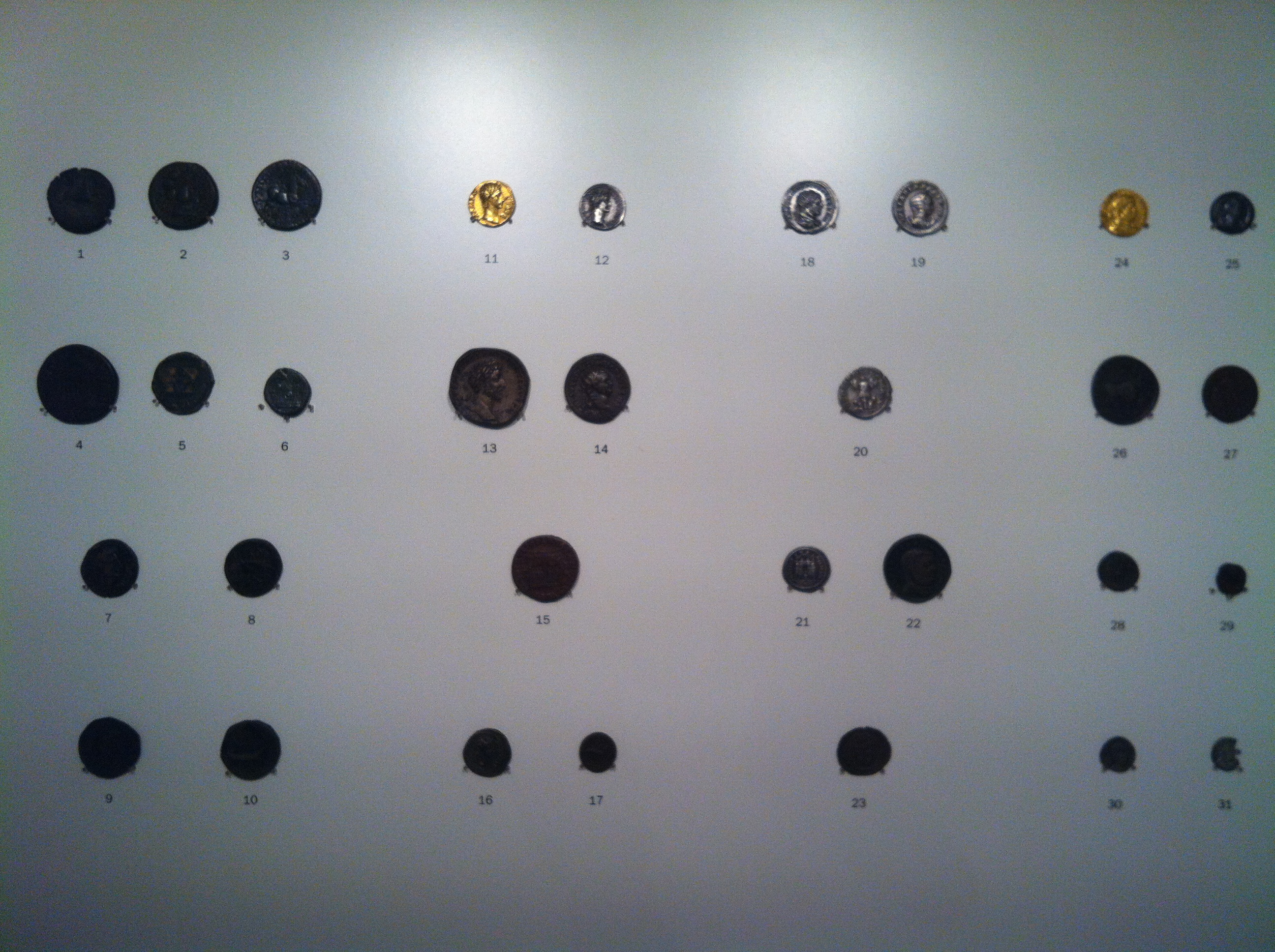
Monedas romanas de época imperial en el MNAC.

## Edad Media
La crisis de la civilización romana supuso una disminución de los intercambios monetarios en todo el extenso periodo cronológico en que se incluyen las etiquetas historiográficas de Antigüedad tardía y Alta Edad Media, pero en cambio el establecimiento de nuevas entidades políticas (reinos germánicos) estimuló la acuñación de moneda como mecanismo de legitimación. En cuanto a la civilización andalusí, que reactivó el comercio y el uso de la moneda, tuvo una prolongada historia numismática. Es significativo que inicialmente las autoridades andalusíes no se limitaran, como en otras zonas del mundo islámico, a la imitación de las monedas bizantinas y visigodas, que eran las que circulaban por el territorio peninsular. Los reinos hispano-cristianos occidentales utilizaron la moneda musulmana y, cuando emitieron su moneda propia, ya en la Baja Edad Media, reprodujeron el sistema monetario musulmán (maravedí); en cambio, los territorios orientales reprodujeron el sistema monetario carolingio (dinero jaqués) y, más tarde, imitaron moneda italiana (florín).

Las primeras monedas troqueladas fueron tremises o trientes de oro -un divisor o moneda fraccionaria del solidus bizantino- y bronces bizantinos acuñados tanto en Cartagena, como en el Norte de África, especialmente en Cartago... por lo tanto, estaba en vigor un sistema bimetálico. Las segundas, es decir, las piezas de tipo visigótico, en cambio, imitaron en un principio las del Imperio romano y, más tarde, se crearon nuevas monedas ajustadas al gusto y necesidades del momento.
Hasta hace pocos años se ha insistido en que los visigodos solamente acuñaron tipos de monedas de oro, pero en estas dos últimas décadas [finales del siglo XX] se ha afirmado que también se manufacturaron monedas de cobre, e incluso algunas de plata. Las cecas visigóticas eran Cartagena, Toledo, Mérida e Ispali (Hispalis). Hay escasos ejemplares de este numerario.
En Hispania las primeras monedas troqueladas por los musulmanes no fueron a imitación de las visigóticas circulantes... Hicieron caso omiso a ese numerario, entre otras razones, porque las autoridades musulmanas trajeron a Hispania operarios especializados en la acuñación numismática, seguramente de la ceca norteafricana de Cartago.
En al-Andalus... como en otras regiones del califato islámico, hubo épocas en las que sólo se acuñaron monedas de oro y cobre, otras épocas en las que se troquelaron monedas de plata y, finalmente, otras en las que sólo se batieron monedas de oro y plata. A veces, la aleación metálica no se ajustaba a la normativa establecida por el califa omeya Abd al-Malik y se empleaba menos metal precioso en las cecas para la elaboración de monedas, lo que suponía un fraude económico. Esto era frecuente en épocas de crisis política. Por ejemplo, en la época posterior al califato de la dinastía Omeya de al-Andalus, es decir, en la época de los primeros reinos de taifas, se manufacturaban monedas de oro de baja ley metálica, conocidas por dinares de electro o electrón, y monedas de plata también de baja ley metálica, conocidas por dírhemes de vellón.
En la taifa de Sevilla del siglo XI d. C. se acuñaron muchos dinares de buena ley, hecho excepcional en aquella época, puesto que en la gran mayoría de reinos de taifas se acuñaban dinares, o sus divisores, de electrón y también se acuñaron dírhemes, o fracciones de dírhem, de vellón. Incluso sucedió algo peor en al-Andalus en varias ocasiones, como fue la troquelación de dírhemes con alma de cobre y baño de plata, y con cospeles de menor tamaño y forma irregular, lo que dejaba mucho que desear tanto en la calidad como en el aspecto de esas monedas.
La caligrafía o epigrafía que exhibieron estas monedas también presentó una figura y un diseño generalmente deteriorados. Era, por lo general, descuidada, aunque a veces se manufacturaron verdaderas preciosidades, como sucedió en algunas monedas de plata de la época califal realizadas en estilo cúfico florido, es decir, con adornos y detalles en los extremos de algunas consonantes más apropiadas al adorno de carácter fitomórfico. Esto también sucedió en la época almorávide, algunas de cuyas monedas presentaron leyendas realizadas en habilísimo y sinuoso estilo nasjí.

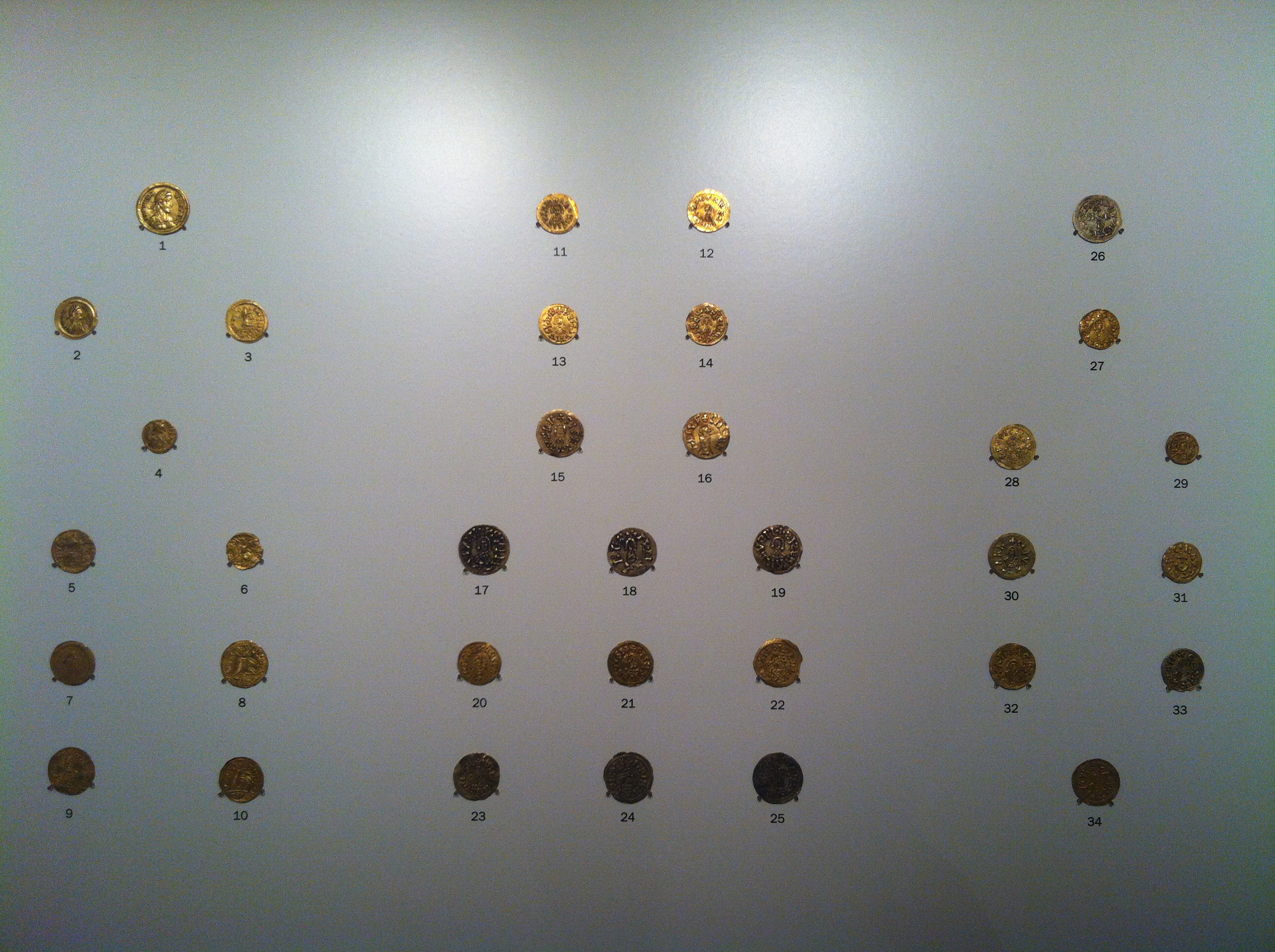
Monedas visigodas en el MNAC.

### Monedas visigodas y suevas
Las siliqua del rey suevo Requiario, de las que se han hallado cinco piezas en plata, y una serie de solidus imitativos (de los del emperador Honorio) se han interpretado como prueba de la existencia de una circulación económica, no únicamente conmemorativa, y de la existencia continuada de una ceca en Braga.
De la mayor parte de las numerosas cecas de la zona de Gallaecia, suevas y visigodas, sólo se conservan muy pocas monedas, y algunas se corresponden con pequeñas localidades de difícil identificación, como Lauruco y Valleaaritia. Las mayores fueron Bracara (Braga), Lucus (Lugo) y Tude (Tuy).

El estudio que Metcalf hace de las monedas del reino suevo incluye un tridente de oro con la inscripción SENAPRIA. Bajo el reinado de Suintila (621-631) se vuelve a acuñar numerario bajo la leyenda Senabria. Esta coincidencia entre circunscripción eclesiástica y cecas parece indicar que nos encontramos ante un centro de poder, cuyos orígenes y límites geográficos en esta época se nos escapan por completo, pero que debe relacionarse sin lugar a dudas con la urbs Senabrie, el territorio Senabrie, o el territorio Senabriense, citados en el siglo X en los primeros documentos del monasterio de San Martín de Castañeda. Su persistencia en el tiempo resulta difícilmente explicable sin admitir el mantenimiento de algún contingente de población en la región sanabresa tras la invasión musulmana, más aún si tenemos en cuenta que el lugar pasó absolutamente desapercibido para las crónicas altomedievales.
En cuanto a Calapacios majores, ha sido identificado con Calabor por la mayoría de los autores. Pertenece al género de topónimos del Parroquial asociados habitualmente con grupos gentilicios. Fue también, al igual que Senabria, sede de una ceca visigoda bajo los nombres CALAPA y CALAPACIA, si bien este caso con una mayor proyección temporal. Los reyes emisores de numerario son Recaredo (586-601), Sisebuto (612-621), Suintila (621-631) y Chindasvinto (642-649).

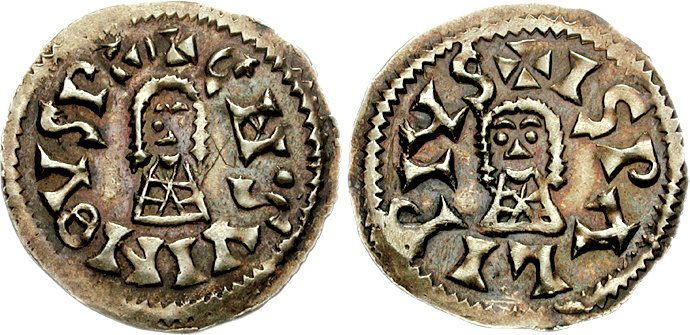
Tremís de Chindasvinto, Sevilla, 642-653.

El resto de las cecas visigodas, que de hecho fueron las que más moneda emitieron, estuvieron en las demás provincias de Hispania: Emerita, Egitania, Elvora, Toleto, Mentesa, Ispali, Corduba, Eliberri, Tarraco o Cesaraugusta.

La moneda visigoda, con características definidas, independiente de la imperial y acuñada en Hispania, aparece con Leovigildo (573-586), con improntas monetarias inspiradas al principio en las emisiones bizantinas hasta hacerse independientes. Las cecas visigodas siguen la organización por zonas geográficas, correspondientes a las antiguas provincias hispanorromanas, emitiendo con tipos provinciales desde Leovigildo a Chindasvinto (642-653), tipos unificados por Recesvinto.
...
La calidad artística de estos tipos representados en la moneda es de una extraordinaria ingenuidad, esquemática, a veces infantil y aún grotesca, pero responden a la necesidad de expresar en la moneda visigoda, la identidad política del nuevo Estado, reflejada en su impronta monetaria desde Leovigildo, que siguen sus sucesores.
...
El patrón ponderal seguido por los visigodos, tanto en las monedas del reino de Tolosa como en el de Toledo, tiene como base ponderal la libra romana y sus pesos teóricos se ajustan a la reforma constantiniana del solidus aureus, pero con pesos más débiles. Los visigodos sólo acuñaron tremises de oro de baja ley, con pérdida paulatina del fino del oro y aumento del de plata, llegando a ser casi exclusivos de este metal al final de la monarquía.
San Isidoro en sus Etimologías explica los pesos y divisores del sistema romano. El sueldo, solidus, respondía a 1/72 de libra romana. Las referencias en las leyes del Fuero Juzgo a la silicua de plata, así como a las equivalencias y evaluación del solidus en monedas de plata, corresponden a textos incorporados en época posterior y no sirven para clarificar, ya que los visigodos recibieron el oro siempre a peso, y por eso la libra es unidad ponderal, no monetaria. El sistema de equivalencias ponderales entre la libra y el sueldo al que se ajustó el utilizado por los visigodos es el siguiente:

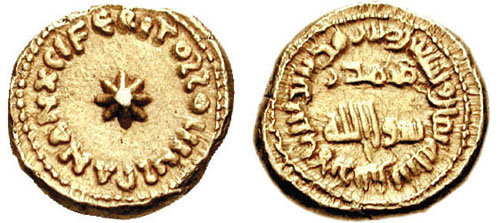
Dinar omeya de la época de la conquista, con inscripción latina (FERITOS SOLI IN SPAN ANXCI -Feritos Solidus in Spania Anno XCI-) y árabe (Muhammad rasul Allah en el centro), 715-717.

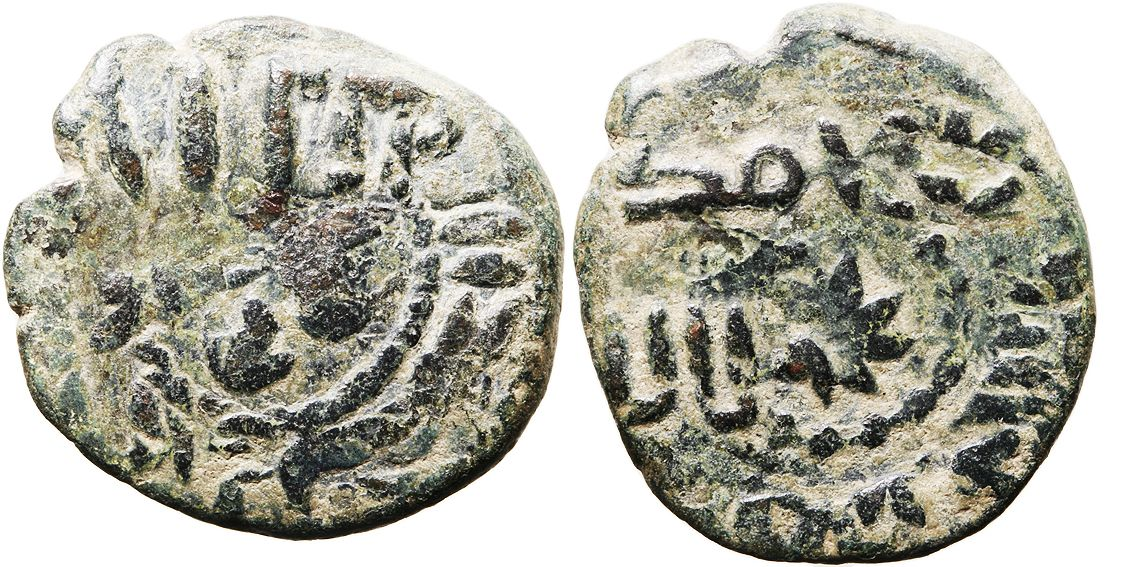
Felús del Emirato de Córdoba.

1 libra = 12 onzas = 72 solidus aureus = 216 tremises
1 onza = 6 solidus aureus
1 solidus aureus = 3 tremises

### Monedas andalusíes

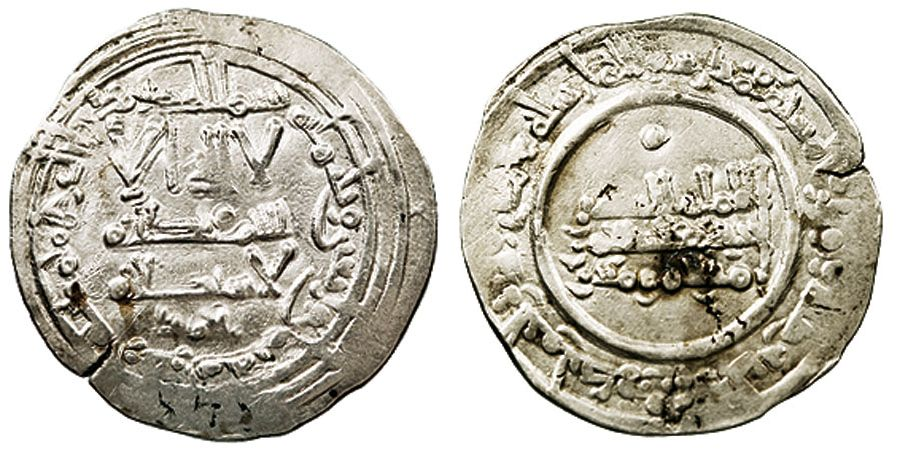
Dirham acuñado por el califa Abderramán III, Medina Azahara, 959.
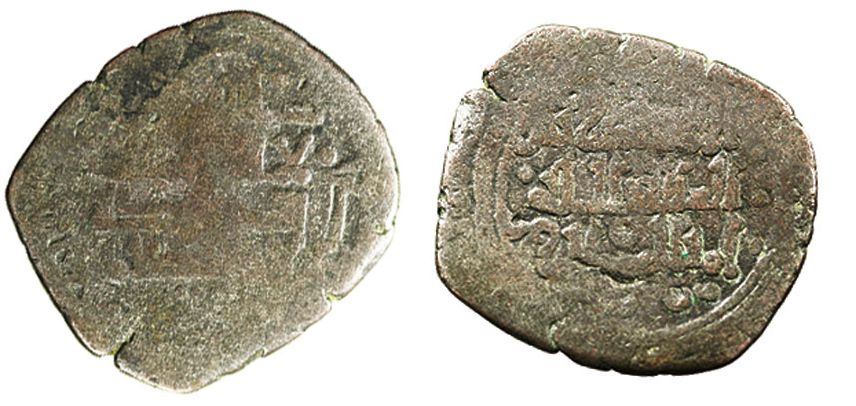
Dirham de vellón acuñado en Granada por el rey de taifa Badis ben Habús, 1038-1073.
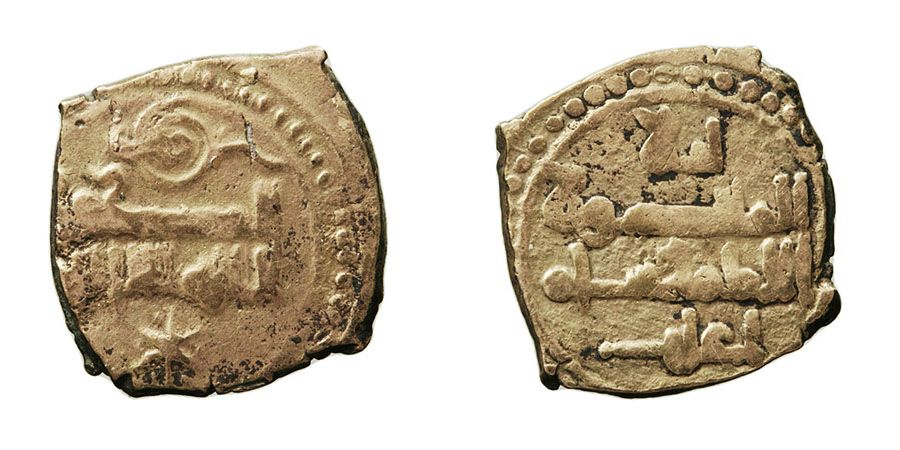
Fracción de dinar acuñado por el rey de taifa Al-Mamún de Toledo, 1043-1075.
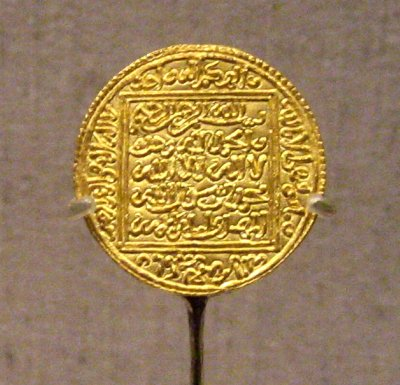
Dinar andalusí o norteafricano de época almohade, 1184-1199
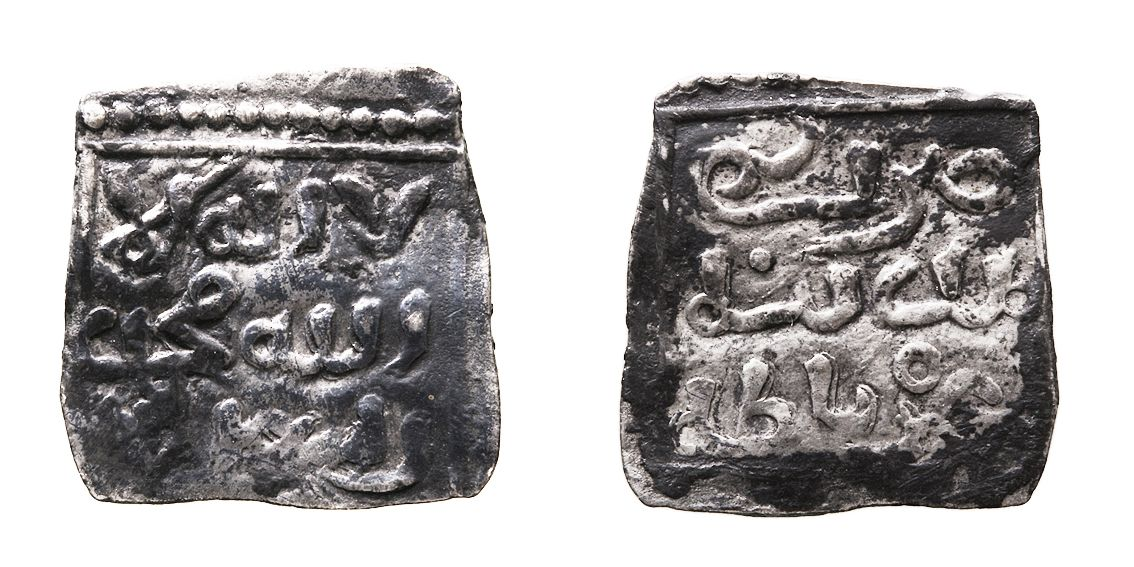
Cuarto de dirham acuñado en Granada en época nazarí, siglos XIII-XV.

El sistema de la moneda andalusí se basó en el dírham (dirhem) de plata y el dinar (dinar) de oro, de valor inicial de diez dírhams (aunque de cotización variable -en algún momento fue de 17-1), y de un peso teórico de 2,97 y 4,25 gramos respectivamente. Como moneda de cobre se usaba el felús (fals en singular, en plural fulus), aunque en este tipo de moneda hay un gran vacío cronológico entre el comienzo del califato (siglo X) y el de la dinastía nazarí (siglo XIII), con características formales muy diferentes. Como monedas de cuenta se utilizaban el metical (mitqal) para el oro y el dirhem qasimí para la plata.

Al fijarse la equivalencia en la proporción de 17 dirhemes por cada dinar quedó establecida la relación oro a plata aproximadamente en 1/10, la cual era, y es, bastante correcta según las disponibilidades del mercado. ... Una gran parte de las piezas que circulaban no procedían de cecas españolas. La acuñación de moneda fue en gran parte cuestión de prestigio y en parte medida de saneamiento para impedir la escasez en el mercado, pero nunca un resultado de propósitos monopolizadores. Los dinares se acuñan sólo a partir del 929; parecen, pues, la consecuencia de esta nueva actitud, que da origen al khalifato, como si fuese necesario un khalifa para producirlos. Conocemos series completas de dirhemes entre 763 y 892; poco a poco se van espaciando, hasta desaparecer. Se reanuda la acuñación el 927. Los feluses o fulus eran escasos. La ley del dinar era muy baja, y las dimensiones y peso de la moneda, muy irregulares, lo cual demuestra que no se pretendía tener el módulo de cambio de garantía absoluta... Las piezas se pesaban, de modo que se trataba en realidad de una prestigiosa circulación con nombre del khalifa en el reverso -Abd al-Rahman III hizo acuñar dos mil piezas- y una leyenda piadosa en el anverso, pero que en cuanto a módulo de cambio desempeñaba el mismo papel que un lingote de oro o una pepita. La mayor parte de los pagos se hacen en plata. El oro es bien atesorable, más que moneda. Pero para asegurar estos pagos se manejaba siempre el concepto del llamado dirhem qasimí, que era el del peso teórico de 2,71; se tomaba la moneda, y se la pesaba, a fin de ajustar su valor real al teórico. Doce dirhemes qasimíes equivalían al besante oriental.
... su deterioro comenzó ya en la época de Almanzor. La plata fue quebrada... y su ley disminuyó tan rápidamente que al llegar la época de los taifas no encontramos sino piezas deleznables... los almorávides fracasaron en sus esfuerzos para salvar el dinar, porque carecían de las reservas necesarias. En el siglo XII los almohades se decidirán a una reforma a fondo, que significaba la desvalorización radical del dinar, que pasó a 2,36 gramos, mientras que el dirhem quedaba en 1,50. En la práctica se acuñaron dobles dinares de oro, de peso 4,6 gramos -ésta es la dobla almohade [ mitqal, mitcal o metical, morabetino, moravitín o maravedí ]- y medios dirhemes, de 0,75.
El área de difusión de la moneda islámica excedía en mucho al de la autoridad del khalifa de Córdoba; los países cristianos de la Península empleabban, por lo menos desde el siglo X, cantidades relativamente muy considerables de numerario omeya... [aunque] ni Córdoba ni León tenían nada que se pareciese a lo que hoy llamamos sistema monetario. La moneda se usaba prácticamente como una mercancía de trueque, la más objetiva, universalmente aceptada y cómoda de transportar, habida cuenta de la baratura de los precios, a causa de su escasez... al desintegrarse el califato, produjo el desbordamiento de piezas musulmanas sobre el territorio cristiano.

... las monedas de los almorávides eran de gran calidad, en concreto sus dinares de oro tenían un peso aproximado de 4 gramos, y una pureza de 985 milésimas de fino. Estaban realizados con una técnica muy cuidada y su escritura mantiene los caracteres cúficos.
Estos reinos taifas [ las segundas taifas ] acuñaron moneda siguiendo el modelo almorávide, sin más diferencias que la sustitución de los nombres de los gobernantes africanos por el de los nuevos señores andalusíes. Uno de los principales... fue el de Murcia... el rey Lope o Lobo...
Estos dinares de la Taifa de Murcia acuñados por el rey Lobo eran de una excelente calidad y llegaban de forma regular a la corte de Castilla, su aliada contra sus enemigos almohades, tanto en concepto de «compensación» por su alianza, como por el pago a las tropas auxiliares cristianas y por supuesto por el tráfico comercial entre ambos reinos. Pero estos grandes envíos terminaron en 1170, ya que las dificultades financieras del rey murciano le obligaron a dejar de emitir oro, por lo menos en la cantidad y con la calidad anterior, ya que los dinares de sus últimos años tienen por
término medio un peso de sólo 2,5 gramos. El flujo del oro murciano a Castilla fue muy importante y en este reino sus monedas eran conocidas como morabetinos ayadinos y eran utilizados de forma frecuente en las transacciones comerciales de cierta importancia de forma habitual.
... la zona al sur del Tajo vivía desde el siglo XI mirando al sur y la moneda musulmana circulaba en ella de forma habitual, de hecho era el único medio de evaluación y pago, siendo Toledo un gran foco de relaciones comerciales con Al Andalus.

En la época almorávide, además del morabetino o maravedí, de 3,9 g de oro, se acuñó el dirhem qasimí de plata, con una fracción de medio dirhem llamada qirat. En las terceras taifas y la época nazarí se acuñó el rub (1/4 de dirhem), el dinar dahabí de oro, el dinar fiddi de plata y el dinar ayní de vellón.

... inspeccionó minuciosamente los documentos del archivo y encontró nota de una cantidad cuantiosa, de cerca de diez mil monedas de oro, que formaba el tercio del capital de un comerciante conocido por El Cabisí, el cual había ordenado en su testamento que se repartiese [entre los pobres].
...
... le compré un alquicel por veinticuatro dinares y medio; y se lo llevé a mi padre, el cual se lo trajo personalmente al juez. A éste le agradó y dijo:
— ¿Cuánto te ha costado?
— A ti te cuesta — contestóle — diez dinares.
...
La fortuna que hizo Elhabib, en cuanto se refiere a su caudal en metálico, se la debe únicamente al juez Soleiman ben Asuad, el cual mostró por Elhabib una solicitud extrema. Elhabib en los principios de su carrera comercial no tenía caudal ninguno. Soleiman le excitó y exhortó y aun recomendó que mirara por sí mismo, y que viera de adquirir un patrimonio; le hizo ver la conveniencia de no despreciar el dinero y las ventajas que el tener dinero proporciona; le indicó que la mejor manera de lograr un capital era dedicarse al comercio y le alentó a emprender los negocios. Pero Elhabib le contestó:
— Sí, eso está muy bien, pero el comercio no puede hacerse más que con dinero, y yo no lo tengo.
Soleiman, al oír esa respuesta, callose; mas pasados unos días le llamó y le entregó cinco mil dinares diciéndole:
— Manéjalos; comercia con ese dinero tú mismo personalmente.
Ese fue el origen de su fortuna y el medio de llegar a la opulencia.
Aljoxani, Historia de los jueces de Córdoba

### Monedas de los reinos hispano-cristianos
En palabras de Germán de Iruña, un erudito de los años treinta del siglo XX, "la moneda de Sancho el Mayor ... [un dinero de vellón semejante a los denarios carolingios] ... es la primera moneda de reyes cristianos peninsulares; es la única que se conoce de él (Museo Arqueológico Nacional) y el modelo imitado por las monedas de sus descendientes en Navarra y Aragón". Como él mismo reconoce, "sus leyendas «Imperator» y «Naiara» [entiéndase "Nájera", no "Navarra"], implican más de un problema para el diplomático y el historiador." En su época, "después del estudio de Aloiss Heiss ... la única novedad ... es la fijación por Ramón Menéndez Pidal de la fecha de su acuñación, entre 1033-1035, basado en su teoría del Imperio leonés." La atribución al rey navarro Sancho III el Mayor (que en el primer tercio del siglo XI se estableció como poder dominante sobre un amplio conjunto de territorios hispano-cristianos, entre el reino de León y los condados pirenaicos) no ha dejado de ser problemática, y algunos estudios recientes han propuesto que podría tratarse de una moneda de Alfonso VII de León "el Emperador", que se hizo coronar como Imperator totius Hispaniae el 26 de mayo de 1135 (un siglo después). En otras fuentes se sigue atribuyendo a Sancho el Mayor.
En los reinos occidentales, muy vinculados a la moneda andalusí, Alfonso VI acuñó moneda de vellón imitando tanto al dirham andalusí como al dinero carolingio tras la conquista de Toledo (1085); mientras que Alfonso VIII acuñó el maravedí de oro de 3,8 g a imitación del doble dinar o dobla almohade (metical o morabetino) a partir de 1172. Desde Fernando III el Santo hasta los Reyes Católicos se acuñaron doblas o castellanos de 4,5 g de oro, equivalentes a diez dineros de plata. Con Alfonso X el Sabio se acuñó el maravedí de plata de 6 g, equivalente a 1/6 del maravedí de oro. Con Pedro I de Castilla se acuñó el real de plata de 3,45 g, equivalente a 1/12 de dobla. Con Enrique III de Castilla se acuñó la blanca de plata.
En los reinos orientales se siguió el sistema carolingio, con libras (aproximadamente 400 g) y sueldos (1/20 de la libra) como monedas de cuenta de plata, mientras que se acuñaba el dinero (1/12 del sueldo), el sueldo jaqués (equivalente a cuatro dineros), el gros (denarios grossos equivalentes a 12,5 dineros, con Jaime I de Aragón) y el croat (de 3,25 g, equivalente a un sueldo, con Pedro I de Aragón); como monedas de oro se acuñaron el mancús (de 2,7 g, con Ramón Berenguer I), el florín (de 3,48 g., con Pedro IV de Aragón, a imitación de Florencia) y el ducado (de 3,54 g, con Juan II de Aragón, a imitación de Venecia). Los mancuses, imitación del ad-dīnâr al-manqûš ("dinar grabado") se venían acuñando en Barcelona (Madīnat Barsinuna) por prestamistas y orfebres (Bonhom y Enneas) desde 1017-1035 y 1037, mientras que los acuñados con el nombre del conde (Raimundus Comes) no aparecieron hasta 1070, aunque alguna fuente identifica este conde con Berenguer Ramón I (1018-1035). Hay constancia documental de que el rey de Aragón Sancho Ramírez acuñó mancusos, disponiendo en 1068 para su viaje a Roma de quingentos mancusos Iaccensis monete ("quinientos mancusos en moneda jaquesa") que se han relacionado con piezas que llegaron mediante comercio hasta Turquía.

El reino castellano-leonés, y en general todo el oeste peninsular, fue el lugar de Europa Occidental en que más tardíamente se acuñó moneda, hecho que se debió a la invasión musulmana (711), que destruyó el reino visigodo de Toledo.

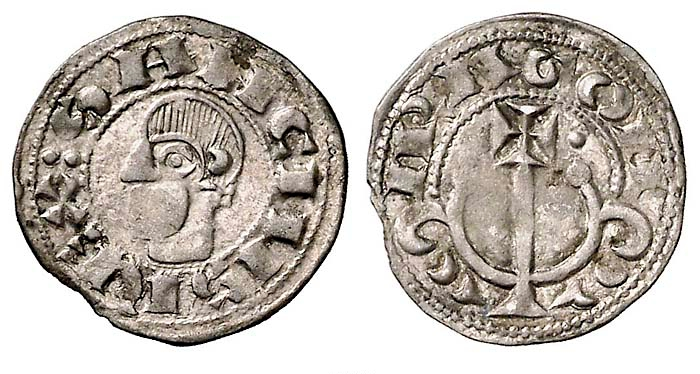
Óbolo de Sancho Ramírez de Aragón, 1063-1094.

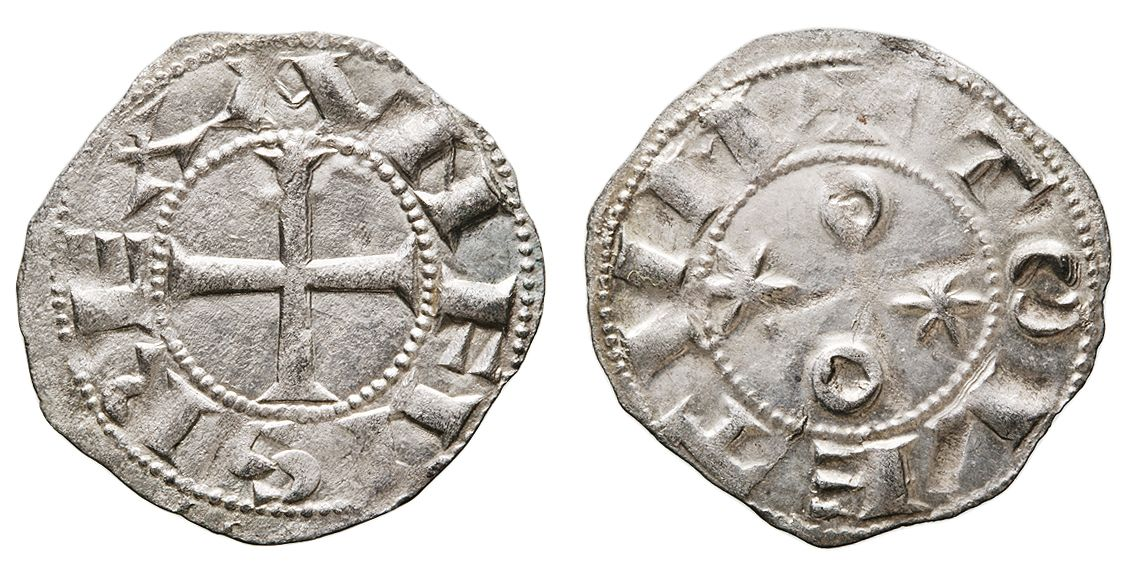
Dinero de Alfonso VI, Toledo, 1085-1109.

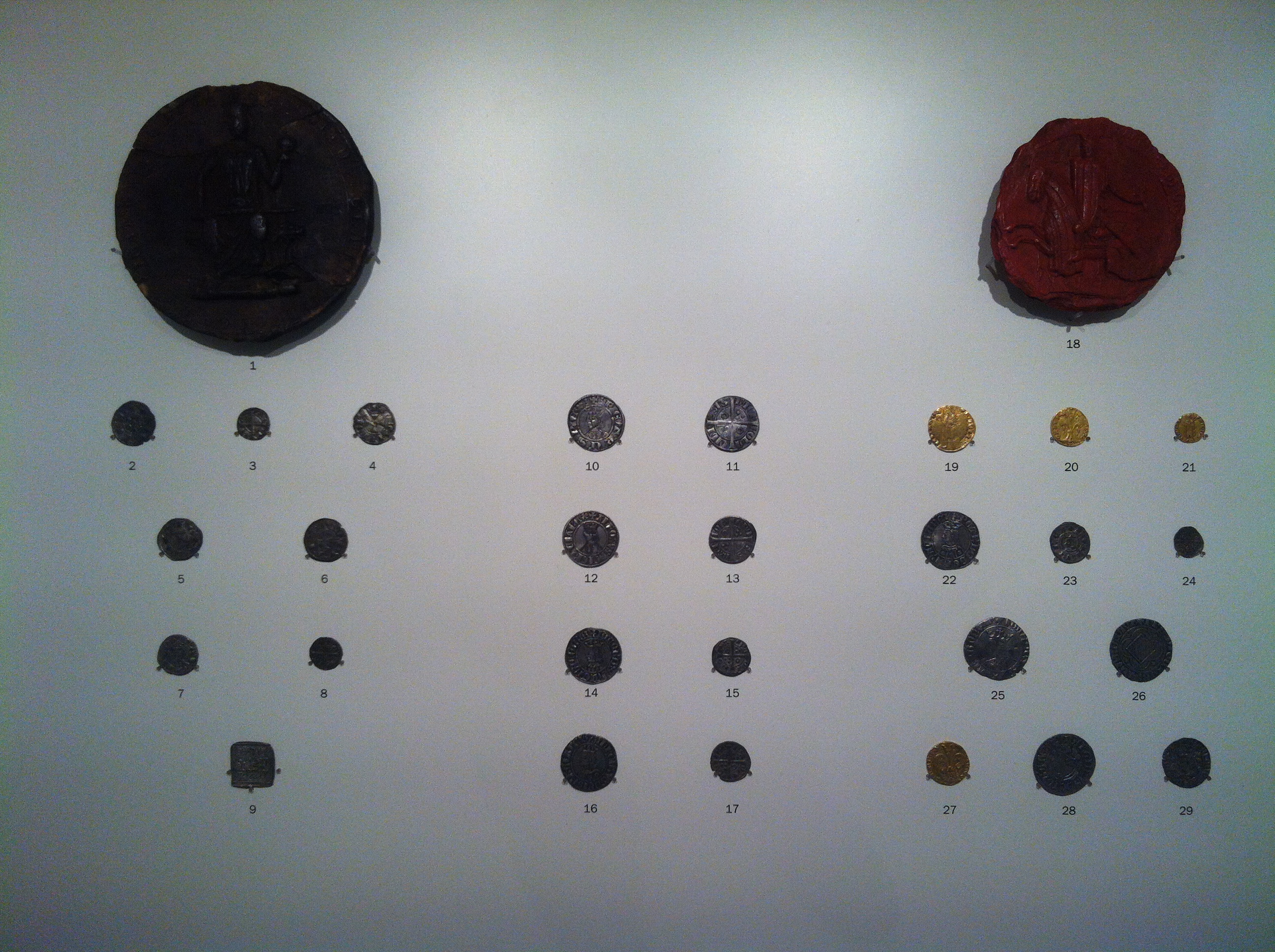
Monedas de la Casa de Barcelona en el MNAC.

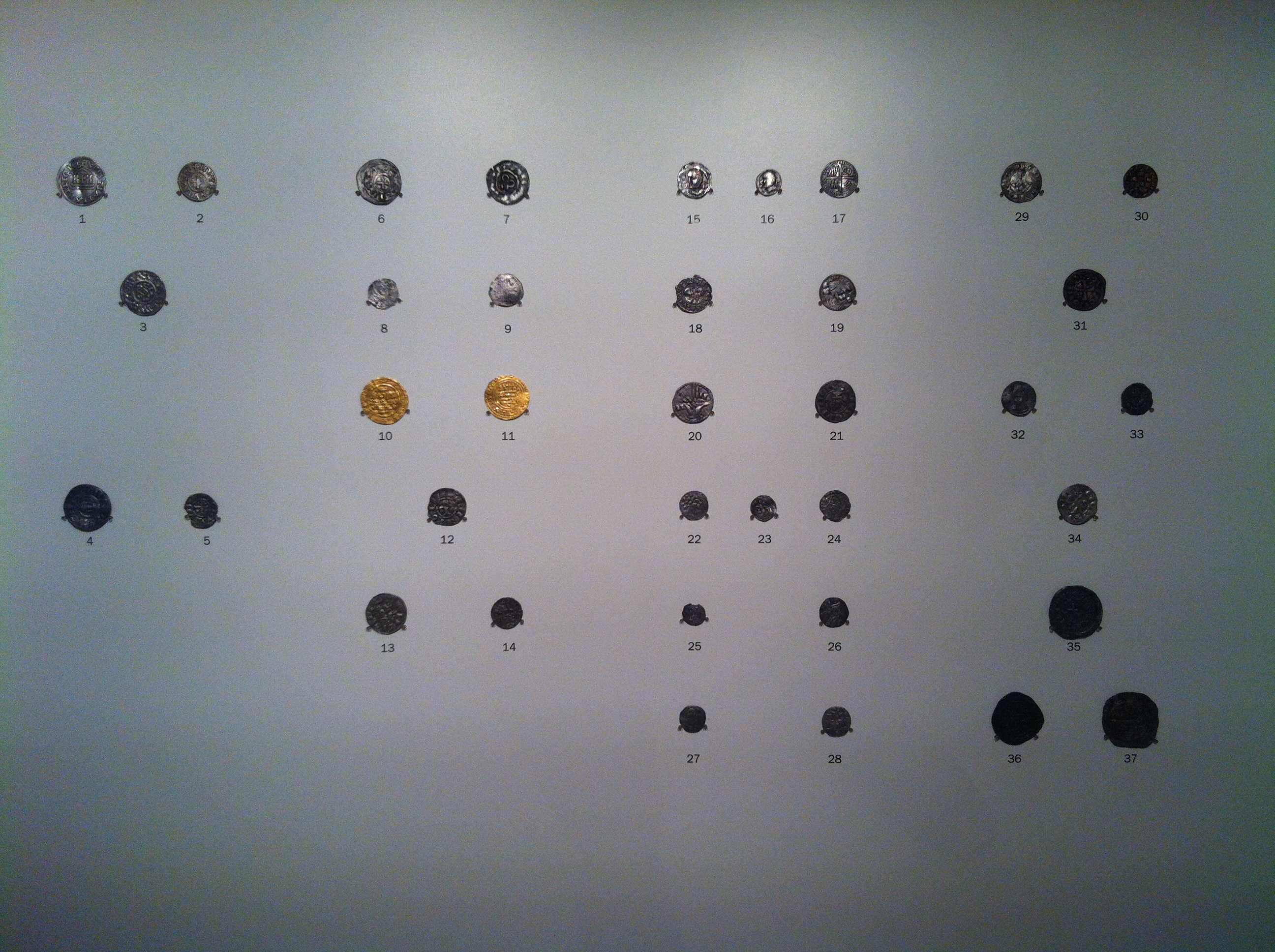
Monedas carolingias en el MNAC.

El caso de Cataluña es distinto, ya que desde muy pronto quedó bajo la influencia política franca y desde el reinado de Carlomagno existen acuñaciones en la zona, que ya no dejarían de hacerse, aunque el poder emisor ya no fuera el del rey de los francos sino los poderes locales laicos y eclesiásticos.
Alfonso VI conquistó Toledo (1085), la ciudad real de los visigodos, con una ceca de larga tradición y en ella realizó las primeras monedas castellano-leonesas, que fueron curiosamente dirhemes de plata (más bien de vellón por su poca cantidad de metal noble, y algunas fracciones) escritos en árabe y fechados en los años 478 y 479 de la Hégira (1085-1086 d. C.), tal vez ligados a su política pan-hispánica que le llevó a intitularse como "emperador de las dos religiones" en documentos de estos años.
Pero esta emisión fue de corta duración e inmediatamente se empezaron a realizar acuñaciones de vellón (dineros y óbolos aproximadamente con un 30%
de plata) siendo su primer tipo el que lleva la leyenda ANFVS REX y la cruz con TOLETVM y aros y estrellas, siguiendo el tradicional sistema carolingio europeo al que el monarca estaba interesado en adherirse. ... estos vellones ya puramente cristianos circulaban en el año 1088.

Sancho Ramírez (1063- 1094) labró una rara moneda de oro además de los primeros vellones conocidos, si bien es posible que éstos se originasen ya en tiempos de Ramiro I, aunque no los conocemos. El más antiguo de los dineros jaqueses conocidos es una pieza de aspecto semejante a las navarras de García III, acuñado en NAI-ARA, que tiene por un lado el mismo busto y leyenda y por el otro idéntica cruz, partiendo la leyenda geográfica, igual al de su padre Sancho III el Mayor en la misma ceca, salvo que en la pieza aragonesa el palo de la cruz divide la leyenda ARA-GON, demostrando una ocupación de tierras aragonesas por García el de Nájera durante un tiempo que no pudo ser muy largo. La ceca de Jaca trabajó para el rey navarro y produjo monedas de un arte elemental, tanto en los esquemáticos retratos del rey como en el tipo decorativo de la cruz adornada con ramas. Las emisiones de Jaca llevan el nombre de la ciudad o el de Aragón, acompañando al del soberano, éste en la forma Sancius Rex. El dinero jaqués y su unidad de cuenta, el sueldo, rigieron la economía de los sucesores de Sancho Ramírez, que introdujeron otras cecas más meridionales conforme avanzaban las campañas de reconquista; así, acuñó Monzón en tiempo de Pedro I y abundantemente Alfonso I con el nombre Anfus San (cii) rex y la mención aragonensis alrededor de una cruz latina.

En la zona del reino de Asturias, y luego en León y Castilla, no hubo por tanto moneda propia, pero eso no quiere decir que no hubiera circulación de moneda..., aunque es verdad que también existió el trueque o el uso como moneda de cuenta del modio de trigo o las ovejas, o incluso los pagos en plata (pondere pessata).
Ya en época tan temprana como el siglo VIII nos consta el uso de la moneda de oro visigoda (el tremis o triente). Así un diploma del 796 de Santo Toribio de Liébana valora un buey en un sueldo y un tremis, y en el mismo lugar un documento del 827 confirma dicha tasación, pero en general desde
mediados del siglo IX desaparecen las menciones a las antiguas monedas visigodas, salvo en la zona más occidental del reino.
Así en numerosos documentos galaico-portugueses se atestigua la pervivencia de la moneda de oro, en el 952 se vende una villa en el actual territorio portugués por XXVIII solidos romanos usum terre nostre, y en otros muchos documentos de la misma zona se utilizan las expresiones de solidos gallicanos, gallicenses, calicenses, gallicarios, galleganos, etc..., que no debemos entender ni como sueldos de oro imperiales ni como sueldos
francos, sino como las antiguas monedas de oro de la época sueva. Pero el uso del oro va a ir declinando poco a poco por diversos motivos y las
menciones a las libras, sueldos y talentos que aparecen en los documentos son ya excepcionales, y sólo se hacen para referirse a las grandes sumas, que teóricamente, debían pagar los que quebrantaban los privilegios o donaciones reales o particulares.
... en la segunda mitad del siglo IX cuando se generaliza en el núcleo del reino asturleonés el uso de la plata como moneda de cambio y cuenta, y en el siglo X el triunfo de la plata parece ya un hecho cierto, y en la documentación el uso de solidos argenteos es ya muy común, pero mucho más
el de simplemente solidos, entendiéndose ya que son obviamente de plata, llegando su uso incluso a aparecer en las penas con que se castigaba a los que contravenían los contratos y donaciones.
Este cambio de patrón se va a reflejar en la valoración de las cosas y llevó a una grave devaluación de la unidad monetaria de cuenta, que inmediatamente llevó a un alza del precio de la vida, que se aprecia en los documentos asturleoneses desde mediados del siglo IX.
En esta época igualmente aparece un frecuente uso del modio de trigo y la oveja como moneda de cuenta e intercambio, con la equivalencia de un sueldo
de plata, así en documentos del monasterio de Celanova (años 961, 962, 964 y 1005) se mencionan ovejas modiales, en el monasterio de Sahagún (1004) se estima en un sueldo un modio de trigo, y en Santillana (1020) se suman indistintamente los modios y los sueldos hasta formar una sola cifra en modios, en dos diplomas leoneses de 951 y 1008 se valora una oveja en un modio y 100 ovejas en 100 sueldos.
El oro musulmán [es] Muy excepcional en los siglos iniciales, pero no totalmente desconocido. Por un diploma de Ordoño II sabemos que Alfonso III (866-909) otorgó en su testamento al obispo de Zamora, San Genadio, para la iglesia de Santiago la cantidad de "500 metcales ex auro purissimi", siendo metcal la palabra que indica el peso del dinar y como los Omeyas cordobeses anteriores a Abderramán III no acuñaron moneda de oro, la conclusión es que se refería a dinares acuñados en oriente.
Las citas referentes al oro musulmán andalusí son escasísimas y sólo se hacen más frecuentes en el siglo XI coincidiendo con el pago de las parias a los reinos y mercenarios cristianos...
El mayor desarrollo estatal, y por tanto económico y monetario de Al-Andalus, hizo que las monedas andalusíes, acuñadas en grandes cantidades, especialmente las de plata, tuvieran una gran difusión dentro y fuera de su territorio. Por ello no es de extrañar su presencia en numerosos documentos del reino asturleonés, donde se denomina a estas piezas solidos o argentum mahomati, hazimi o kazimi, etc., nombres que se refieren a los prefectos de la ceca cordobesa (shaib al-Sikka) en el momento de su acuñación.
Desde el siglo X, y en especial en el XI, son muy numerosas estas referencias a argentum o solidos Kacimies o mahometies, incluso se suman a la hora de hacer negocios, y los continuos hallazgos de plata cordobesa en el norte confirman su frecuente utilización, cuyo uso también debieron llevar al norte los mozárabes repobladores de extensas zonas del territorio, en especial la meseta del Duero.
... Estas ayudas siempre serán pagadas con grandes cantidades de moneda (las parias), con lo cual entre los años 1040 y 1086 el flujo de numerario musulmán hacia el norte cristiano se disparó.
El primero en "alquilarse" a los enfrentados musulmanes fue el conde de Barcelona, en concreto Ramón Borrell III, que pasó a participar activamente en las luchas internas de Al-Andalus, en 1010 servía a Muhammad al-Mahdi a cambio de cien piezas de oro diarias y dos dinares por soldado, además de vino y víveres y el derecho a todo el botín que pudiesen obtener. Pero pronto...  los cristianos exigirían cantidades anuales fijas (abonadas en mensualidades) bajo la amenaza de la guerra, convirtiéndose así en un ingreso ordinario que estaba sujeto a repartos y donaciones. En el reino de Castilla-León las parias fueron también un gran ingreso, aunque su recepción fue algo más tardía que en Barcelona, concretamente se puede apreciar su importancia en la segunda mitad del reinado de Fernando I (1035-1065), tanto es así que pudo ofrecer un censo anual al monasterio de Cluny de 1.000 meticales, y en su testamento, al igual que dividió su reino entre sus hijos, también lo hizo con las parias. Alfonso VI tras reunificar el reino presionó a sus tributarios musulmanes exigiendo mayores cantidades de dinero, lo que llevó a algunos estados a tener que rebajar la ley de la moneda para mantener el montante que debían pagar, pero la presión militar del rey de Castilla y la precariedad interna de estos reinos de taifas llevó a la conquista de Toledo (1085) por parte de Alfonso VI, hito que iba a marcar el principio del
fin del sistema de parias al solicitar los taifas la ayuda de los almorávides... Rodrigo Díaz de Vivar, el Cid Campeador... primero se "alquiló" a varios estados musulmanes y luego fue protector o señor de diversos territorios que le pagaron grandes cantidades de dinero de oro y plata.
Esta nueva posición hegemónica de los cristianos y la desorganización política de Al-Andalus llevó a los monarcas cristianos a avanzar en sus conquistas territoriales hacia el sur y a fortalecer su propio poder frente a la nobleza laica y eclesiástica y decidirse por fin a ejercer una de las principales prerrogativas de la soberanía (regalía), la acuñación de moneda.

Si Dios me da vida he de doblaros la soldada.
Ahora ya tengo gastado todo mi oro y mi plata,
bien veis, Martín Antolínez, que ya no me queda nada.
Plata y oro necesito para toda mi compaña,
No me lo darán de grado, lo he de sacar por las malas.
...
Mis buenos Raquel y Vidas, vengan, vengan esas manos,
guardadme bien el secreto, sea a moro o a cristiano,
que os tengo que hacer ricos y nada habrá de faltaros.
De cobrar parias a moros el rey al Cid le ha encargado,
grandes riquezas cogió, y caudales muy preciados,
pero luego se quedó con lo que valía algo,
y por eso se ve ahora de tanto mal acusado.
En dos arcas muy repletas tiene oro fino guardado.
Ya sabéis que don Alfonso de nuestra tierra le ha echado,
aquí se deja heredades, y sus casas y palacios,
no puede llevar las arcas, que le costaría caro,
el Campeador querría dejarlas en vuestras manos
empeñadas, y que, en cambio, les deis dinero prestado.
...
Muy razonable será Mío Cid en este trato:
poco os ha de pedir por dejar su haber en salvo.
Muchos hombres se le juntan y todos necesitados,
el Cid tiene menester ahora de seiscientos marcos.
Dijeron Raquel y Vidas: "Se los daremos de grado".
Cantar de Mio Cid

Alfonso VII... es con mucha diferencia el rey de toda la Edad Media -con la excepción de Enrique IV- que más tipos diferentes emitió,labrando más de ochenta patrones distintos. No obstante es importante recordar que existe la posibilidad de que algunas monedas a nombre de Anfvs o incluso labradas con el lema Imperator, pudiesen haber sido ordenadas acuñar por su padrastro el rey Alfonso I [el Batallador]...

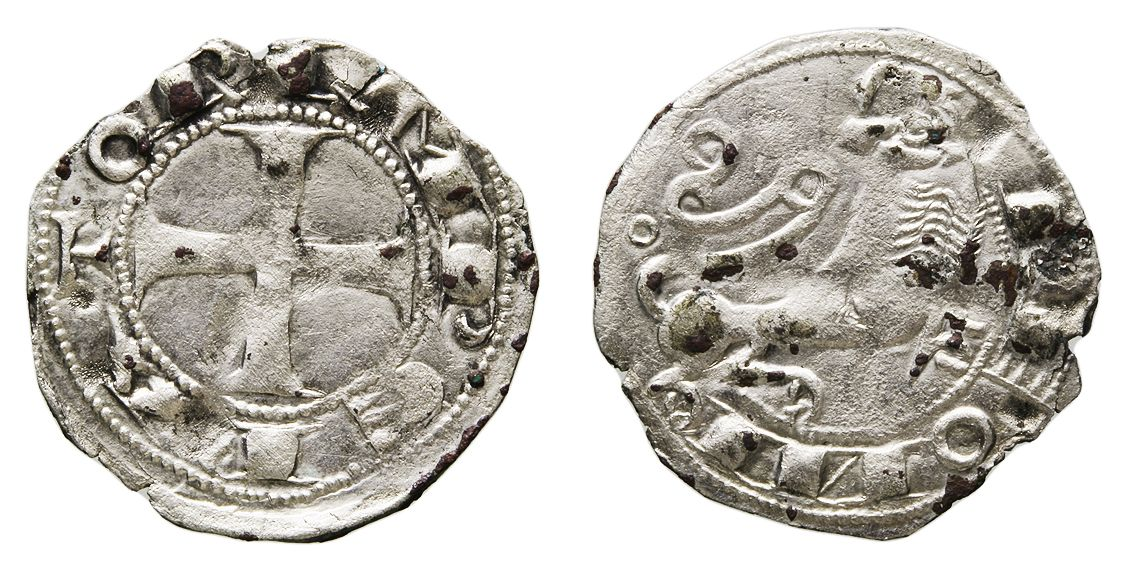
Óbolo de Alfonso VII, León, 1126-1157.

...el sistema monetario usado siguió siendo de continuidad, utilizándose el mismo del tipo monometálico de apariencia en plata -vellón- que hasta ahora habían venido empleando todos sus predecesores; si bien sellegó a batir una emisión esporádica en oro contipología musulmana motivada por la conquistade la plaza musulmana de Baeza; convirtiéndose de esta manera en el primer monarca castellano-leonés en utilizar el metal áureo en su numario. No obstante, en la mayoría de sus acuñaciones, Alfonso VII empezó a utilizar la ley ternal -tres partes de plata sobre doce posibles, es decir, ¼ de fino, equivalente a 0,25 gramo, alejándose de la cuaternal utilizada hasta ese momento por la reina Urraca y por su abuelo Alfonso VI -cuatro de plata sobre doce posibles-, transformando por tanto sus monedas en un vellón menos rico, que en algunos momentos de su reinado se convertirá casi en cobre puro. Característica común en las amonedaciones de Alfonso VII, fue el hecho inveterado de que para la gran mayoría de sus denarios, emitió también su correspondiente meaia [ (meaja) ].

... la zona al sur del Tajo vivía desde el siglo XI mirando al sur y la moneda musulmana circulaba en ella de forma habitual, de hecho

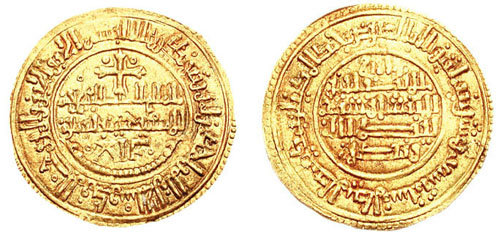
Maravedí de oro de Alfonso VIII de Castilla, imitación del doble dinar almorávide o dobla almohade (metical o morabetino), con texto en árabe, acuñado en Toledo, 1191.

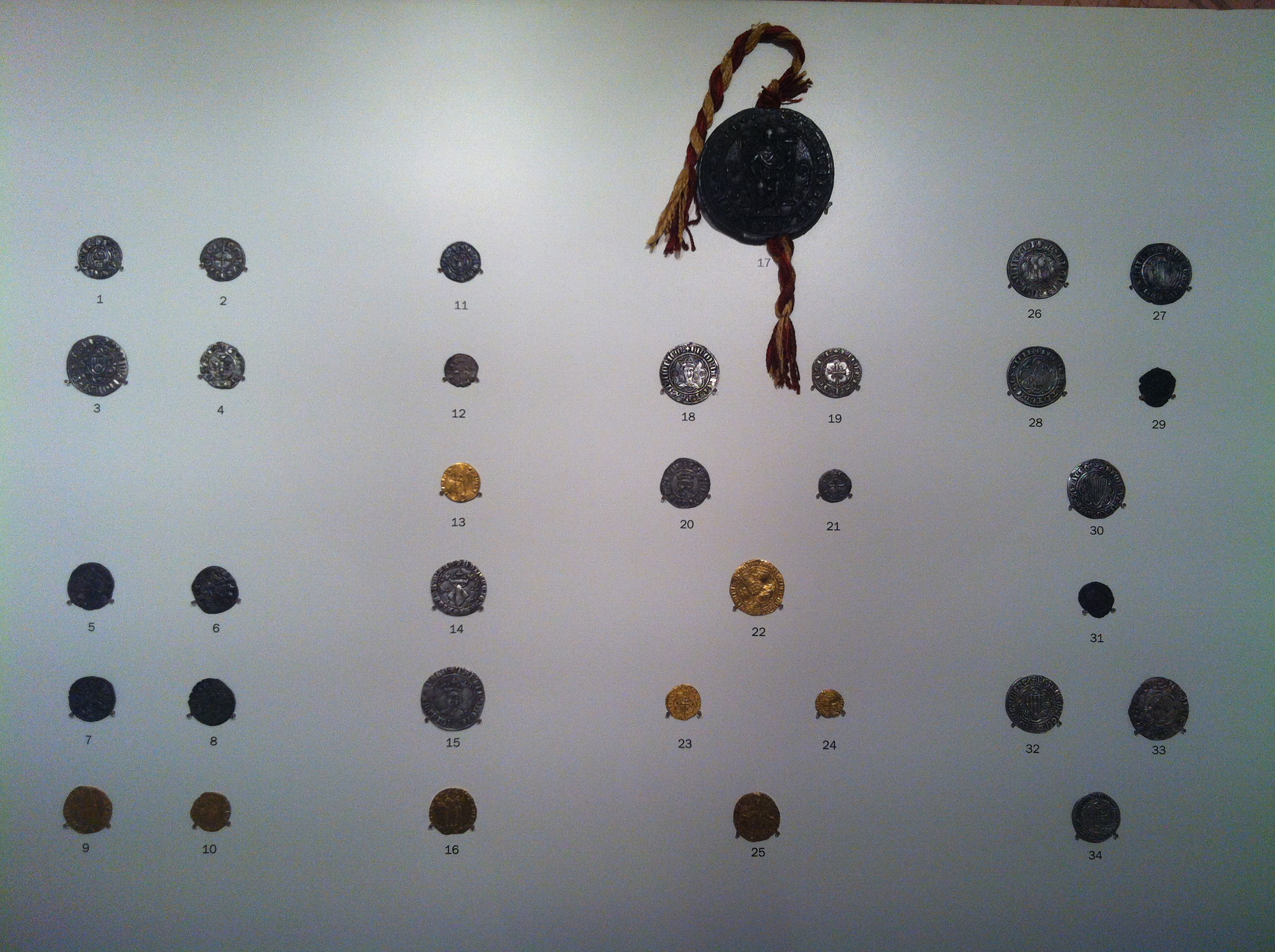
Monedas de la Corona de Aragón en el MNAC.

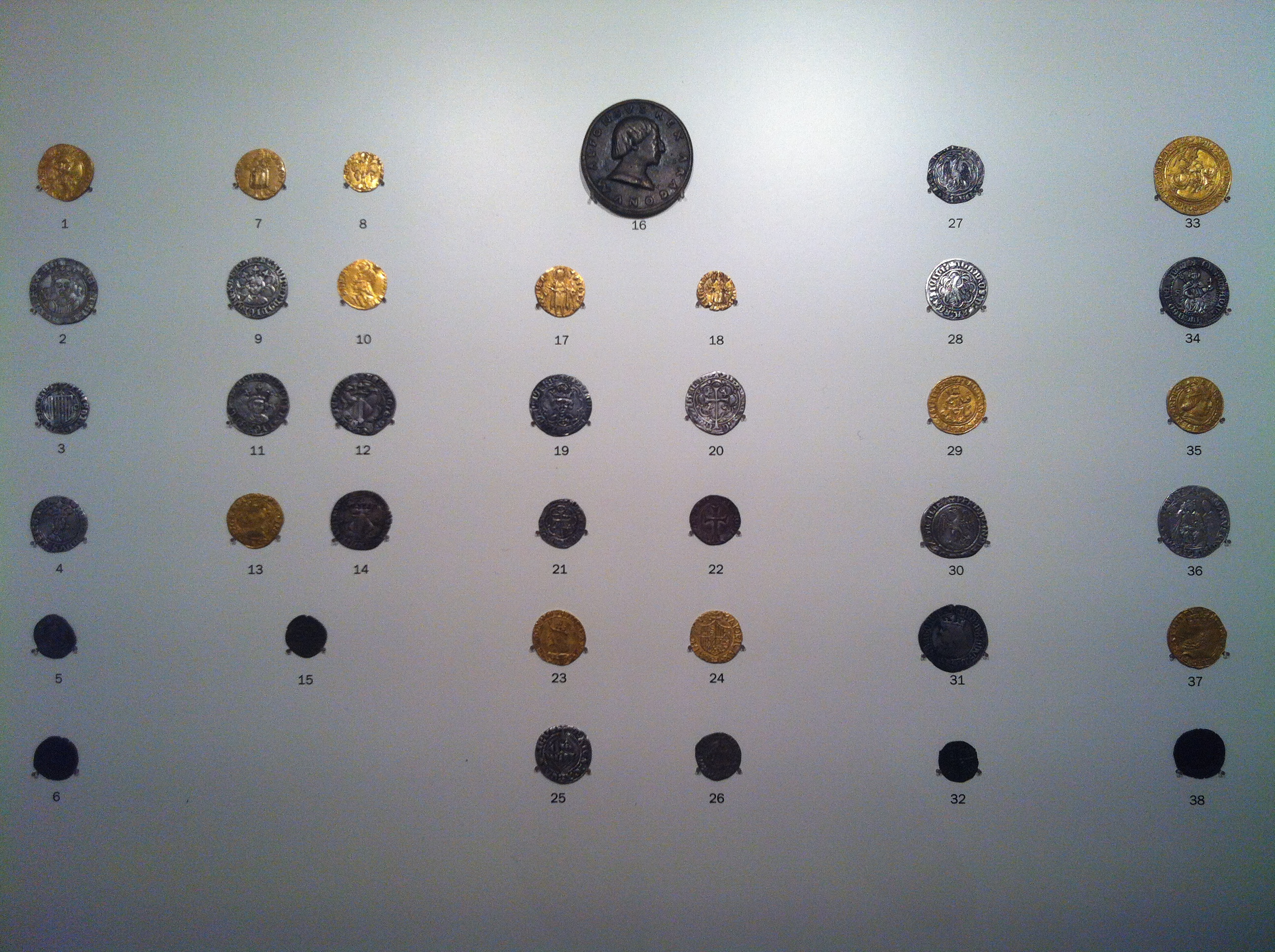
Ídem

era el único medio de evaluación y pago, siendo Toledo un gran foco de relaciones comerciales con Al-Andalus. Como ejemplo podemos ver dos contratos toledanos, uno de 1112 donde se compra una propiedad rústica por 10 maravedís de «oro almorávide viejo» y en 1115 se vende una viña por «XXXI medicales morabitis». ... desde principios del siglo XII el oro musulmán también se introdujo al norte del Duero, como ejemplo podemos citar el donativo que hizo el obispo de Oviedo a la reina doña Urraca en 1112 de «9.280 auri puríssími metkalia y 10.400 solidos puríssimi argento pondere maurisco», lo que nos demuestra que los grandes pagos se hacían en moneda musulmana, y unos años después, hacia 1130-40 el dinar almorávide circulaba ampliamente por toda la zona mencionada. Este maravedí fue imitado por los reinos taifas sublevados contra los almorávides y pronto llegó en grandes cantidades al norte cristiano, con lo cual esta moneda no hizo sino asegurarse su posición dominante como medidor en oro de los intercambios comerciales. Cuando la llegada de los almohades acabó con los Taifas, en especial con el murciano del rey Lobo en 1172, se cortó el flujo de oro musulmán hacia el norte, creando un vacio monetario que el rey de Castilla tenía ahora que llenar... [tomando] la decisión de acuñar su propio numerario de oro. Esta moneda, [el maravedí de oro de Alfonso VIII,] realizada en Toledo y escrita en caracteres árabes se empezó a acuñar en 1172 y con los mismos tipos se mantuvo durante todo su reinado y el de su sucesor, Enrique (1214-1217), copiando en metrologia y tipos los dinares almorávides, aunque por supuesto cambiando el nombre de los gobernantes y los mensajes religiosos.

Non falsarié judicio por aver monedado.
Gonzalo de Berceo, Vida de Santo Domingo de Silos (ca. 1236)

Aquel Rei [ Alfonso X ] tesouros grandes
despenderá, que auia,
pera conquerer a térra,
que chaman Andaluzia
...
nen er achaua dynneiros
muitos e a sa reposte
per que manteer podesse
muito a guerra dos mouros
Cantiga en el Cancionero de Ajuda

... la historia monetaria de Castilla en la Edad Media tardía responde a las grandes líneas comunes a todo Occidente: escasez de metales preciosos -aunque Castilla estuvo mejor abastecida de los mismos provenientes del mundo musulmán- y problemas derivados de la demanda de moneda y de la necesidad de acuñar piezas de vellón o de baja ley, que el país no aceptaba, aferrándose a la estabilidad representada por el oro y la plata. Todo ello se complicaba con unas cambiantes motivaciones políticas que podían dar al traste con un plan monetario concebido racionalmente. A aumentar la masa monetaria en circulación con el fin de conseguir agilizar los intercambios interiores se dirigieron diversos objetivos y medidas. Era difícil porque había que vencer la resistencia de la población, y era difícil porque las continuas necesidades perentorias de la monarquía hacían que unos primeros objetivos de racionalización monetaria sucumbiesen ante la posibilidad de obtener un dinero rápido y fácil que incrementase la liquidez deseada. Atrapada en esta red de intereses contradictorios sucumbió la reforma monetaria emprendida por Alfonso X. Desde un primer momento prescindió de la moneda de oro cuya manipulación era fácilmente detectable y emitió desde 1265 una moneda nueva, con un contenido inferior de plata, a la que se le atribuyó, no obstante, el mismo valor. Era el dinero alfonsí o dinero blanco alfonsí. El mercado reconoció la trampa y se resistió a usar estas monedas, viéndose obligado el monarca a rebajar su valor tres años después de su emisión. Poco después acuñó una nueva moneda, los dineros prietos, a la que dio un valor desmesurado. Cumplía así su promesa de hacer una moneda más fuerte que la de antes, pero al darle un valor por encima del intrínseco, garantizaba la supervivencia del dinero alfonsí y contradecía el objetivo de la segunda reforma. Todavía en 1277-1278 se produce una nueva alteración del sistema monetario con la acuñación de una moneda blanca nueva, el seisén, así llamada porque correspondía a seis dineros blancos de la guerra. Los efectos de estas medidas fueron, en general, catastróficos, aunque se incrementó la masa monetaria en vellón y ello dinamizó las relaciones comerciales. Pero era un elemento desestabilizador del mercado. Al emitir moneda sin alterar los valores de cuenta legal pero disminuyendo la ley, la Corona podía obtener un beneficio inicial, y lo obtuvo, aunque pronto padecería el valor de muchas de sus rentas, como el de todas aquellas expresadas en maravedís o en sus divisores cuyo nominal no variaba pero disminuía su valor real. Los precios corrientes subían para adaptarse al valor que la moneda tuviera en cada momento como mercancía. La inflación de los precios expresada en vellón fue superior al 500% entre 1265 y 1278. El malestar general por esta dislocación estuvo presente en los móviles que animaron la rebelión del infante Sancho contra su padre en 1282.
...

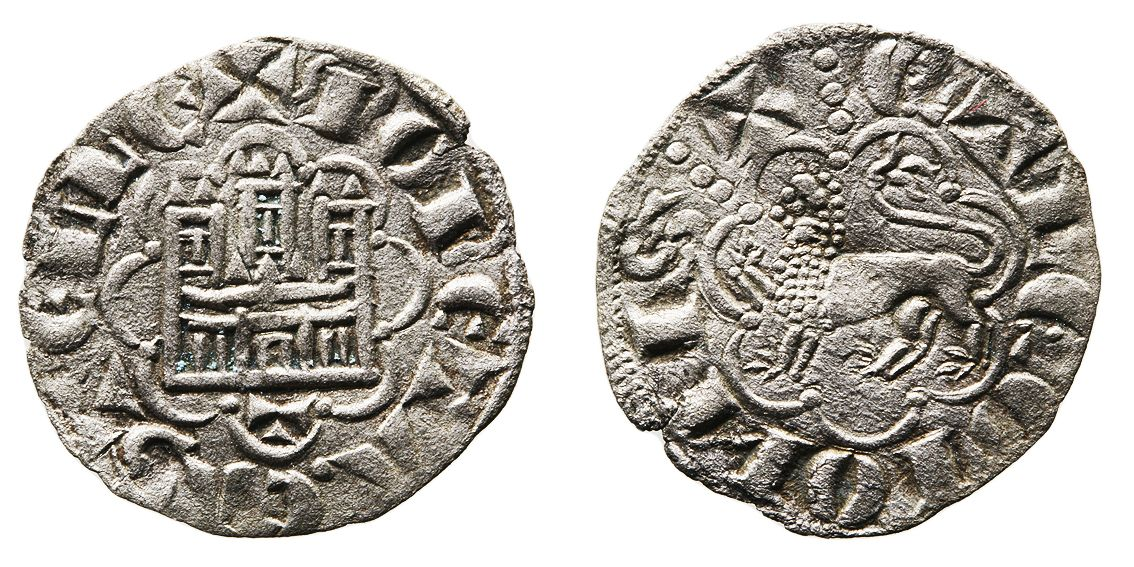
Novén (maravedí novén o maravedí viejo) de Alfonso X de Castilla, 1252-1284.

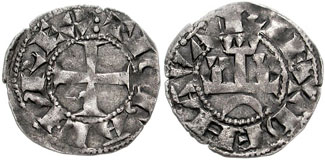
Dinero de Teobaldo II de Navarra, 1253-1270.

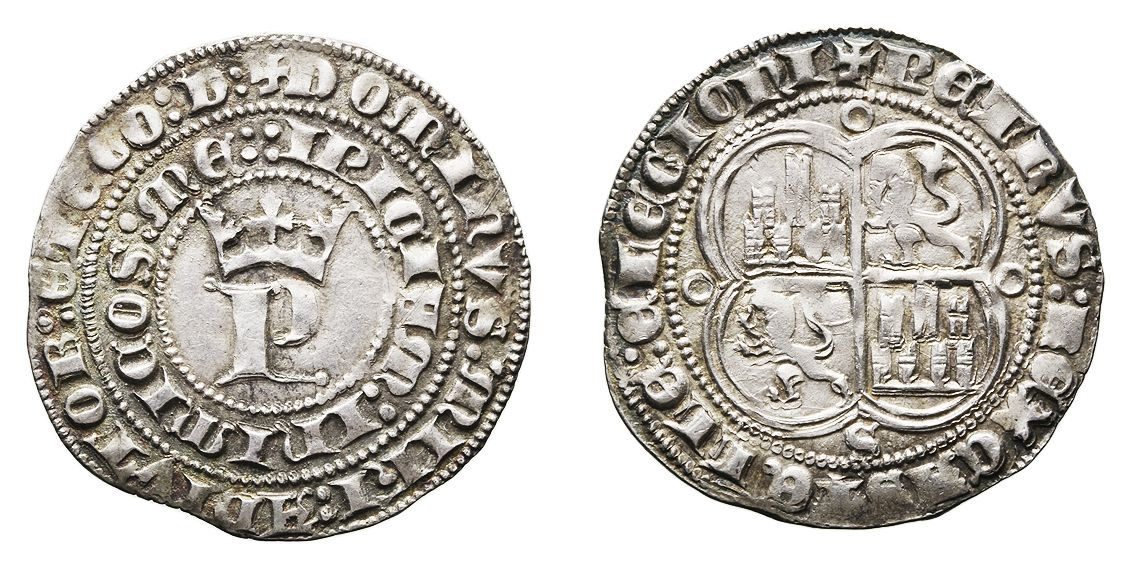
Real de Pedro I de Castilla, Sevilla, 1350-1369.

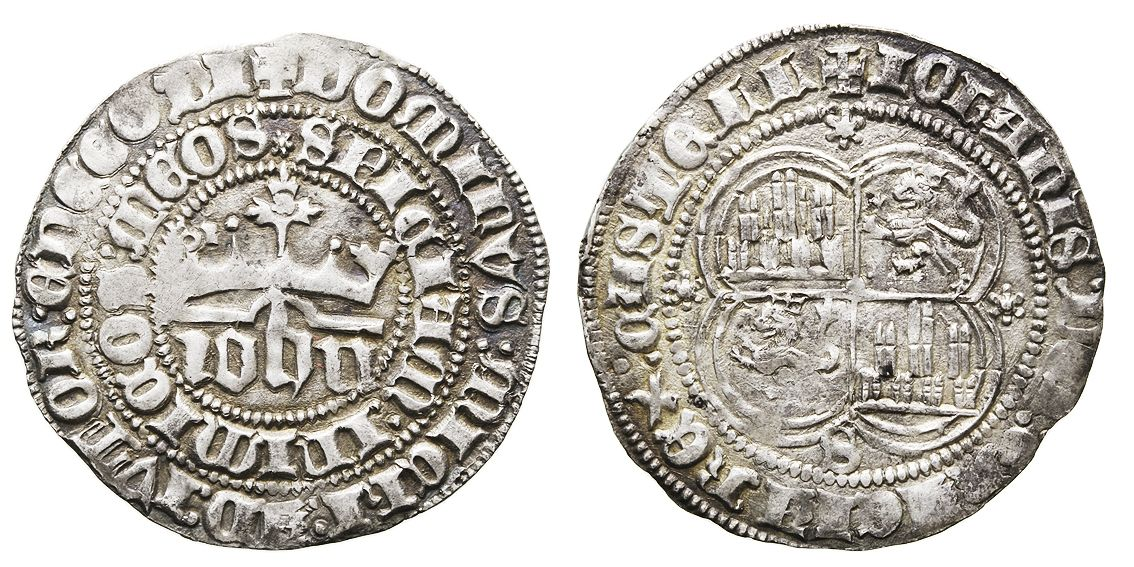
Real de Juan I de Castilla, 1379-1390.

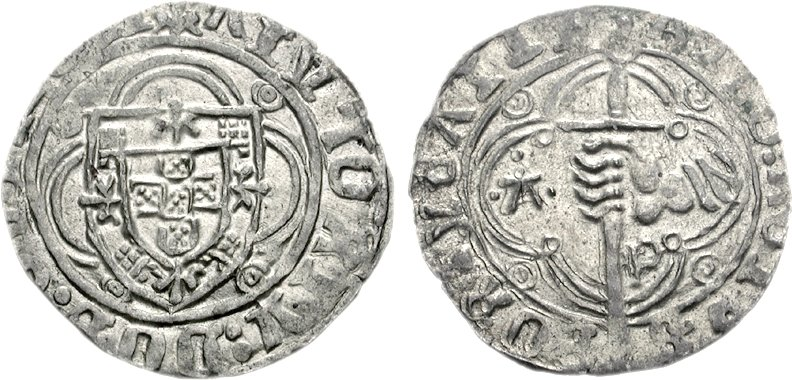
Espadim de Alfonso V de Portugal, 1438-1481.

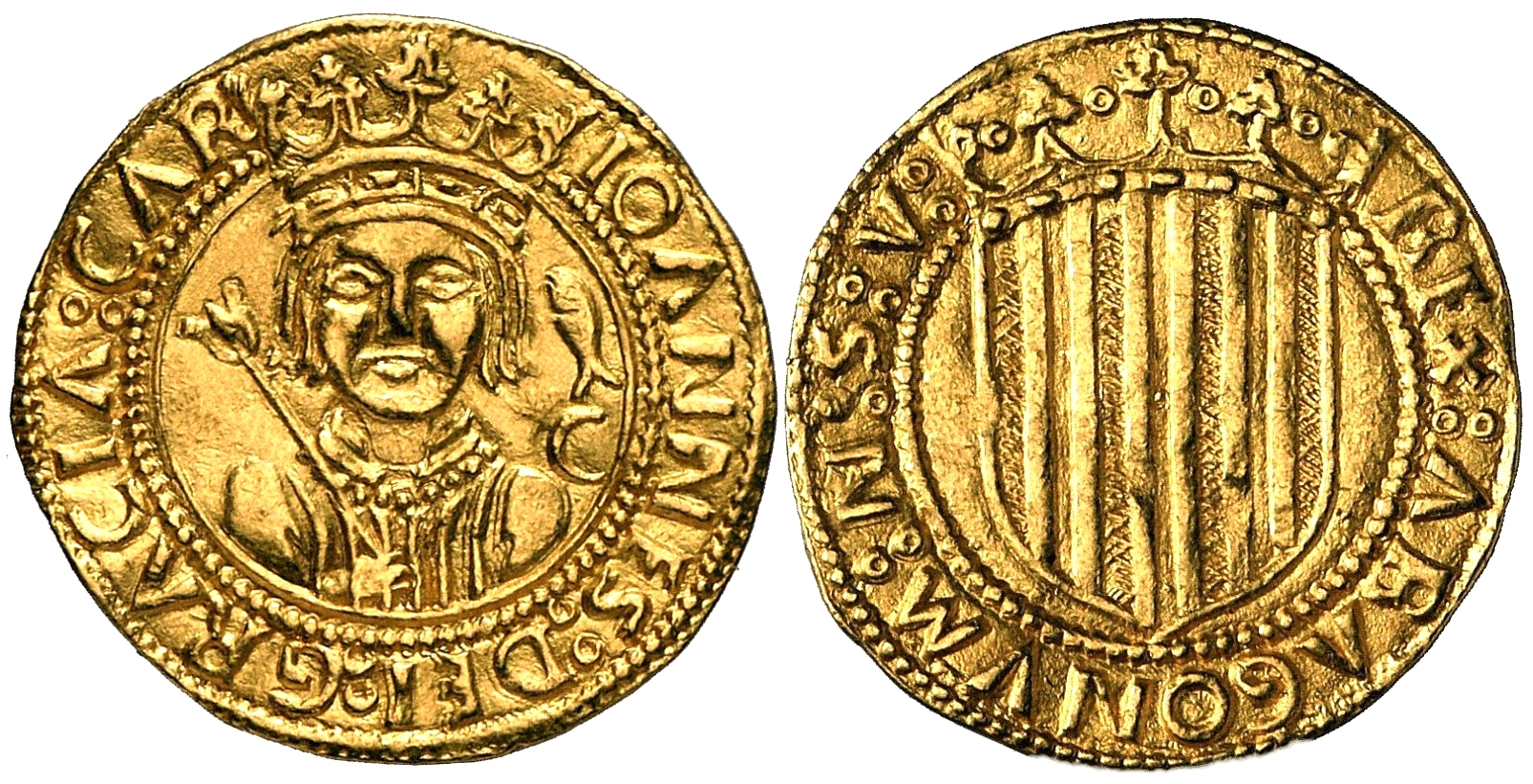
Ducado de Juan II de Aragón, 1453.

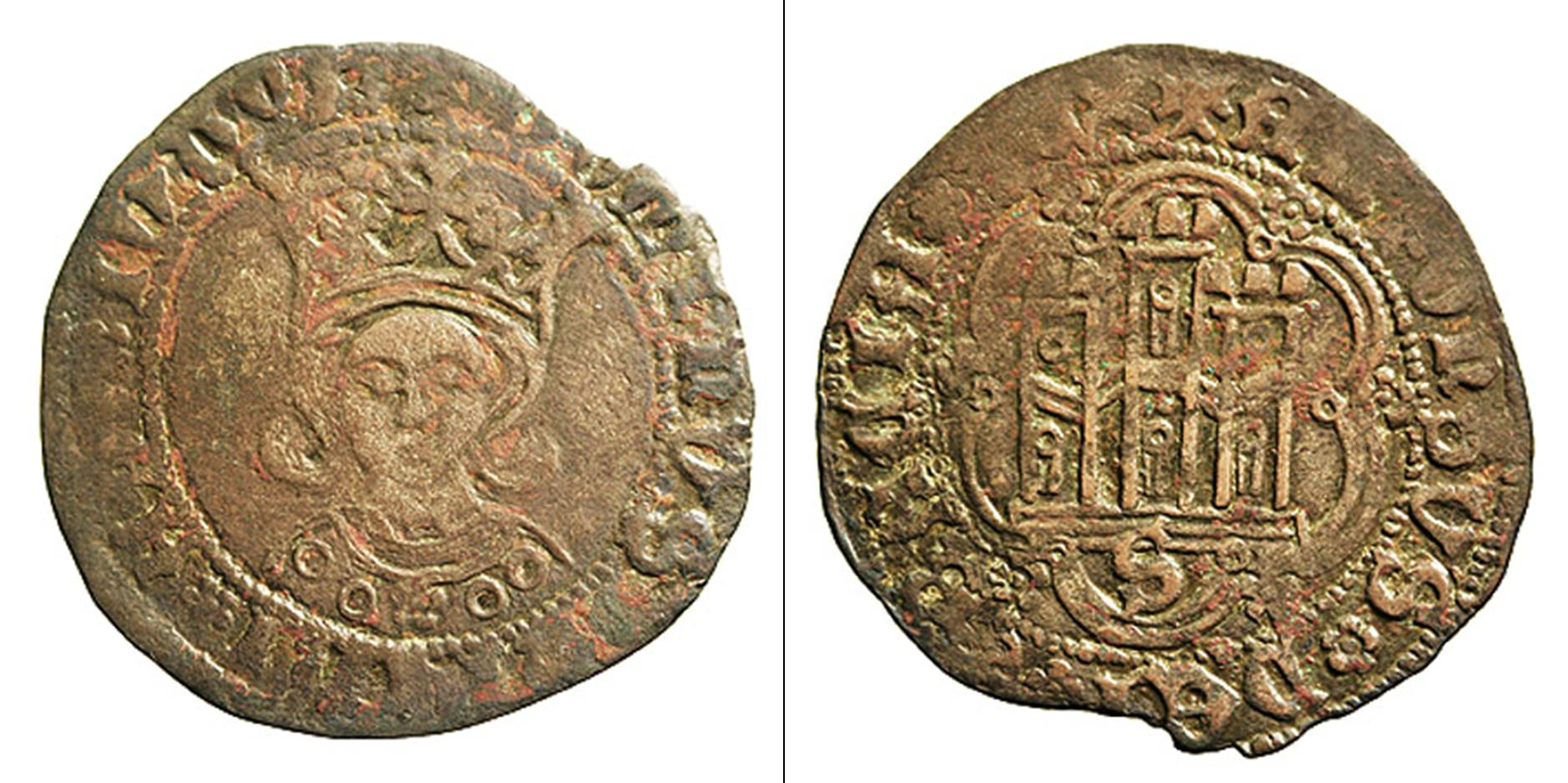
Moneda de cuartillo de vellón del pretendiente Alfonso de Castilla, 1465-1468.

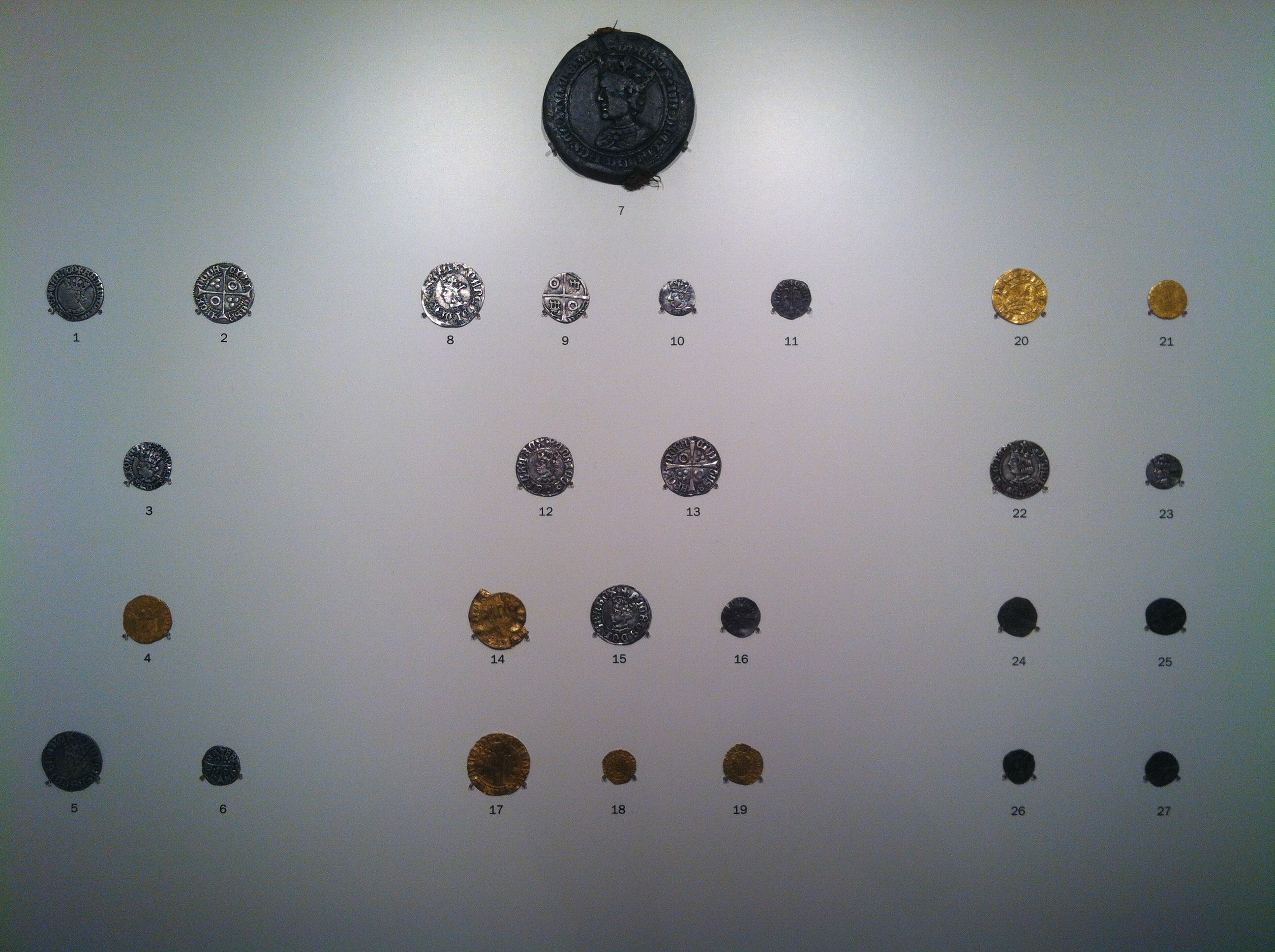
Monedas de la Casa de Trastamara en el MNAC.

A pesar de todas las complicaciones, el monarca creía en su plan reformista. Miguel Ángel Ladero recoge un expresivo texto en que el ya anciano monarca resume sus objetivos ante las Cortes de Sevilla de 1281: «Faser dos monedas: una de plata y otra de cobre, porque andasen todas las mercaderías grandes e pequennas, e porque el pueblo fuese mantenido y viviesen por regla e por derecho, e que oviesen abastamiento de moneda, porque por ella oviesen las cosas que oviesen menester.»
Estaba claro que con las monedas de oro y plata no se atendía a la demanda monetaria común ni a las necesidades cotidianas de uso de moneda de la mayor parte de la población castellana, sino a los grandes pagos, sobre todo al exterior. También lo estaba la estrechez de medios monetarios y la imposibilidad de incrementar el volumen de vellón circulante sin crear tensiones. Esta situación se mantuvo durante todo el siglo XIV. A lo largo del mismo también hubo alteraciones monetarias puntuales, depreciaciones que al igual que las de Alfonso X fracasaron porque pretendían mantener la relación anterior del vellón con el oro y la plata, al alterar la ley pero no el curso legal. Debemos destacar la acuñación del real de plata por parte de Pedro I a partir de 1351 que sustituiría a las blancas de Alfonso X.... La inflación de precios y salarios fue continua entre 1350 y 1369 y se agudizó con las manipulaciones monetarias de Enrique II. Por lo menos a finales de ese siglo XIV fueron circunstancias que influyeron en las tensiones sociales y violencias antijudías.
...
Enrique III emprendió una reforma monetaria que podríamos calificar de revolucionaria, ya que combinó la depreciación del vellón, al reducir la ley de las monedas, con el reconocimiento de su valor menor respecto a las de oro y plata fina, y con las alteraciones de los precios, inevitables ante la existencia de una masa monetaria mayor pero de menor valor intrínseco. Entre 1399 y 1403... Enrique III acuñó nuevos tipos de piezas de vellón, las nuevas blancas, de ley de 24 granos y 112 piezas por marco... En realidad se reducía el maravedí a la mitad de su valor de cuenta anterior. El sistema monetario quedaba instituido en doblas, reales y monedas vellón.
...
La reforma monetaria de Enrique III mantuvo su efectividad hasta mediados del siglo XV. De hecho las piezas «menudas» acuñadas, cuyo valor era inferior a un maravedí, fueron suficientes para atender a las necesidades del reino hasta mediados del siglo XV. No obstante, D. Álvaro de Luna había reanudado desde 1429-1430 la expansión de la masa monetaria en vellón y la depreciación de las piezas. Hubo después en 1442 y 1462, efectos estabilizadores que no consiguieron sino todo lo contrario al objetivo buscado. ... Enrique IV y sus consejeros quisieron ir un poco más lejos. Deseaban conseguir que en el reino circulara sólo moneda vellón con un valor amparado por su autoridad política y reservar el oro y la plata para un comercio exterior, que debía estar limitado en beneficio del interior. No lo pudieron conseguir. De nuevo la autoridad y poder del monarca tuvieron que ver con el fracaso del proyecto. El caos mercantil generado fue enorme, y los valores de la moneda de oro y plata no se pudieron mantener. La decepción que supuso este fracaso estuvo presente en el estallido de la nueva guerra civil de 1465. Ante esta misma guerra y los apuros financieros del monarca, la multiplicación de cecas y las falsificaciones fuera de ellas estuvieron a la orden del día. Con ellas, el monarca se aseguraba la masa de moneda precisa para sus pagos. ... A esta tarea y a una ardua estabilización se dedicaron las reformas de 1471 y 1473, en las que se alude no a la escasez de moneda vellón, sino a su falta de calidad. Las medidas legales más drásticas se tomaron en diciembre de 1470 y enero de 1471, con el fin de reducir el valor de curso de la moneda en los años del anterior caos monetario. Los enriques nuevos, moneda de oro de 23 quilates, se valoraron en 310 maravedís y los cuartos de real -gran novedad de 1468, labrados con menor ley que los viejos, lo que había supuesto una nueva depreciación- se valoraron en dos maravedís, frente a los 340 y 7,5 maravedís que era el valor legal hasta entonces. Poco después, en abril 1471, tras las Cortes o ayuntamiento de Segovia, se volvía a fijar en seis el número de cecas oficiales -se habían multiplicado en los años anteriores- y el monarca parecía recuperar sus derechos en ellas. No obstante, se atribuía a los concejos de las ciudades con casa de moneda la vigilancia del proceso de acuñación, con el nombramiento de dos veedores cada dos meses. También se ordenaba una nueva labra de monedas: enriques de oro fino (23,75 quilates) así como divisores y múltiplos; reales y medios reales de buena plata (67 reales en marco) y blancas, también de plata aunque menos que en 1469 (10 granos y 205 piezas en marco). De momento, los cuartos seguirían circulando con el valor atribuido de dos maravedís, pero a finales de junio tuvo que modificarse. Los «buenos» seguirían circulando a dos maravedís, y los de peor calidad se rebajaron a 1,5. También se reiteraba la orden de retirar de circulación los falsos. A pesar del ordenamiento, la tendencia a falsificar y a rebajar la ley de la moneda vellón no se detuvo de inmediato, y ello repercutió en la ley de las blancas. El problema se afrontó en las Cortes de Segovia durante los primeros meses de 1473, donde se fijó un nuevo curso a la blanca, un tercio de maravedí, y también se alteraron ligeramente a la baja los valores de las piezas de oro y plata. ... Parecía que el conjunto de estas medidas, las de 1471 y 1473 eran suficientes desde el punto de vista legal y monetario, pero para que fuesen cumplidas era necesario restaurar el orden. Esto se conseguiría con los Reyes Católicos.
Los soberanos, entre 1475 y 1485, dictaron una serie de medidas de rápida aplicación, en las que se seguía insistiendo en la difícil estabilización iniciada en 1471. Los nuevos cursos legales establecidos entre esos años de 1475 y 1485 introdujeron cambios con respecto al oro, cuyo precio aumentó un 10% en 1475-1476 con respecto a 1471, y otro tanto en 1480-1483. La plata apenas se modificó. En 1475, se ordenaron nuevas acuñaciones en oro y en plata: el enrique pasó a llamarse castellano, y se acuñó un múltiplo, el excelente. Se aumentó algo la ley del real y se mantuvo el curso de la blanca en un tercio de maravedí, aunque se depreció a un cuarto en 1483, siendo éste el último reajuste del vellón amonedado en años anteriores. ... el arduo proceso de saneamiento y estabilización se había conseguido en esa fecha de 1483. Concernía tanto a la moneda de metal precioso, oro y plata, como a la moneda vellón, blancas de vellón. El castellano de oro tenía un valor de 4,6 gramos y 23,75 quilates y el real de plata, 3,4 gramos y ley de 11 dineros y 4 granos. En todos los casos, el maravedí se seguía utilizando como unidad de cuenta: el castellano valía 485, el real 31-34 desde 1497, y la blanca un tercio, y desde 1483,... un cuarto.

Si la variedad de pesos y medidas causó tan desagradable confusión y abandono en el comercio de España, no la produjo tampoco menos el sinnúmero de clases de monedas tanto godas como romanas y árabes en todas nuestras provincias, según de ello nos da cuenta la Crónica del rey Juan II. Entre las infinitas que en esta se citan haremos especial mención de algunas de ellas con el fin de dar siquiera una ligera idea de su variada y difícil nomenclatura. He aquí sus nombres:

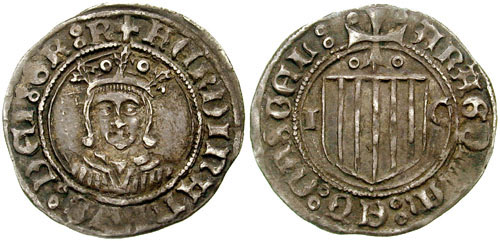
"Aragonés" o medio real de plata de Fernando el Católico, Zaragoza, 1484.

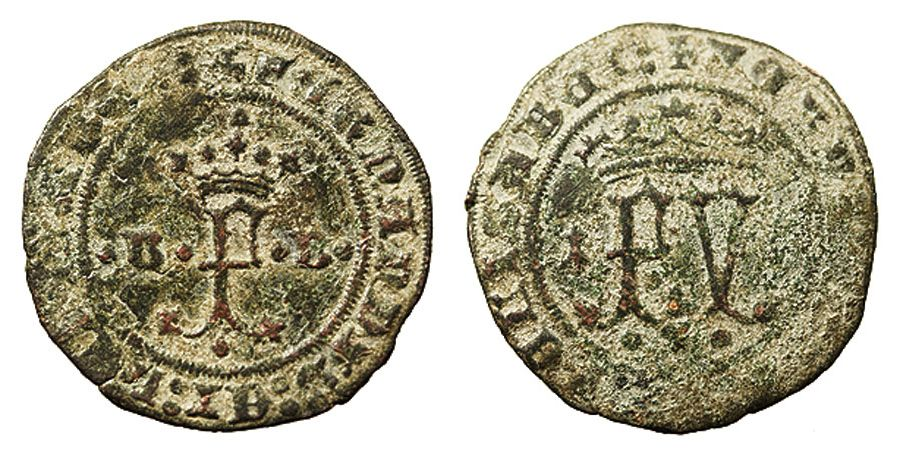
Moneda de 2 maravedís de los Reyes Católicos, ceca de Burgos.

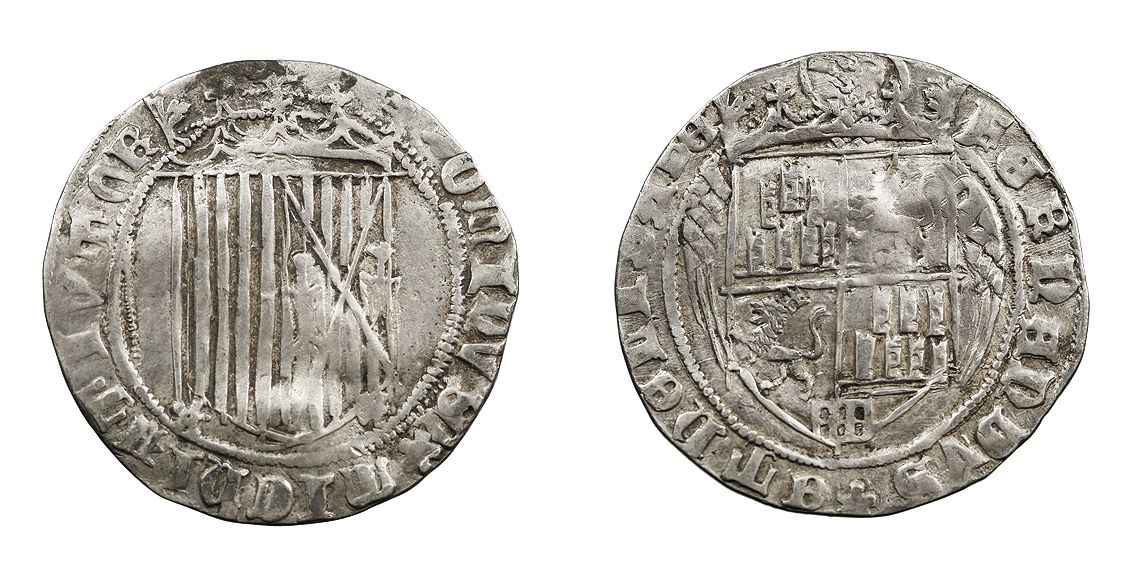
Moneda de real de los Reyes Católicos, anterior a la pragmática de 1497.

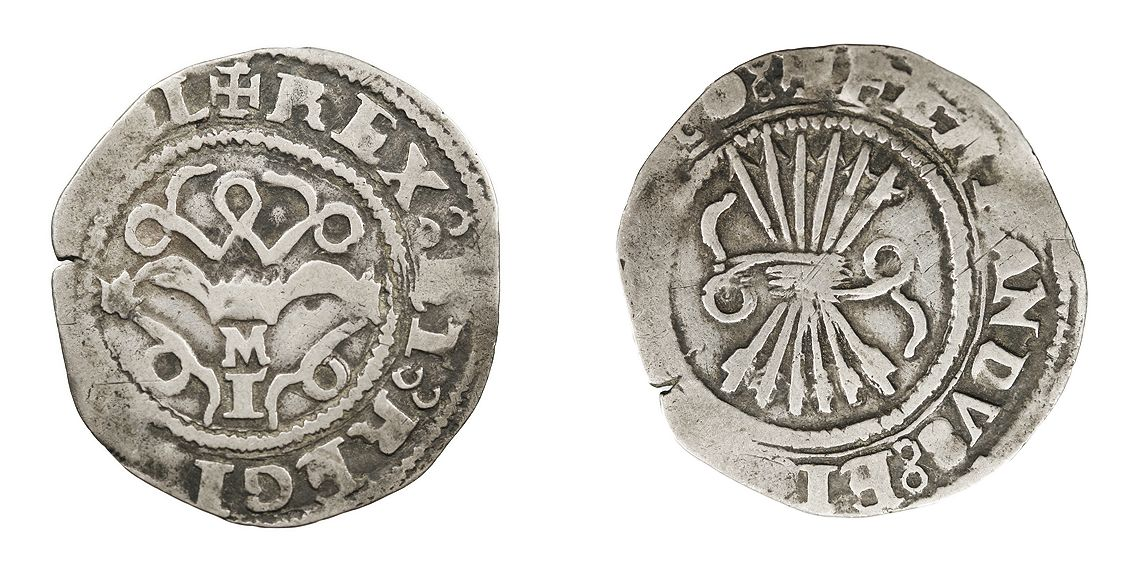
Moneda de medio real de los Reyes Católicos, posterior a la pragmática de 1497.

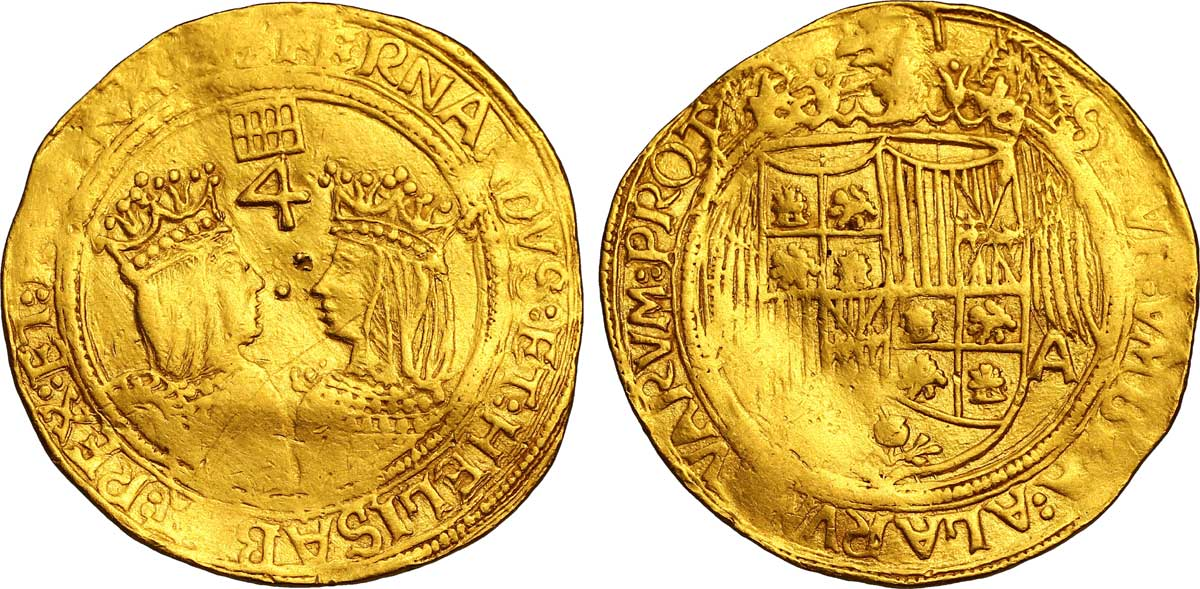
Moneda de 4 escudos de los Reyes Católicos, posterior a 1492 (incluye la granada en el entado del escudo).

Óbolos, meajas, dineros viejos, dineros nuevos de Pesafines, sueldos, coronados, blancas nuevas, blancas viejas, maravedís largo, maravedís corto, maravedís viejo, maravedís nuevo, reales de plata de moneda vieja, reales de plata de moneda nueva, cuartos y medios reales de plata, florines, francos, ducados, doblas, blanquillas, doblas baladíes, doblas de la banda, doblas moriscas, castellanas, ceptis, samoris y budis; pero ni aun se encuentra la palabra vellón, no obstante que las blancas, meajas, dineros, sueldos y coronados se referían a él.
A fin de poner coto a la confusión que producía la circulación de dichas y más monedas, Alfonso X el Sabio adoptó el maravedís de oro (sexta parte de una onza de dicho metal) que ya se había puesto en uso antes de su reinado.
Adoptado como moneda primordial, estableció el maravedís de plata, dándole el nombre de blanco, bueno o burgalés (sexta parte del maravedís de oro).
Otro maravedís creó con el nombre de prieto, el cual se componía de una mezcla de plata y cobre. 2½ de estos maravedises componían un blanco. También creó el maravedís llamado noven, el cual correspondía a la cuarta parte del prieto; de modo que el maravedís de oro valía 6 blancos, 15 prietos y 60 novens.
Este fue el origen y creacion de la moneda española.
Los reyes que sucedieron a Alfonso el Sabio mandaron acuñar monedas, llevando estampados algunos nombres, que regularizaron en peso y talla pero siempre tomaron por base el maravedís de oro adoptado por el rey Alfonso.
Los Reyes Católicos en las Cortes de Madrigal, en el año 1476, reformaron aquel sistema creando las monedas de oro llamadas águila, corona y castellanos, según las leyes 1.ª, 2.ª y siguientes, tít. 22, lib. V de la Recopilación: entonces, crearon un nuevo maravedí al cual le fijaron un valor de poco menos que un ochavo. 
Las demás monedas tales como las doblas enriqueñas de oro, las de la banda, los florines, los castellanos, los reales de plata, los maravedises enriqueños y las blancas todas, se arreglaron proporcionalmente al valor del maravedís. A pesar de esta acuñación, las antiguas monedas circulaban junto a las nuevas, hasta que las Cortes de Medina del Campo por ordenanza del 13 de junio de 1497 prohibieron el uso de toda moneda antigua, nombrando real de vellón a la moneda de plata más pequeña y señalándole un valor de 34 maravedises... Un maravedí o medio real en tiempo de D. Alfonso el Sabio valía tanto como 17 en tiempo de los Reyes Católicos. D. Felipe II fue el primero que talló monedas de 2 reales, de 4 y de 8 (que son la peseta columnaria de 5 reales, el medio duro y el duro o peso fuerte actuales [1877])...

El recurso a la devaluación o quiebra de la moneda es una constante desde el reinado de Fernando III, y las monedas foreras no cumplen su objetivo de estabilizar el sistema monetario. Las sucesivas devaluaciones desde el reinado de Alfonso X se deben a las perentorias necesidades financieras provocadas por las guerras internas y externas, así como a la imposibilidad de lograr aumentar los ingresos de la Corona por medios alternativos. En algunos casos, hay también una intención añadida por parte de los reyes de surtir de numerario a un mercado permanentemente escaso hasta la llegada de plata de América.

Hay momentos de relativa estabilidad monetaria, como lo fue el reinado de Alfonso XI tras la batalla del Salado, precisamente porque logra recursos alternativos para la Corona, como el oro de los musulmanes, y, sobre todo, la implantación de las alcabalas. No obstante, la Baja Edad Media castellana es un periodo de crisis monetaria casi permanente, acrecentado... por la permanente escasez de oro y plata. A pesar de este panorama general, lo cierto es que se observa un creciente interés por parte de los monarcas castellanos por las cuestiones monetarias, y no sólo fiscales, relacionadas con la acuñación de la moneda. Enrique III o Enrique IV planifican auténticas políticas monetarias, si bien la coyuntura política se interpondrá en su camino. Con la llega al trono de Isabel I de Castilla, la situación política será netamente favorable a la Corona.

Et aquel golfín tomó çient doblas et limólas, et de aquellas limaduras fizo, con otras cosas que puso con ellas, çient pellas, et cada una de aquellas pellas pesava una dobla, et demás las otras cosas que él mezcló con las limaduras de las doblas.
Don Juan Manuel, Libro de los enxiemplos del Conde Lucanor et de Patronio (1330-1335)

yo cruiziava por ella, / otro la avíé baldía [cruiziava: 'penaba, sufría'. Y también 'yo pagaba cruzados (la moneda) y otro la tenía de balde'].
Arcipreste de Hita, Libro del buen amor (1330-1343)

Las dávidas desmedidas, 
los edeficios reales  
llenos d'oro,  
las vaxillas tan fabridas  
los enriques e reales  
del tesoro,  
... 
¿dónde iremos a buscallos?;  
¿qué fueron sino rocíos  
de los prados?

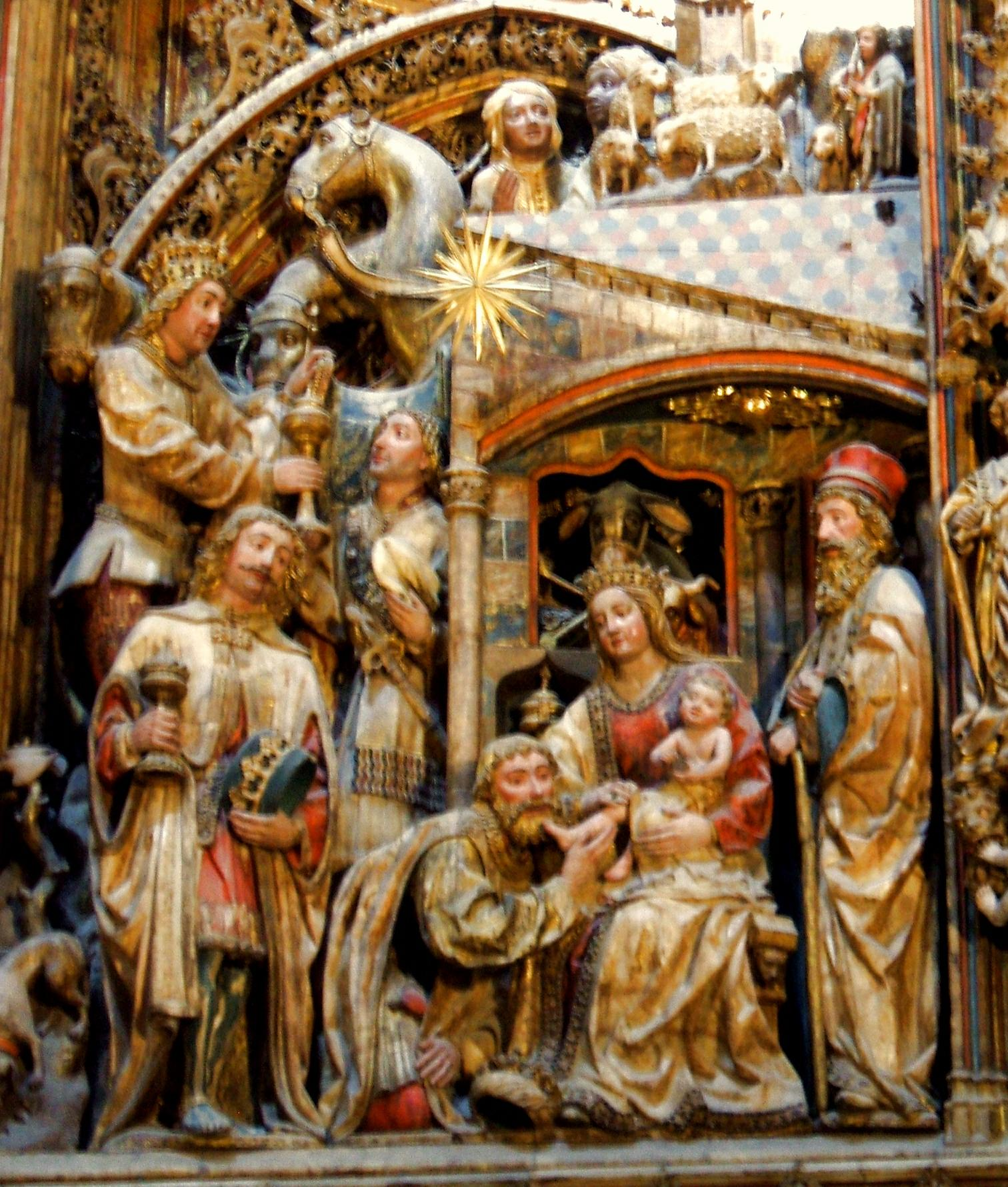
Entre las representaciones de monedas en el arte español medieval se cuenta la que sostiene el Niño Jesús de la escena central (una adoración de los Reyes Magos) del retablo mayor de la Seo de Zaragoza (Hans de Suabia, 1467-1480).

Jorge Manrique, Copla XIX (1476)

Celestina. -... en casa e fuera, como dos hermanas. Nunca blanca gané en que no tuviese su mitad.
...
Calisto. -Hermanos míos, cien monedas di a la madre ¿hice bien?
La Celestina (ca. 1499)

## Edad Moderna

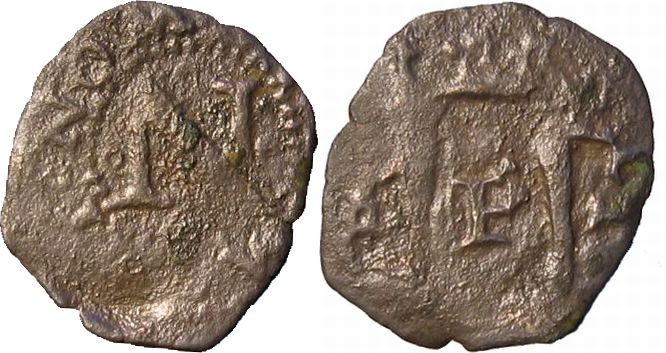
Dinero navarro de Carlos de Habsburgo (IV de Navarra, I de Castilla, V de Alemania), 1516-1566.

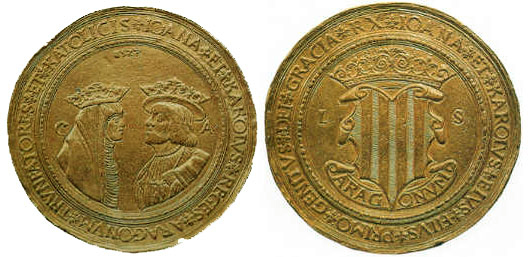
Moneda aragonesa de cien ducados de oro de Carlos y Juana (su madre, la llamada "loca"), conmemorativa del juramento de Carlos como rey, 1528.

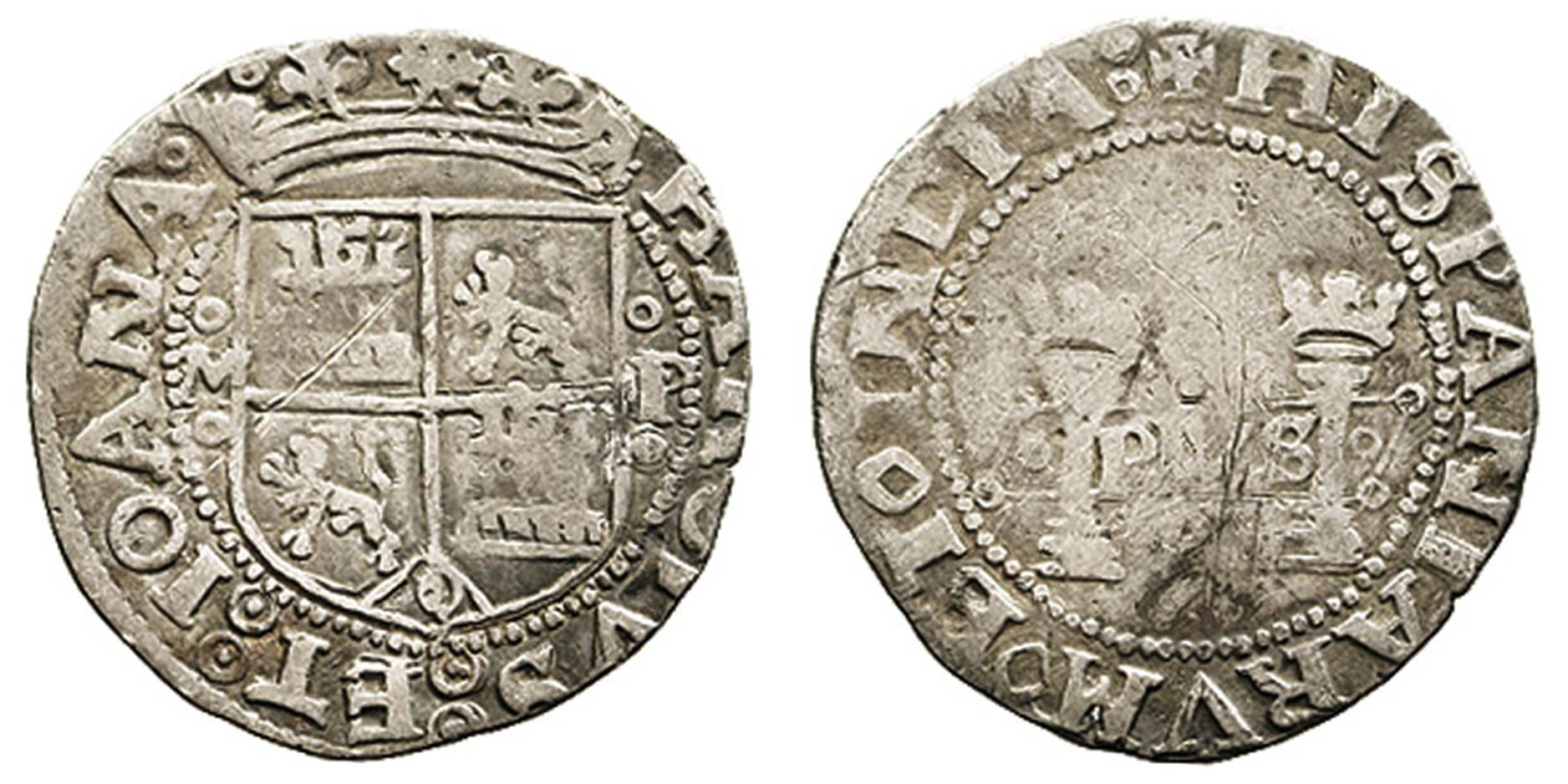
Real de plata de Carlos y Juana, México (la Casa de Moneda de México se fundó en 1535).

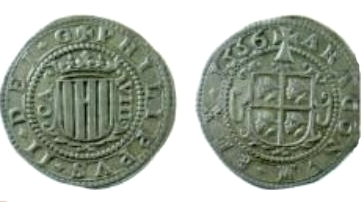
Moneda aragonesa de 8 reales de Felipe II, ceca de Zaragoza, 1556.

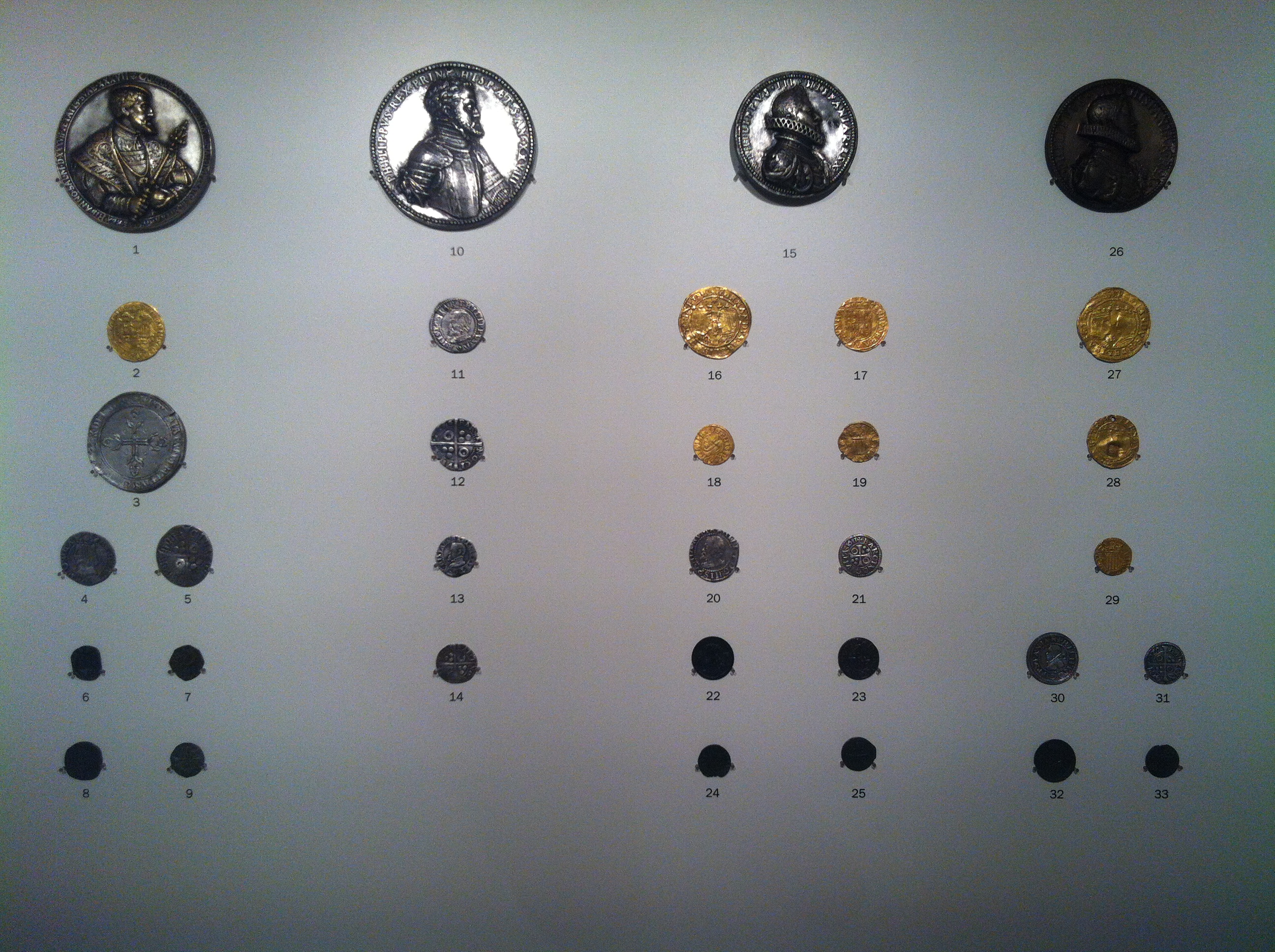
Monedas de la Casa de Austria en el MNAC.

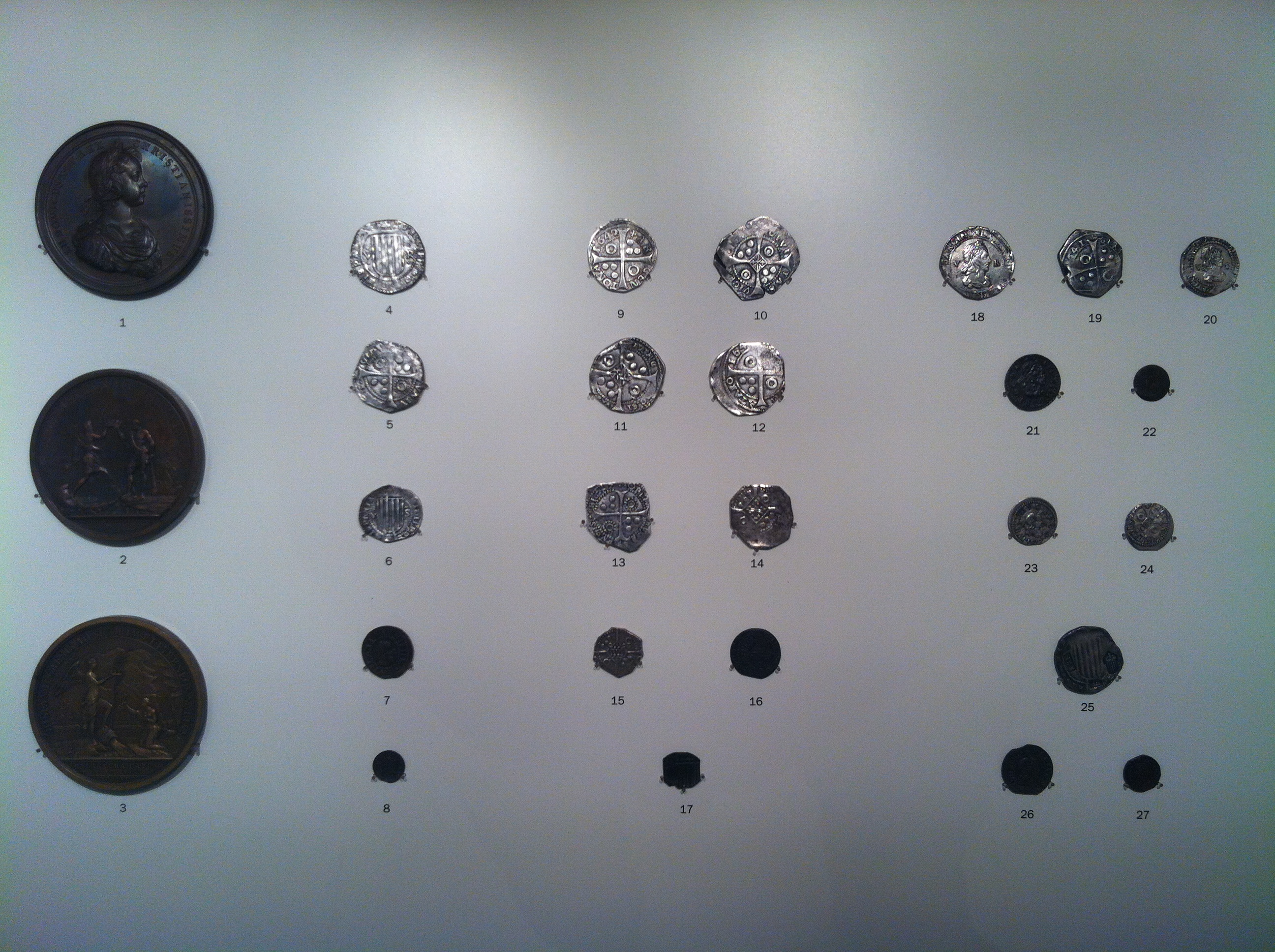
Monedas de la época de la guerra dels segadors en el MNAC.

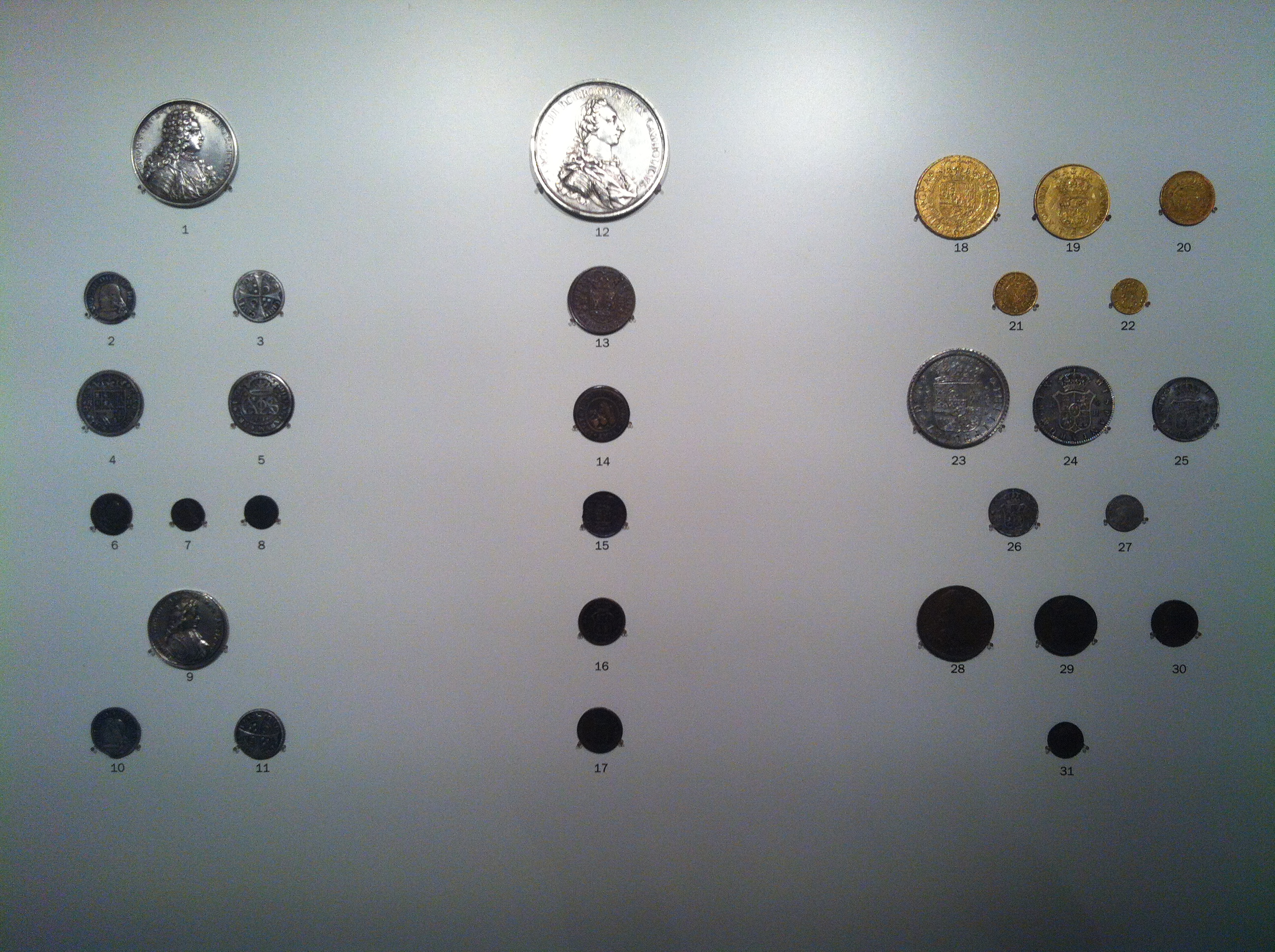
Monedas de la época de la guerra de sucesión en el MNAC.

A lo largo de la Edad Moderna se sucedieron en la Monarquía Hispánica (particularmente en la Corona de Castilla, su centro económico y político) distintas reformas monetarias y alteraciones de ley, peso y equivalencia de las monedas (manteniéndose el maravedí como unidad de cuenta); pero las piezas más comunes se mantuvieron entre finales del siglo XV y comienzos del siglo XIX: monedas de vellón de escaso valor (blancas, ochavos y cuartos), de plata (el real, que en sus versiones de a uno, de a dos, de a cuatro -tostón- y de a ocho -peso o duro-, que circulaba por todo el mundo, fue la moneda más común en el comercio internacional) y de oro (escudos, doblones y onzas).
- Época de los Reyes Católicos:

- Reforma de 1475:

-Excelente mayor = 2 doblas.
-Real de vellón.
-Cuarto de vellón.
-Ochavo de vellón.
- Reforma de 1497:

-Ducado de oro, de Venecia = Principat en Cataluña = (7 g) = 375 maravedís.
-Excelente menor = 2 ducados
- Época de los Austrias:

-Escudo de oro (3,38 g) = 350 maravedís.
-Real de plata = 34 maravedís. Acuñado en reales de a uno, de a dos, de a cuatro y de a ocho; real de a ocho = 8 reales = 1 peso de oro de Nueva España.
-Maravedí = 1/34 a 1/64 real.
-Doblón de oro (6,7 g).
-Onza.
- Época de los Borbones:

-Escudo de oro.
-Real de plata: real de a ocho = 20 reales de vellón.
-Real de vellón = 34 maravedís.
Reformas monetarias de los Reyes Católicos. Reforma monetaria de Carlos V (se dejan de acuñar excelentes y ducados para dejar como monedas de oro el escudo -desde 1535, con un valor inicial de 350 maravedíes, que pasó a ser de 400 en 1566 y de 440 en 1609-, la dobla -dos escudos- y la onza -ocho escudos-; el ducado se siguió usando como moneda de cuenta -375 maravedíes-). Reforma monetaria de Felipe II de 1566. Reformas monetarias de Felipe III de 1599, 1602 y 1603 (las dos primeras, acuñaciones de moneda fraccionaria, y la de 1603 un resello, "la culminación de un largo proceso de debates, discusiones y decisiones en materia monetaria" que proviene del reinado anterior y marcará todo el siglo XVII, caracterizado por las alteraciones del vellón, muy criticadas por los contemporáneos, que las consideraron una de las principales causas de los problemas económicos). Reforma monetaria de Felipe IV de 1642. Reforma monetaria de Carlos II de 1680-1686. Reforma monetaria de Felipe V. Reforma monetaria de Carlos III.

Primeramente ordenamos, y mandamos, que sean hechas pesas de hierro, ò de laton, con que se pesen en la nuestra Corte, y en todas las Ciudades, Villas, y Lugares de los dichos nuestros Reynos de Castilla, y de León, las monedas de Excelentes, y medios Excelentes, y de Castellanos, y quartos de Excelentes, y de medio Castellano, y de Doblas, Florines, y Aguilas, y Ducados, y Cruzados, y Coronas, y cada una de ellas bien concertadas, y ajustadas; y que sean acuñadas con sus trocheles en la forma siguiente: Que las pesas de Excelentes tengan cada una en la parte de encima las divisas del Yugo, y Flechas, con una E. debaxo. Y cada pesa de medio Excelente, y de Castellano, y de Dobla de la Vanda, que todo es un peso, tengan un Castillo encima, y una C. al pie; y cada pesa de quarto de Excelente, y medio Castellano, tengan un Leon encima; y cada peso de florin tengan una F. con una Corona encima; y cada pesa de Aguila una Aguila; y cada pesa de los Ducados, y cruzados, que es todo un peso, una Y. Griega con una Corona encima, y una D. al pie; y cada pesa de Corona una Corona ... Otrosí porque pesándose las faltas de estas monedas con granos de trigo, podría haber engaño; porque unos son mayores y otros menores, mandamos y ordenamos que sean hechas pesas de latón de un grano y de dos granos.
Pragmática de los Reyes Católicos, 1488.

Su ordenación se remontaba a la Pragmática de Medina del Campo, decretada por los Reyes Católicos en 1497, donde habían quedado establecidas las normas referentes al peso, ley y valor en unidad de cuenta, que debían respetar cada una de las piezas circulantes. Como moneda de oro principal, quedó establecida el ducado castellano, pieza que debía ser acuñada a razón de 65 1/3 piezas por marco, por lo que su peso quedaba establecido en 3,49 gramos, con una ley de 23 3/4 quilates. Su equivalencia en unidad de cuenta quedaba fijada en 375 maravedíes. Existía la posibilidad de acuñar piezas de 5, 10, 20 y 50 ducados, así como monedas más pequeñas de medio ducado.
En cuanto a la moneda de plata, la Pragmática de Medina del Campo ordenaba que se continuaran labrando reales, cuyo peso debía ser de 3,43 gramos, lo que implicaba 67 piezas por marco, y su ley, 11 dineros y 4 granos. El valor en unidad de cuenta fue establecido en 34 maravedíes. Se autorizaba la acuñación de medios reales, cuartos de reales y ochavos.
Por último, en lo que se refiere a la moneda de vellón, se mandaron acuñar piezas con una ley de 7 granos y un peso de 192 piezas por marco (1,197 gramos), con valor de medio maravedí. Estas piezas recibieron el nombre de blancas. Asimismo, se estableció un límite de acuñación del numerario de vellón de diez millones de maravedíes, prohibiéndose labrar más monedas sin licencia.
Característica fundamental de esta norma fue la que hacía referencia al régimen de acuñación de las piezas. Se establecía una total libertad de acuñación para el oro y la plata, mientras que las acuñaciones de vellón quedaban estrictamente limitadas a los ya mencionados diez millones de maravedíes, que era la cantidad que se había estimado apropiada para cubrir las necesidades que de esta moneda tendría el comercio. En esta norma se recogía también una ley, según la cual las deudas y pagos de cualquier mercadería o contrato se podían realizar en cualquier moneda —de oro o plata, indistintamente—, independientemente de su cuantía. También se permitía la circulación de monedas de plata extranjeras en nuestro país con valor adecuado al que establecía la ley para las acuñadas en el interior. Quedaban, sin embargo, prohibidas las piezas de vellón acuñadas fuera del Reino.
Esta ordenación permaneció vigente con algún pequeño cambio, como fue la introducción del escudo de oro, en lugar del ducado, en 1537, hasta que la política imperial desarrollada por la Casa de Austria necesitó, para el mantenimiento del Imperio, grandes cantidades de dinero. Ante la insuficiencia de los ingresos tradicionales, la Corona se vio obligada a recurrir a nuevas fuentes de financiación. Las alteraciones monetarias del numerario de vellón fueron las principales elegidas para esta empresa, ya que proporcionaban a la agotada Real Hacienda ingresos sustanciosos, rápidos y fáciles de obtener. A partir de 1603, fecha en la que fueron autorizadas por primera vez (durante el Gobierno de Felipe III) las emisiones de moneda de vellón sin contenido alguno de plata, la Corona recurrió en numerosas ocasiones a estas prácticas, con el objeto de obtener recursos adicionales: para ello autorizó la acuñación de elevadas cantidades de moneda fraccionaria, a fin de ingresar el señoreaje correspondiente, y también ordenó sucesivos resellos y envilecimientos de las piezas circulantes. Estas alteraciones a las que se vio sometida la moneda fraccionaria, así como su acuñación en grandes cantidades, no dejaron indiferente al sistema monetario, que no tardó
en verse afectado por las negativas consecuencias de estas medidas.
...
Este desorden se reflejó fundamentalmente en la aparición del premio y en la desaparición de la circulación de las monedas de oro y plata, que fueron atesoradas y exportadas por los particulares, que veían en ellas un refugio seguro ante el desconcierto provocado por el desconocimiento acerca
del valor futuro de la calderilla. Se cumplió la ley que años más tarde enunciaría Gresham, conocida, sin embargo, desde la antigüedad, según la cual la moneda «mala» (en nuestro caso, la de vellón) desplaza a la «buena» —la de oro y plata— de la circulación cuando la moneda mala es también de curso legal. Esta ausencia de la plata de la circulación interior ocasionó graves problemas a la actividad económica y comercial castellana y del resto de los territorios españoles. Hamilton ha estimado que en 1650 la circulación monetaria interior estaba compuesta por moneda de vellón en, al menos, un 92%. En algunos momentos llegó incluso a alcanzar el 95%. Vilar pone un ejemplo muy gráfico de los problemas reales que esta situación traía al comercio, al advertir que, para pagar unos 45 kilos de queso, era necesario desplazar 184 kilos de monedas.
Lo que se denominó premio de la plata no era más que un sobreprecio que era necesario pagar al realizar pagos utilizando moneda de vellón. El premio comenzó siendo ilegal; sin embargo, la Real Hacienda pronto observó que ella era precisamente la principal perjudicada, ya que los tributos que recogía eran cobrados mayoritariamente en moneda de vellón, que era la que poseían los particulares. Por el contrario, los pagos que ella debía realizar, fundamentalmente en el extranjero, habían de ser satisfechos en moneda de plata, con el consiguiente trastorno para convertir moneda de vellón en moneda de plata, por lo que finalmente el Gobierno optó por establecer una tasa oficial de premio. En realidad, dicha tasa alcanzó valores muy superiores a los legales, a pesar de la expresa prohibición real de superarlos.
Esta situación monetaria fue la que obligó al Gobierno de Carlos II a tomar cartas en el asunto y a abordar la reforma monetaria [de 1680-1686].

Cobre - Circulación heterogénea de monedas con y sin plata agravada con la acuñación del año 1599 (Felipe II) en el Ingenio de Segovia de una moneda de cobre puro, de valor cuarto y ochavo. De cada marco se obtenían 34 cuartos o 68 ochavos. Estas monedas, al no contener plata, no llevan la marca del ensayador y como no tenían ningún valor intrínseco y el coste de fabricación era de un real de plata, el beneficio en la fabricación era escandaloso. El valor extrínseco o de circulación era que cada cuarto valía 4 maravedís de plata y el ochavo 2. 34 cuartos [igual a] 4 reales de plata - Costos de fabricación 1 real de plata - Beneficio 3 reales de plata por marco
Con Felipe IV, alrededor del año 1626 se dejan de acuñar Maravedís de cobre (sin marca de ensaye) y después de todas las vicisitudes por las que ha pasado esta moneda, Felipe IV decide el año 1660 acuñar moneda de vellón rico de 16, 8, 4 y 2 maravedís con una ley intrínseca de 20 granos de ley por marco que equivalen a 165 maravedís de plata, igual a 4 reales de plata y 29 maravedís, al cálculo de 34 maravedís por real de plata. Se tallaban por marco de cobre ligado 51 piezas mayores, o de 16 maravedís, 102 de 8 maravedís, 204 de 4 maravedís y 408 de 2 maravedís. Todas estas monedas vuelven a ostentar marca de ensaye por contener plata. A partir de 1664 las acuñaciones de ‘calderilla’ vuelven a ser de cobre y desaparecen las letras de los ensayadores.<p
... el maravedí se fue debilitando. Cuando empezó era una moneda de oro que aproximadamente valía 46.6 g de plata. Cuando Felipe II ordena acuñar tarjas, un maravedí solamente vale ~0.1008/0.0926 g de plata.
... desde que Alfonso X (1251) da la equivalencia de 6 maravedís de plata de cuenta (7.75 gramos de plata por unidad) como paridad del maravedí de oro hasta el año 1566, en el que un maravedí contiene solamente ~0,0926 g de plata han pasado 315 años y su devaluación ha sido aproximadamente del orden del 98,81 %.

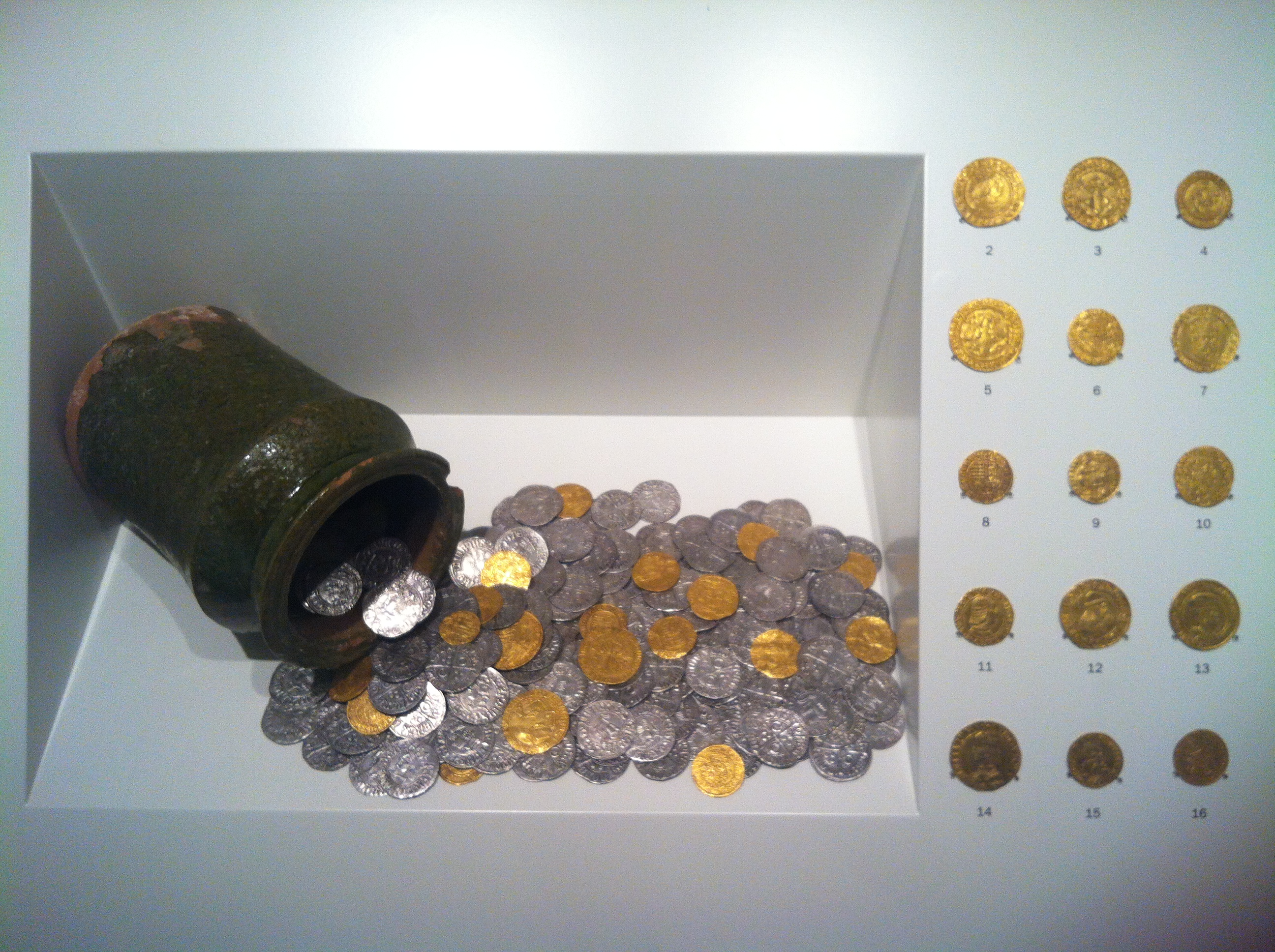
El llamado "Tesoro de San Pedro de Roda", formado por 348 monedas de oro y 310 de plata apiladas en cartuchos y guardadas en un bote de boticario de cerámica vidriada. Se escondió en el suelo de la "casa del abad" del monasterio de San Pedro de Roda en el primer cuarto del. Exhibido en el MNAC.

### SigloXVI
Doblón de dos caras / norabuena estedes / pues con vos no topó Xebres
Sálveos Dios, / ducados de a dos, / que Monsieur de Xebres / no topó con vos.
Doblones de a dos, / enhorabuena estedes, / que con vosotros / no topó Xebres
Sátiras populares (1518-1520) contra Guillermo de Croy, duque de Chièvres

Todo lo que podía sisar y hurtar traía en medias blancas, y, cuando le mandaban rezar y le daban blancas, como él carecía de vista, no había el que se la daba amagado con ella, cuando yo la tenía lanzada en la boca y la media aparejada, que, por presto que él echaba la mano, ya iba de mi cambio aniquilada en la mitad del justo precio. Quejábaseme el mal ciego, porque al tiento luego conocía y sentía que no era blanca entera, y decía ¿Qué diablo es esto, que, después que conmigo estás, no me dan sino medias blancas, y de antes una blanca y un maravedí hartas veces me pagaban? En ti debe estar esta desdicha.
... en el pobre poder de mi amo entró un real, con el cual él vino a casa tan ufano como si tuviera el tesoro de Venecia; y con gesto muy alegre y risueño me lo dio, diciendo: Toma, Lázaro, que Dios ya va abriendo su mano. Ve a la plaza y merca pan y vino y carne...
... Pues, estando en esto, entró por la puerta un hombre y una vieja. El hombre le pide el alquiler de la casa y la vieja el de la cama. Hacen cuenta, y de dos en dos meses le alcanzaron lo que él en un año no alcanzara. Pienso que fueron doce o trece reales. Y él les dio muy buena respuesta: que saldría a la plaza a trocar una pieza de a dos y que a la tarde volviesen; mas su salida fue sin vuelta.
Lazarillo de Tormes

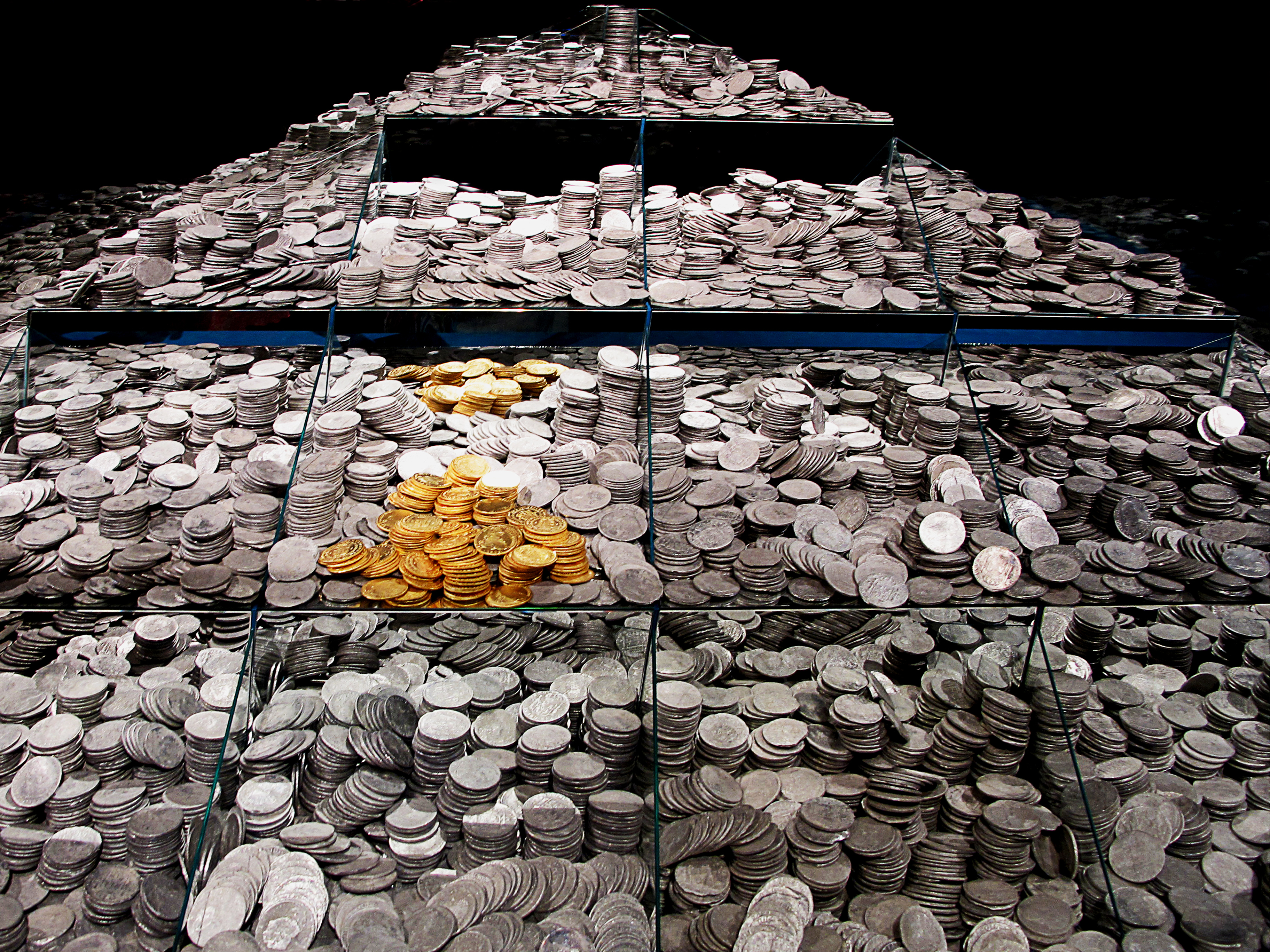
Monedas procedentes de la fragata Nuestra Señora de las Mercedes, hundida en 1804.

La Monarquía Hispánica bajo la Casa de Austria desarrolló una capacidad de gasto y endeudamiento extraordinarios, únicamente sostenibles gracias a que la conquista de América, particularmente de las zonas mineras de México y Perú, la proporcionaron un volumen igualmente extraordinario de metales preciosos amonedables, cuyo impacto económico ha sido denominado "revolución de los precios". Sus repercusiones no se limitaron al ámbito socioeconómico, sino que estimularon nuevas perspectivas intelectuales que significaron el nacimiento de la ciencia económica (los arbitristas españoles). También fueron motivo inspirador de poetas, como estos dos grandes rivales, ya a comienzos del siglo XVII:

Dineros son calidad, / ¡verdad!
...
Cruzados hacen cruzados, / escudos pintan escudos, / y tahures, muy desnudos, / con dados ganan Condados; / ducados dejan Ducados, / y coronas Majestad: / ¡verdad!
...
Cualquiera que pleitos trata, / aunque sean sin razón, / deje el río Marañón, / y entre el río de la Plata...
Luis de Góngora, Dineros son calidad (1601).

...
Que pues, doblón o sencillo,
Hace todo cuanto quiero,
Poderoso caballero es Don Dinero.
Nace en las Indias honrado, 
Donde el Mundo le acompaña; 
Viene a morir en España, 
Y es en Génova enterrado. 
...
Mas ¿a quién no maravilla
Ver en su gloria, sin tasa, 
Que es lo menos de su casa 
Doña Blanca de Castilla? 
...
Sus escudos de Armas nobles 
Son siempre tan principales, 
Que sin sus Escudos Reales 
No hay Escudos de armas dobles. 
...
Y es tanta su majestad 
(Aunque son sus duelos hartos), 
Que con haberle hecho cuartos, 
No pierde su autoridad.
Francisco de Quevedo

### SigloXVII
... aunque los escudos de Francia son más subidos que los nuestros y valen dos sueldos más que los de España cada uno, todavía hay en aquel reino una infinidad de los nuestros, que casi no se ve otra moneda.

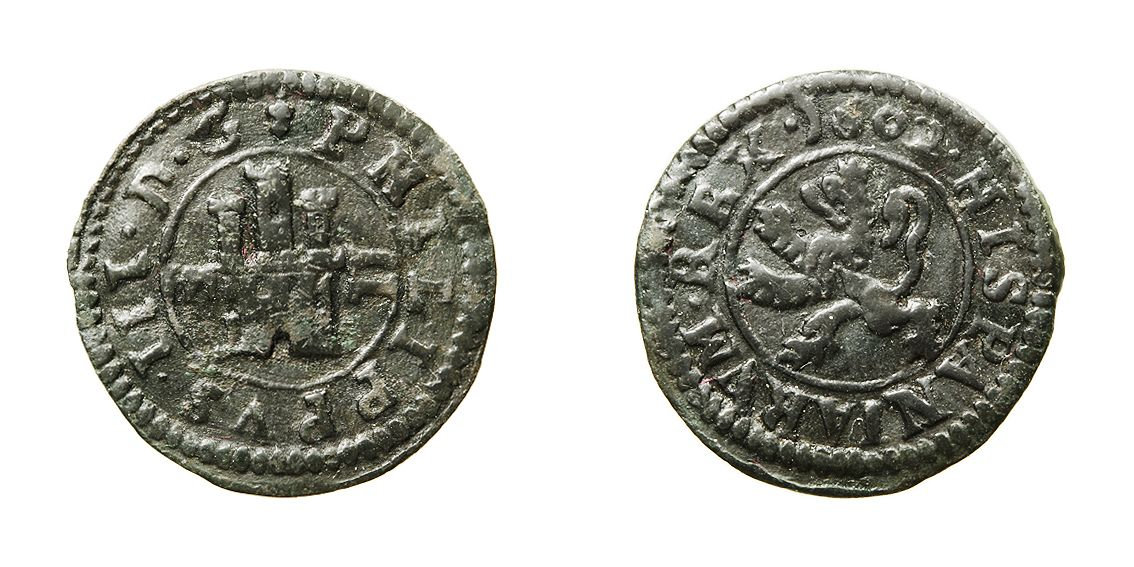
Moneda de dos maravedís de Felipe III, ceca de Segovia, 1602.

... fuimos al hospital de los franceses donde se hallaron algunos... fabricando trena y uno entre la que fabricaba tenía pedazos de plata labrada y otras cosas... [a dos buhoneros "gabachos"] les hallaron en diferentes falsopetos del vestido unos talegos con cercenaduras de doblones y en otros taleguillos doblones cercenados y en otros doblones por cercenar.
... es notorio que ay más oro y plata del cuño de V. Mag. en cualquier Reyno comarcano, que vellón en España.

Las alteraciones monetarias fueron a la vez consecuencia y causa de la crisis del siglo XVII, que en la Monarquía Hispánica, afectada por el descenso en las remesas de plata americana y la generalización de los escenarios bélicos, fue particularmente acentuada, con momentos dramáticos (crisis de 1640). La reforma monetaria de 1680-1686, durante el reinado de Carlos II, consiguió ajustar los valores monetarios y estabilizar el vellón, y en perspectiva histórica se ha interpretado como un conjunto de decisiones coherentes con la teoría económica de la época, y que contribuyeron eficazmente a la superación de la crisis secular.

Felipe IV en su Pragmática de 14 de Noviembre de 1652 mandó labrar nueva moneda de puro cobre y de grueso tal que su valor correspondiese exactamente al de las monedas de oro y plata, de modo que un real de plata valiera tanto como 34 maravedíes de vellón.
Con motivo de los grandes productos que rendían las minas de plata, Carlos II mandó aumentar el valor numérico de las monedas de oro, fijando el escudo de oro creado por Carlos I que progresivamente había valido 350, 400 y 440 maravedíes de plata o 544 maravedíes de la misma especie. Por consiguiente, dos escudos de oro (doblón o pistola) valían 1.088 maravedís de plata, 32 reales o 4 escudos de Felipe III.

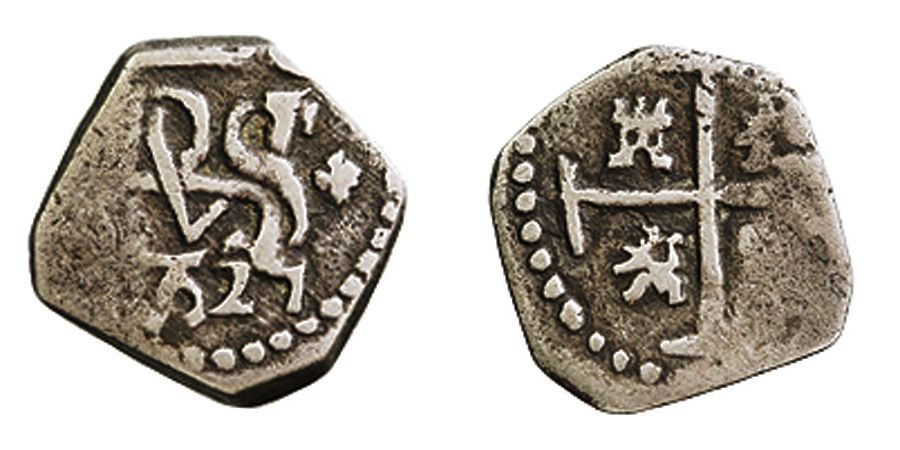
Moneda de medio real de Felipe IV, Toledo, 1627.
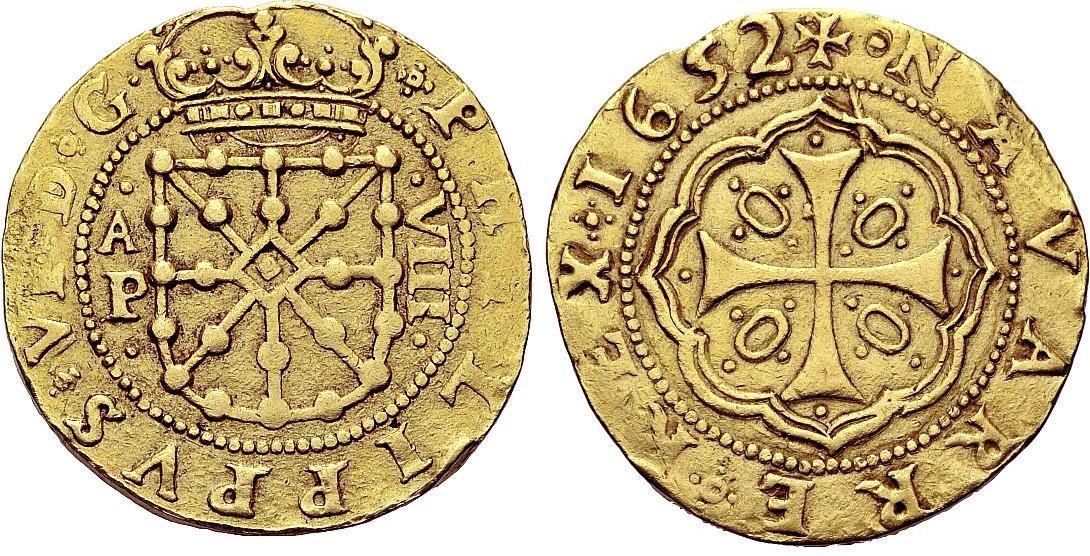
Moneda de 8 escudos de Felipe VI de Navarra (IV de Castilla), 1652.
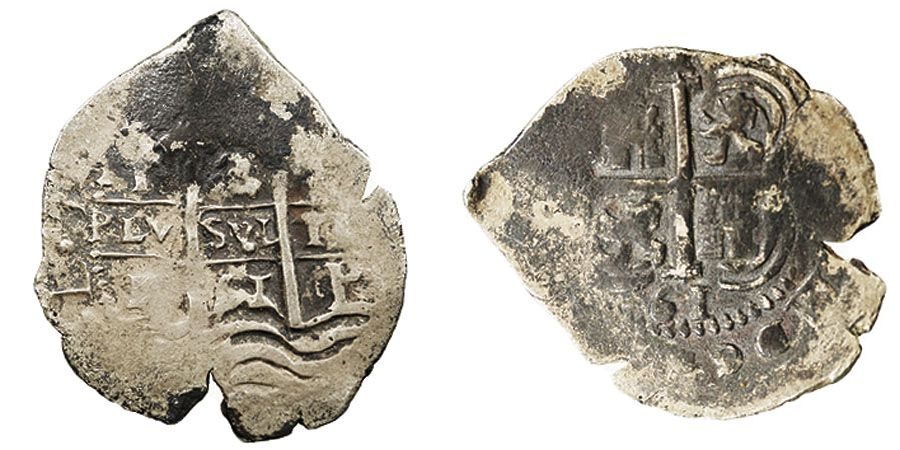
Moneda de 2 reales de Felipe IV, Potosí, 1661.
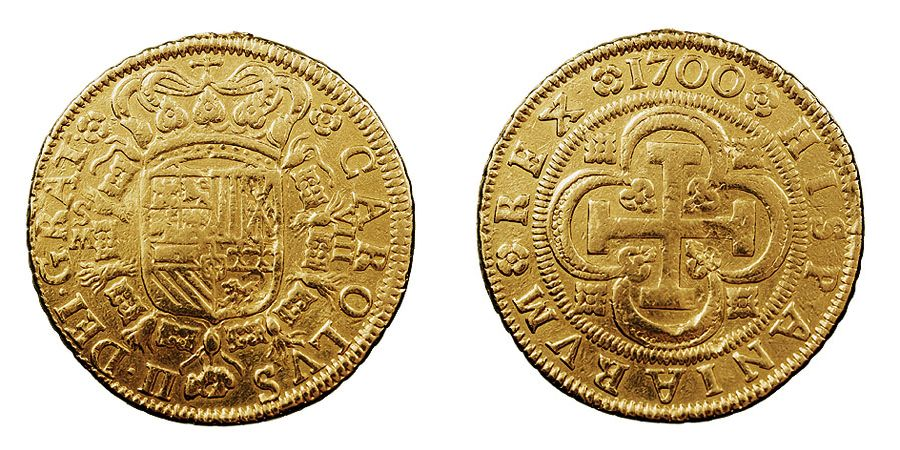
Moneda de 8 escudos de Carlos II, Sevilla, 1700

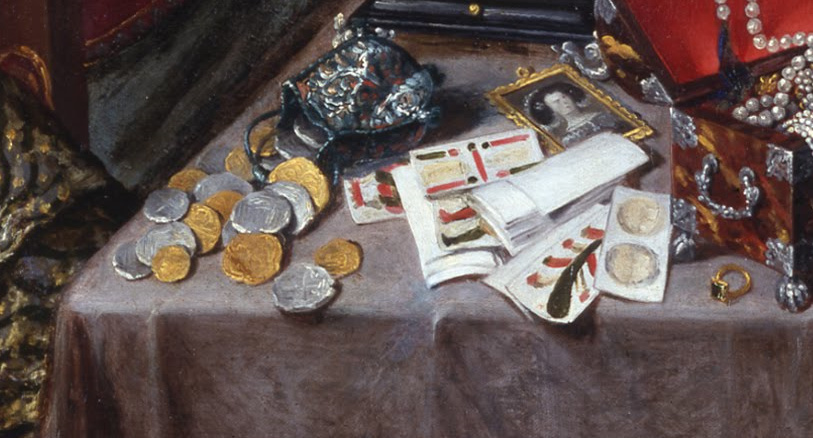
Detalle de El sueño del caballero, de Antonio de Pereda, 1655.

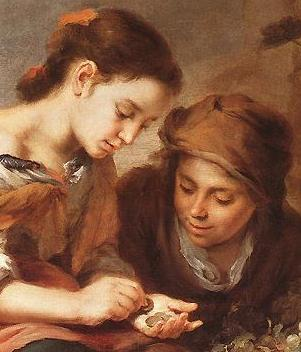
Detalle de Vendedores de fruta, de Murillo, ca. 1670-1675

Al tiempo que la decadencia española se acentuaba, se desarrollaba el Siglo de Oro de la literatura y la pintura española con todos los excesos y contrastes del barroco. Significativamente, las monedas tuvieron presencia en esas obras.

Son mis amores... [reales]
Conde de Villamediana (1622)

la plata que se trueca ya en cascajo
Del doblón y del real de a ocho se hablaba como de los difuntos y se decía: "El oro que pudre, la plata que Dios tenga"
... una vieja tenía tres talegos de a 1.000 reales cada uno llenos de ochavos, pareciéndole que éstos no eran capaces de rebaja; quedóse muy fría y desconsolada, viendo sus ochavos vueltos en blancas...
... con la baja de la moneda hemos quedado hechos cepos de limosna, donde sin saber quien ni como los metió, hallamos un bulto de las migajas del vellón, en maravedises y blancas, gastando las yemas de los dedos en contar dos reales, y poniendo en cuidado las faltriqueras del que lo ha de llevar. Desquitámonos con que ruegan con doblones y reales de a ocho por estos moharraches de cobre, pues saca más plata y oro que el premio el vituperio del cascajo. Y casi lo comprende el qui se humilia exaltabitur, y puede decir por Vaya, a los mexicanos: Memento plata, que a cuartos es. Por seis reales y siete dan uno de a ocho, y un doblón de a ocho por cien reales, y los tenderos proponen, a los que compran, el concierto de Judas: ¿qué me queréis dar, y yo os lo entregaré?
Francisco de Quevedo (1642)

Preguntóle si traía dineros; respondió don Quijote que no traía blanca, porque él nunca había leído en las historias de los caballeros andantes que ninguno los hubiese traído. A esto dijo el ventero que se engañaba, que, puesto caso que en las historias no se escribía, por haberles parecido a los autores dellas que no era menester escrebir una cosa tan clara y tan necesaria de traerse como eran dineros y camisas limpias, no por eso se había de creer que no los trujeron, y, así, tuviese por cierto y averiguado que todos los caballeros andantes, de que tantos libros están llenos y atestados, llevaban bien herradas las bolsas, por lo que pudiese sucederles...
El ventero, en Don Quijote de la Mancha, primera parte, capítulo III (1605).

... a cuartillo cada uno, que no llevaré menos si todo el mundo me lo mandase, montan tres mil y trecientos cuartillos, que son los tres mil, mil y quinientos medios reales, que hacen setecientos y cincuenta reales; y los trecientos hacen ciento y cincuenta medios reales, que vienen a hacer setenta y cinco reales, que juntándose a los setecientos y cincuenta son por todos ochocientos y veinte y cinco reales. Estos desfalcaré yo de los que tengo de vuestra merced, y entraré en mi casa rico y contento, aunque bien azotado...
Sancho, en la misma obra, segunda parte, capítulo LXXI (1615).

### SigloXVIII

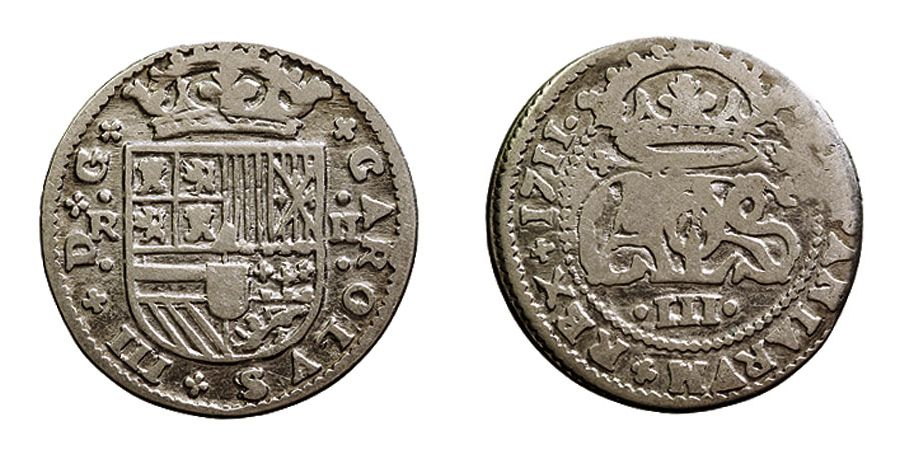
Moneda de dos reales del archiduque Carlos, pretendiente austracista al trono durante la guerra de sucesión española, Barcelona, 1711.

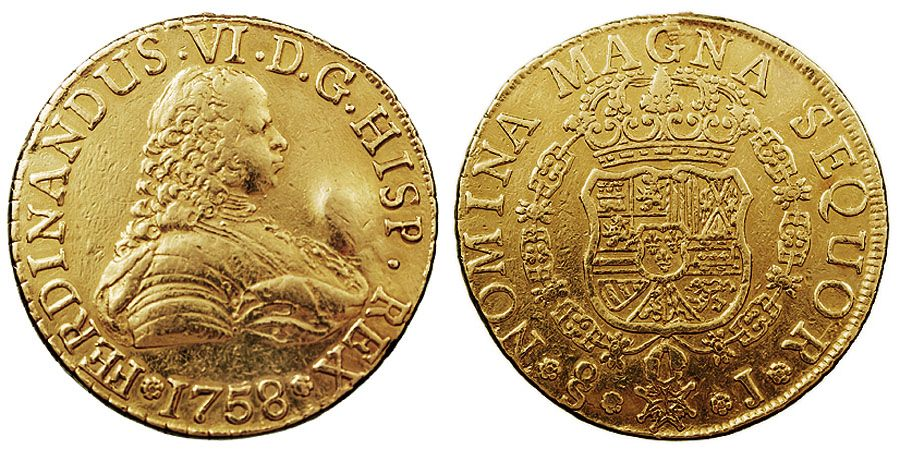
Moneda de 8 escudos de Fernando VI, Santiago de Chile, 1758.

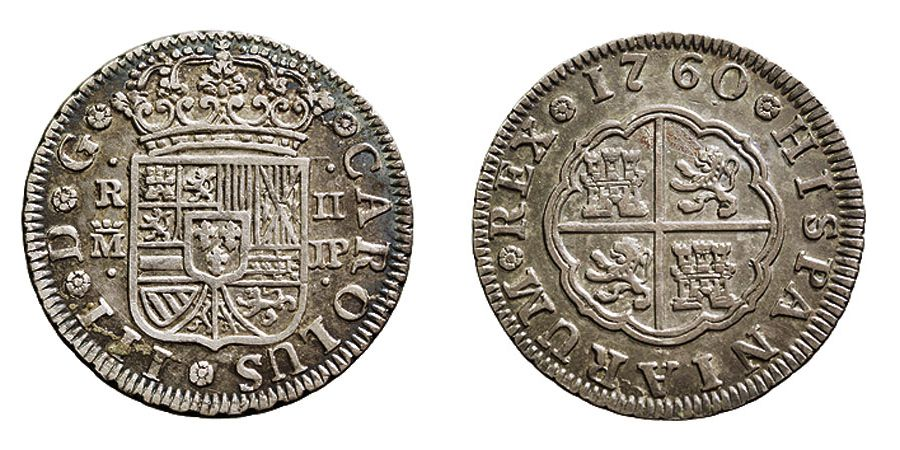
Moneda de 2 reales de Carlos III, Madrid, 1760.

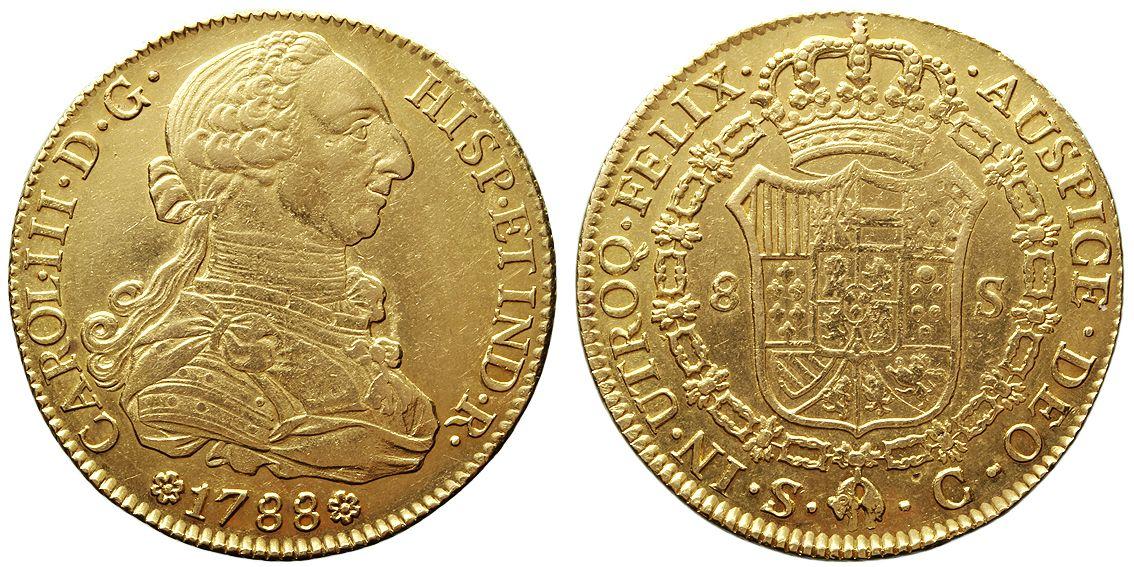
Moneda de 8 escudos de Carlos III, Sevilla, 1788.

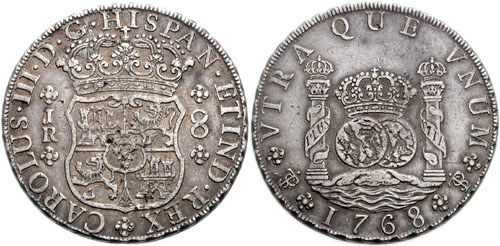
Moneda de 8 reales de Carlos III, Potosí, 1768.

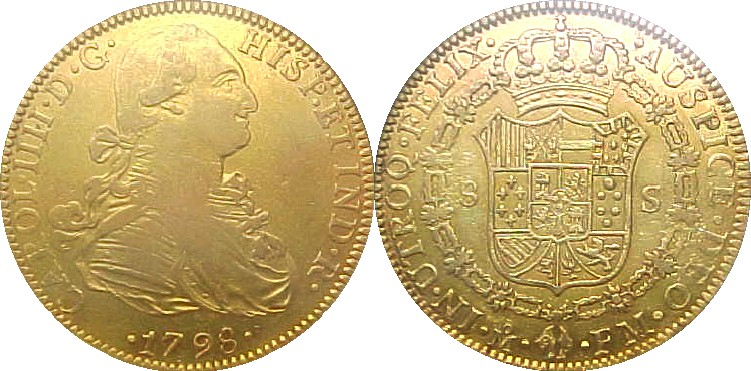
Doblón de 8 escudos de Carlos IV, México, 1798.

En las primeras décadas del siglo XVIII, la nueva dinastía borbónica de Felipe V, que se impone a los austracistas en la guerra de sucesión española (durante la cual hubo acuñaciones de ambos bandos -de Carlos de Habsburgo en Barcelona, Palma, Valencia y Zaragoza, y de Felipe de Borbón en Madrid, Segovia, Sevilla y Linares-), crea por primera vez un sistema monetario español, basado en el castellano. Al igual que en otras cuestiones, la homogeneización se efectuó mediante la extensión a los territorios de la Corona de Aragón, con los Decretos de Nueva Planta, de la legislación castellana (en este caso la de los Reyes Católicos de 1497). Las últimas emisiones diferenciadas del reino de Aragón fueron en 1711, en el reino de Mallorca en 1715, y en el principado de Cataluña en 1716. Numismática y monetariamente hay pocas novedades, que se han considerado actualizaciones que incorporan características propias de Francia o de algunos territorios italianos.

En 1706, Felipe V mandó acuñar la peseta, el real de plata y el medio real. Este último se confundió más tarde con el real de vellón. Estas monedas solo tenían curso en el interior del reino.

Además de los tradicionales "reales" y "maravedises", en el siglo XVIII pasaron a tener amplio uso los conceptos monetarios de "peso", "duro", "peseta" y "durillo". El Diccionario de autoridades de 1737 ya define "peseta" como "la pieza que vale dos reales de plata de moneda Provincial, formada en figura redonda", indicando que "es voz modernamente introducida". Curiosamente, para dar su equivalencia en latín, recurre a las expresiones Moneta argentea duplex ("moneda doble de plata") y Didrachmum agenteum ("didracma de plata"). El DRAE de 1788 ya recoge "peseta colunaria" (sic, es decir, peseta columnaria) como "moneda castellana de cinco reales de vellón, y se llama colunaria por tener grabadas las colunas de Hércules". En cuanto al "duro", aparece por primera vez su definición monetaria en el DRAE de 1791: "el peso de plata de una onza, que vale diez reales de plata", en expresión latina "Moneta argentea unciae pondus exaequans". En el de 1803 ya se indica "úsase también como sustantivo masculino". Tanto en el de 1791 como el de 1803, como definición monetaria de "peso" se da "moneda castellana de plata de peso de una onza. Su valor es ocho reales de plata; y los que por nueva pragmática valen diez, los llaman para distinguirlos pesos gruesos" y como expresión latina "uncialis argenteus". En cambio, de "durillo" no se recoge ninguna definición monetaria en los DRAE, cuando en la época comenzó a usarse como "nombre genérico de la moneda española de oro más pequeña... de medio escudo ... porque su valor es equivalente al del duro de plata o real de a ocho". El prestigio y difusión de los reales de a ocho (el "peso duro" o "peso fuerte") los convirtieron en una divisa aceptada mundialmente (piastra spagnola, pillar dollar, spanish dollar -piastra o dólar español o "de las columnas"-), que se convirtió incluso en moneda oficial en los nacientes Estados Unidos, donde se llamaba "dólar" (por equiparación al tálero) y también inspiró el símbolo $ (bien por las columnas y el cartel del lema Plus Ultra o bien por la superposición de las letras "P" y "S" de "peso").
Entre 1732 y 1772 se acuñó "moneda de columnario" (o "de mundos y mares"), siguiendo las instrucciones de la Real Cédula de 1728 que fijaba su contenido en plata (11 dineros, 916,666 milésimas) y su iconografía: en el anverso el escudo real y en el reverso los dos hemisferios adosados bajo la corona real, sobre el mar y flanqueados por las columnas de Hércules con las cartelas PLUS VLTRA, todo ello rodeado por la leyenda VTRAQUE VNUM ("los dos son uno"). Desde 1728 la ley de las monedas de medio real, real y dos reales, que se acuñaban en la península, era menor (10 dineros, 833,333 milésimas), llamada "plata provincial", de uso interior, para distinguirla de la "plata nacional" o "plata gruesa".
Desde 1773 se acuñó la "moneda de busto", siguiendo la Pragmática de 1772, que modificaba el contenido en plata y la iconografía, diferenciando las "indianas", acuñadas en América, y las "provinciales", acuñadas en la península. La ley de las "indianas" era de 10 dineros y 20 granos (902,7 milésimas), mientras que la de las "provinciales" era de 9 dineros y 18 granos (812,5 milésimas). En los anversos se representaba a Carlos III, diferenciándose las "indianas" porque en ellas iba "vestido a la heroica con Clámide y Laurel" (o sea, "a lo militar"), mientras que en las "provinciales" mandó el rey representar "mi Real Busto desnudo, con una especie de manto real" (o sea, "a lo civil"); en los reversos figuraba el escudo real (las armas de Castilla, León, Granada y de la casa de Borbón -flores de lis-, bajo corona real), pero en las "indianas" flanqueado por las columnas de Hércules, rodeado por la leyenda HISPAN. ET IND. REX ("rey de las Españas y de las Indias"), mientras que en las "provinciales" no se representaban las columnas y la leyenda era HISPANIARUM REX ("rey de las Españas").

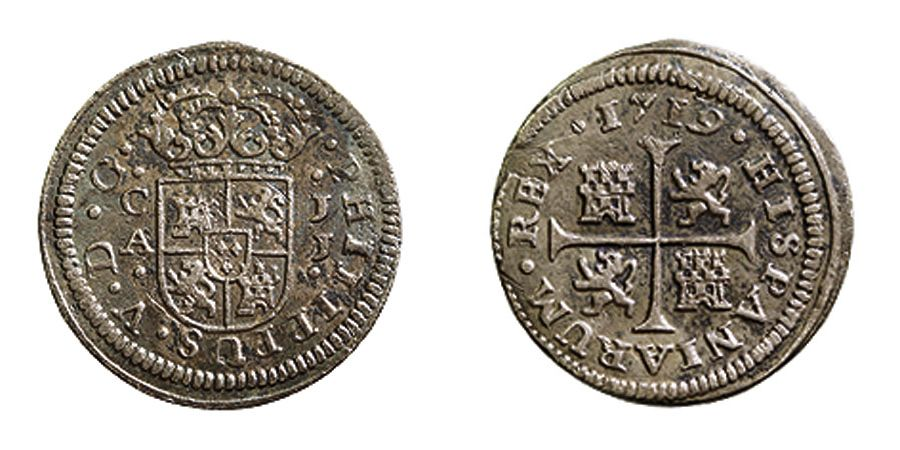
Medio real de Felipe V, Cuenca, 1719.
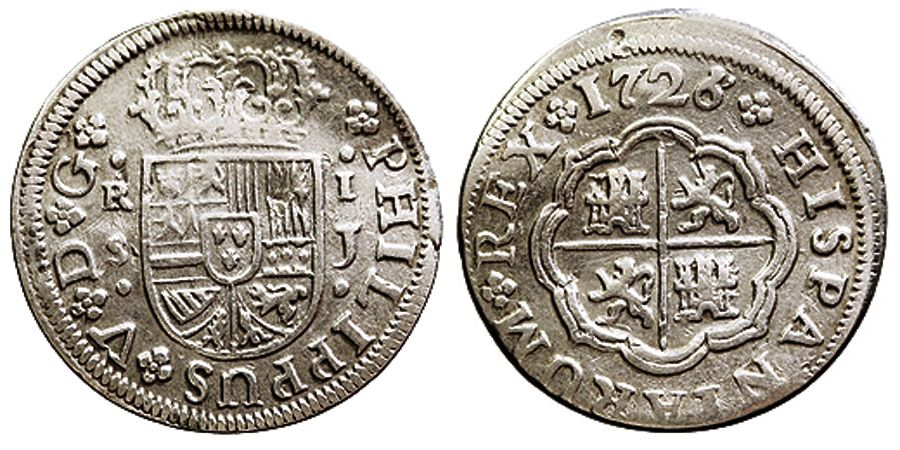
Real de Felipe V, Sevilla, 1726.
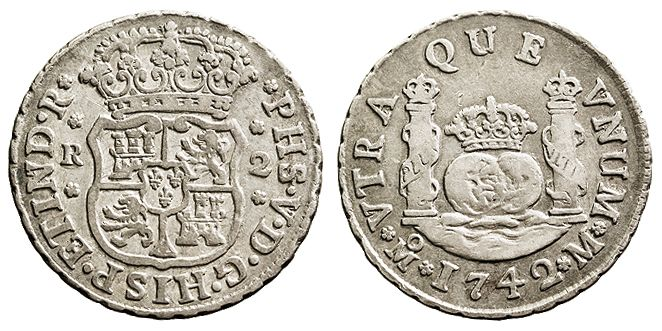
Dos reales de Felipe V, México, 1742.

A consecuencia de la escasez de moneda que hubo en 1738, se creó el escudito de oro, llamado también durillo, veintén y coronilla. El valor legal que se le dio fue el de 20 reales de vellón pero cuando se aumentó el valor de las monedas en 1779, al escudito de 20 reales, se le dio un valor de 21 y cuarto.
En 1786, Carlos III abrogó el escudito de oro por Real Decreto de 8 de febrero y pragmática de 21 de marzo, ordenando al mismo tiempo la elaboración de un nuevo escudito de 20 reales. Se fijó un plazo de dos años para recoger el antiguo pero no siendo suficiente, se prorrogó por Real orden por espacio de siete veces y no siendo aun esto suficiente, se prorrogó de nuevo su circulación por un tiempo indefinido, según Real Orden de marzo de 1798.
En el año 1771, mandó Carlos III recoger, fundir y resellar con el grabado vigente toda moneda desgastada hasta el reinado de Carlos II sin pérdida ni gasto para los dueños. Por Real Orden de 5 de mayo de 1772 dada por Carlos III en Aranjuez, se mandó extinguir la moneda de cobre que circulaba en piezas de a 8, 4 y 2 maravedís. La casa de moneda designada para la elaboración de la nueva moneda de cobre a la efigie del rey, fue la de Segovia.

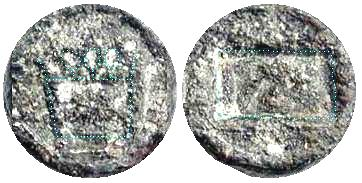
Calderilla.
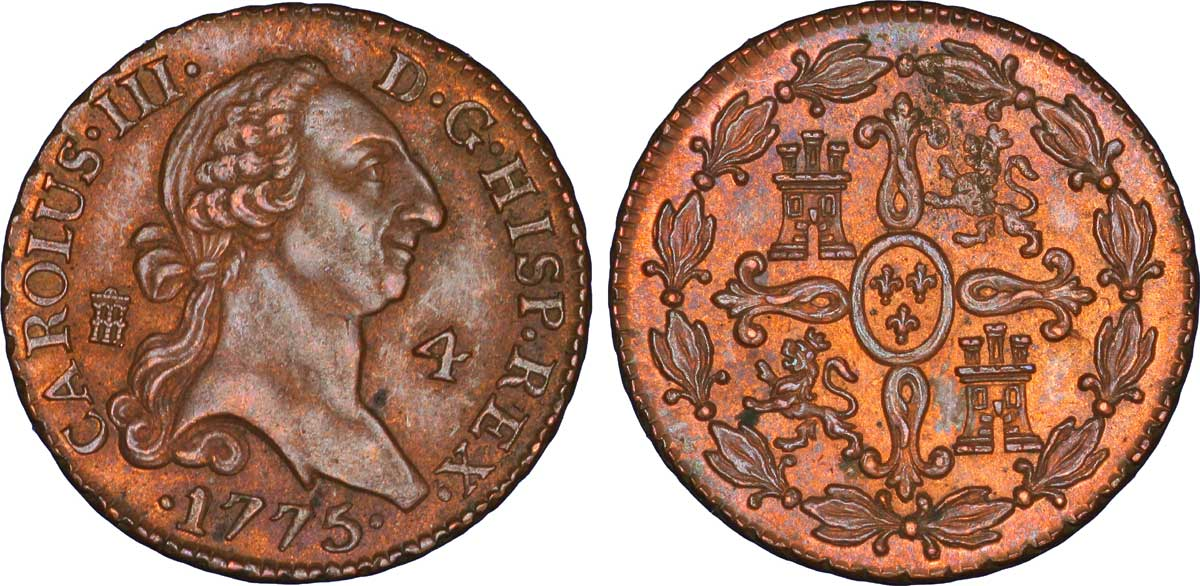
Moneda de 4 marevedíes de Carlos III, Segovia, 1775.

... una tarde que salieron al campo mis padres y hermanas, y quedé yo en casa apoderado de los pocos ajuares de ella, tomé una camisa, el pan que pudo caber debajo del brazo izquierdo, y doce reales en calderilla, que estaban destinados para las prevenciones del día siguiente; y, sin pensar en paradero, vereda ni destino, me entregué a la majadería de mis deseos y a la necedad de la que llaman buena ventura
...
Acometiole a mi padre a este tiempo la dichosa vocación de que yo fuese clérigo, y, porque no se le resfriasen los propósitos, solicitó una capellanía en la parroquia de San Martín de Salamanca, cuya renta estaba situada en una casa de la calle de la Rúa, y sobre esta congrua, que eran seiscientos reales al año, recibí, luego que yo cumplí los veinte y uno de mi edad, el orden de subdiácono.
...
En veinte años de escritor he percibido a más de dos mil ducados cada año, y todo lo he repartido, gracias a Dios, sin tener a la hora que esto escribo más repuestos que algunos veinte doblones que guardará mi madre, que ha sido siempre la tesorera y repartidora de mis trabajos y caudales.
...
Varias veces he proferido en las conversaciones que traigo siempre en mi bolsillo un doblón de a ocho, que en esta era vale más de trescientos reales, para dárselo a quien me quiera hechizar, o regalársele a una bruja, a una espiritada que yo examine, o al que me quisiere meter en una casa donde habite un duende: me he convidado a vivir en ella sin más premio que el ahorro de los alquileres, y hasta ahora he pagado las que he vivido, y discurro que mi doblón me servirá para misas, porque ya creo que me he de morir sin verme hechizado ni sorbido.
Vida, ascendencia, nacimiento, crianza y aventuras del doctor Diego de Torres Villarroel (1742-1752)

En esta prenda [capote o casaquilla], y con el fin de que pueda el soldado guardar algunas monedas, se le formará en el costado izquierdo del pecho en la parte interior un bolsillo de dos pulgadas y media de ancho y sobre dos de alto, forrado de marroquí o cordobán
Ordenanzas de S.M. para el régimen, disciplina, subordinanción y servicio de sus ejércitos (Carlos III, 1768)

¿Tiene usté, aunque usted perdone, / algún pedazo de tela / de color de oro encendido / ¡Aquí lo tiene usted, perla! / ¿Y cuánto vale? -Por ser / para usted, cuatro pesetas / ... / ¿Coliflores hay muy pocas ... ¿Y a cómo valen? / A duro / ¡Muy duras están! / Cocerlas / bien y pagarlas mejor / estarán al comer tiernas. / ¡Qué blancas! / Como la leche / Y grandes / Las manos secas / ... /¿Quiere usted los nueve reales? / si no, adiós, que en cualquier tienda / se hallan zapatos a pares / Lo último es las tres pesetas / No doy más .... ¿Mira tú qué cuatro piezas / de a ocho le debo ... Prestito y en plata .... Dice / mi ama, que con qué conciencia da usted tan pocas lechugas / por dos cuartos, que son estas / malas, y quiere cogollos / apretados, o me vuelva / usted el dinero ... Dile / a tu ama, que con la mesma / que ella dos doblones de a ocho / ganó yo acá dos pesetas / y que por poco dinero / no me dan a mi en su tienda / mucho y bueno ... A dos cuartos, / se venden las copla nuevas

... un jornal de cinco reales / no da para todo eso / ... / Chicu, andas ves pur dos llibras / allí de tucinu frescu, / ahí llevas una peseta; / vale treinta cuartus, luegu / han de volverte otros cuatru. / ¿Entiéndeslo? / ... /  Aquí está el tucinu / y llus cuatru cuartus vueltus / Muy bien; y ¿qué es lo que aguardas? / Llus siete cuartus y mediu	/ que sisei de un cuarterón / en cada libra; lu mesmu / que dice que suele hacer	 / en lla carne mi mayestru. / Esu se hace con llus amus, / mais non entre compañeirus.
Ramón de la Cruz, La Plaza Mayor y El Rastro por la mañana

Pagar el gasto que se haya hecho, sacar los caballos y marchar... ¿Qué dinero tienes ahí? -Tendré unas cuatro o seis onzas. -Dámelas acá... -Tome usted  (Le da el dinero.)  Con eso hay bastante para el camino...
¿Tienes algunas deudas? ¿Te falta algo? -No, señor; ahora, no. -Mucho es, porque tú siempre tiras por largo... Como cuentas con la bolsa del tío... Pues bien; yo escribiré al señor Aznar para que te dé cien doblones de orden mía. Y mira cómo los gastas...
Leandro Fernández de Moratín, El sí de las niñas (1806)

## Edad Contemporánea
La convulsa historia política, económica y social de España en la Edad Contemporánea ha tenido su reflejo numismático desde su comienzo en 1808, con el impacto de la guerra de Independencia española en las acuñaciones monetarias tanto en la metrópoli como en las colonias, que inician su proceso de independencia. Los reinados de Isabel II y Alfonso XIII, representados en efigie desde niños en las monedas, permitieron que las sucesivas emisiones reflejaran su edad cada vez mayor. La existencia de distintos periodos no monárquicos (el Sexenio Revolucionario -con el gobierno provisional, el breve periodo de monarquía no borbónica de Amadeo de Saboya y la Primera República-, la Segunda República y la dictadura de Franco) se tradujo en reinterpretaciones de la tradición iconográfica (personificación de Hispania, león heráldico, jinete ibero, escudo de los Reyes Católicos, etc.)

### SigloXIX
... pídese la cuenta al mozo, y este, después de mirar al techo y rascarse la frente, responde: "Ciento cuarenta y dos reales". - El Narciso a tal acento varía de color, y como acometido de una convulsión, revuelve rápidamente las manos de uno a otro bolsillo, y reuniendo antecedentes, llega a juntar hasta unos cuatro duros y seis reales: entones llama al mozo aparte, y mientras hace con él un acomodo, la mamá y las niñas rien graciosamente de la aventura.
...
Y doña Melchora, en el talego que yo la había remitido, se encontró hasta unos cincuenta reales en monedas de a dos cuartos, nuevas y relucientes, como recién fabricadas que eran con el cuño de Segovia.
Ramón de Mesonero Romanos, Panorama matritense, primera serie, 1832-1835.

Echa un cuarto en el cepillo / de las ánimas, mujer, / y el duro véngame a ver; / échamelo en el bolsillo.
Duque de Rivas, Don Álvaro o la fuerza del sino (1835)

... entre las clases bajas cualquier pedazo de cobre en forma de moneda pasa por dinero y de esta manera, al cambiar un dólar en calderilla, a modo de experimento, pudimos comprobar en los años últimos del reinado de Fernando VII que, entre las numerosas muestras de dinero español de todos los periodos, circulaban incluso monedas moras y hasta romanas antiguas, aceptadas como maravedís en el mercado de Sevilla...
... [de monedas de plata] el viajero debiera llevar siempre encima buena provisión... El viajero encontrará sin duda que los dos reales, la peseta, el medio dólar y el dólar son las monedas más prácticas de todo el monedaje de plata español. El dólar español es bien conocido en el mundo entero, por ser la forma en que se exportaba en general la plata de las colonias españolas de Sudamérica. Es el colonato italiano, llamado así por tener las armas de España flanqueadas por las dos columnas de Hércules. el nombre español normal de la moneda es "duro". Sin embargo, con frecuencia, en las transacciones bancarias y mercantiles recibe el nombre de "peso fuerte", a fin de distinguirlo del peso imaginario, que es un dólar inferior de solo quince reales, cuyo diminutivo es la "peseta". En el siglo pasado [el XVIII] el duro se acuñaba en medios dólares, cuartos de dólar y medios cuartos de dólar. Estas dos últimas monedas no se encuentran con frecuencia; se pueden distinguir de la peseta y de los dos reales en que tienen las armas de España flanqueadas por dos columnas, que han sido omitidas en acuñaciones más recientes... El cuarto de dólar es, por supuesto, equivalente a cinco reales, mientras que la peseta no vale más que cuatro; el medio cuarto de dólar vale dos reales y medio, mientras que los dos reales solo valen dos.
Las monedas son de baja calidad: el español se fija en el peso del metal y no en la forma. Fernando VII continuó durante largo tiempo acuñando dinero con la efigie de su padre, cambiando simplemente la inscripción... Cuando las Cortes entraron en Madrid después de Salamanca, prohibieron patrióticamente la circulación de todas las monedas que llevaran la efigie del intruso José; pero, a pesar de esto, sus dólares, que estaban hechos principalmente con plata de iglesia, dorada y sin dorar, aunque eran moneda de usurpador, valían intrínsecamente más que el duro legítimo: esta resultó una prueba demasiado dura para la lealtad de aquellos cuyo verdadero rey y dios es el metálico. Este decreto era digno de aquellos senadores que estaban demasiado ocupados expulsando palabras francesas de sus diccionarios para expulsar soldados franceses de su país. Los chinos, más prudentes, aceptan por igual los dólares de Fernando y José, llamando a ambos "dinero de cabeza del diablo". Estos tristes prejuicios contra el buen dinero han cedido ahora ante la marcha triunfante de la inteligencia; más aún, la moneda de cinco francos, con la inteligente cabeza de Luis Felipe, tiene probabilidades de vencer al columnado duro. La plata de las minas de Murcia se exporta a Francia, donde es acuñada y devuelta a su lugar de origen en forma manufacturada. De esta manera, Francia gana un bonito porcentaje y acostumbra al pueblo a su imagen de poder, que llega a este recomendada por la forma sumamente aceptable de moneda corriente.
El monedaje de oro es magnífico y digno del país y del periodo en que abasteció a Europa de este precioso metal. La pieza más grande, la onza... deja avergonzados a los diminutos napoleones de Francia y a los soberanos de Inglaterra; esta moneda cuenta la historia de la antigua riqueza española y contrasta extrañamente con su actual pobreza y escasez de efectivo.
... La onza, en España, cuando tiene el peso debido, vale dieciséis dólares. Las que tienen menos peso del legal debieran ir acompañadas de un certificado en el que conste con exactitud su peso y valor reducidos. Este certificado puede conseguirse en las ciudades principales pidiéndolo al contrastador o "fiel medidor", la persona autorizada legalmente a pesar esas monedas de oro que pasan por ser ligeras, y que todo el mundo sabe donde se encuentra. La moneda reducida en valor, acompañada de este documento, es aceptada al valor que se le adjudique y reconozca. Todo esto, sin embargo, conduce a constantes disputas y demoras, y el forastero debiera ser muy cauto por lo que se refiere a aceptar dinero de banqueros o comerciantes españoles, comprobando siempre que esas grandes monedas sean del peso debido. Suele resultar preferible, excepto cuando se viva en grandes ciudades, aceptar las monedas de oro más pequeñas en lugar de las onzas, pues es muy raro que aquellas sean puestas en tela de juicio. Aconsejamos, sobre todo al viajero que vaya a salirse del camino real para visitar las ciudades y distritos menos frecuentados, que no lleve consigo ninguna onza, porque cuando se ofrecen estas grandes monedas en pago de algo en un pueblo pequeño son recibidas siempre con recelo. Los venteros, incluso si quedan convencidoes de que no han perdido peso, no suelen tener dieciséis dólares de cambio, y cuando los tiene no es corriente que quieran pregonarlo a los cuatro vientos. Los españoles, como los orientales, sienten gran temor a que se sospeche que llevan dinero encima, porque les expone a ser víctimas de toda clase de ladrones, tanto profesionales como legales, desde el alcalde, la autoridad del pueblo, hasta el escribano o procurador, y no digamos el cobrador de impuestos, porque la prorrata de contribuciones... cae más duramente sobre los que tienen o se sospecha que tengan mayor cantidad de dinero contante...
Richard Ford, A Handbook for travellers in Spain and readers at home (Manual para viajeros por España y lectores en casa, 1844)

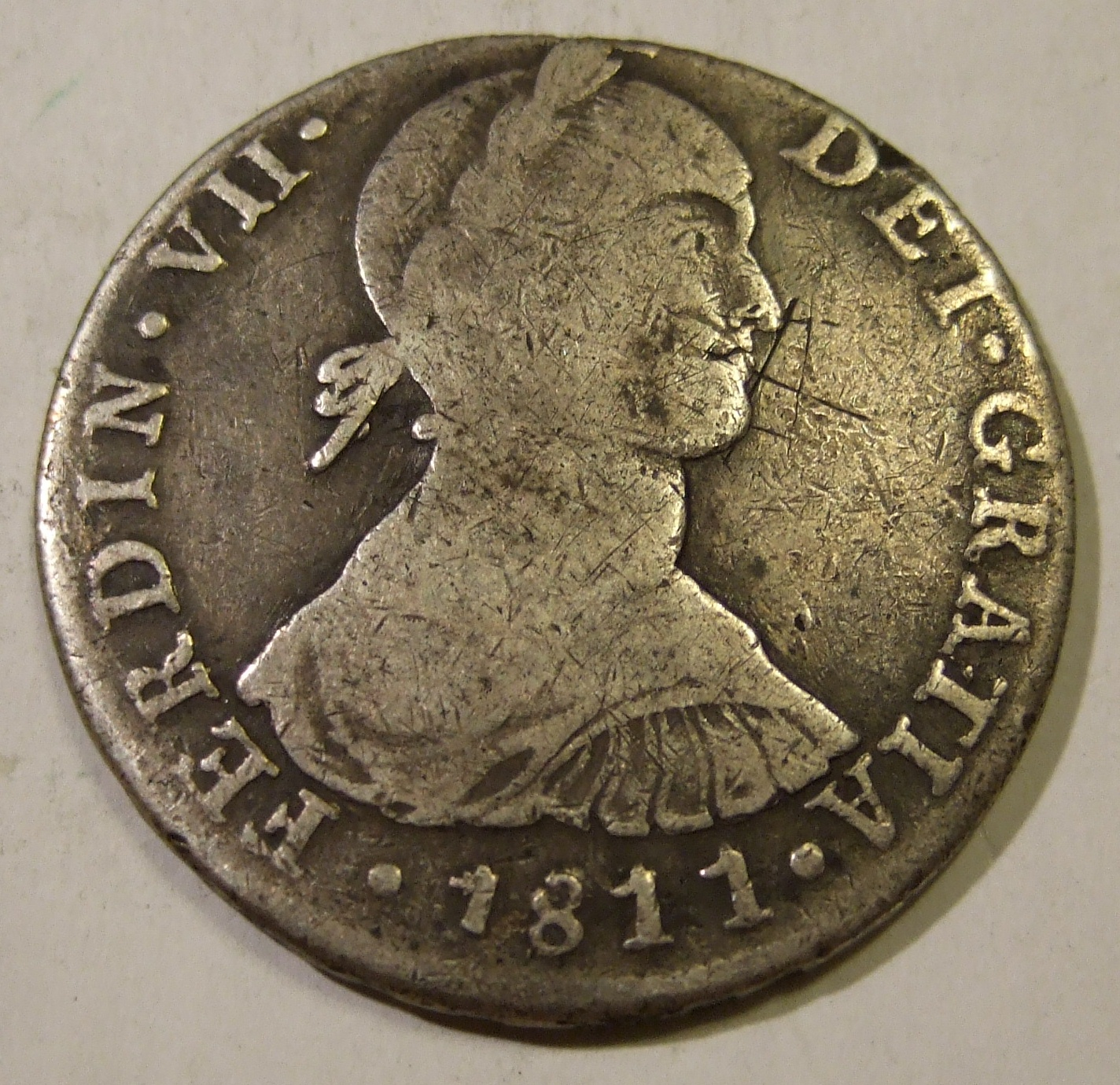
Moneda de dos reales de Fernando VII, Lima, 1811 (ante la inexistencia de un retrato oficial del rey "deseado", cautivo en Bayona, se utilizó una efigie "de fantasía").
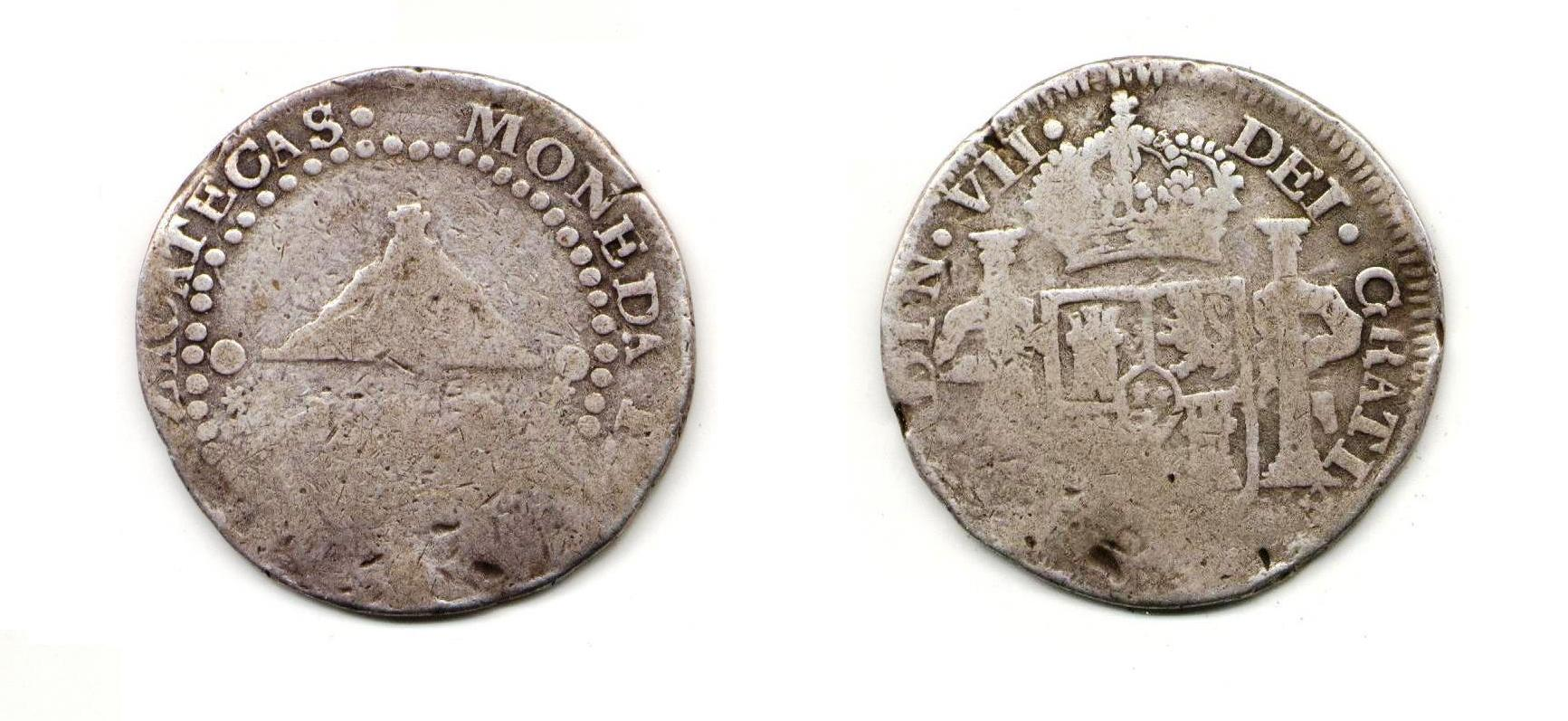
Moneda de dos reales de Fernando VII, Zacatecas, 1811 (en el anverso, el perfil del Cerro de la Bufa).
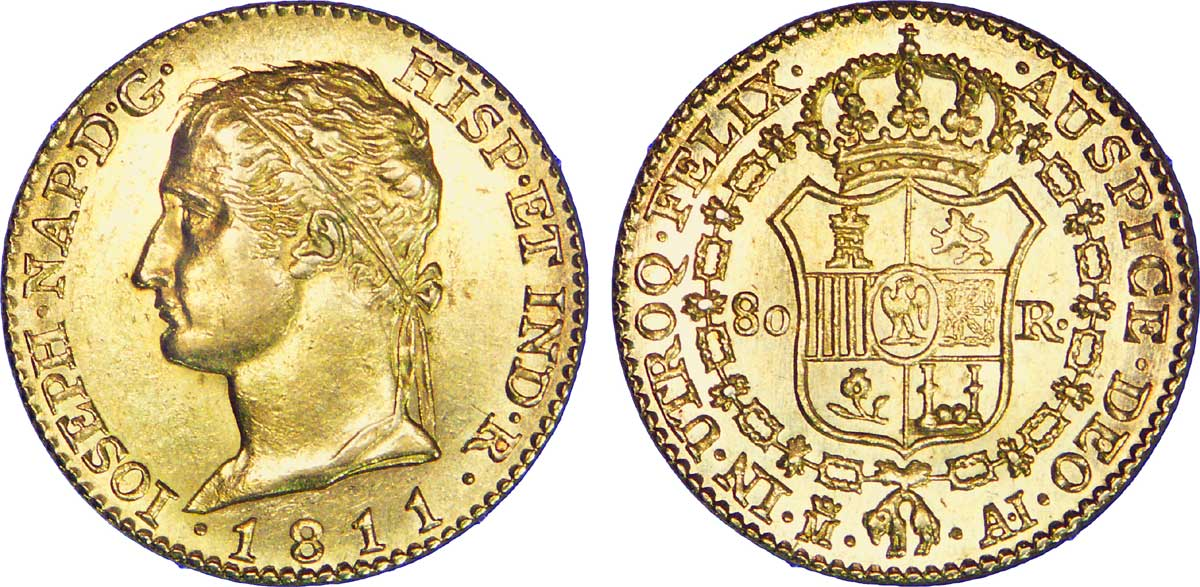
Moneda de 80 reales de oro de José Bonaparte, 1811.
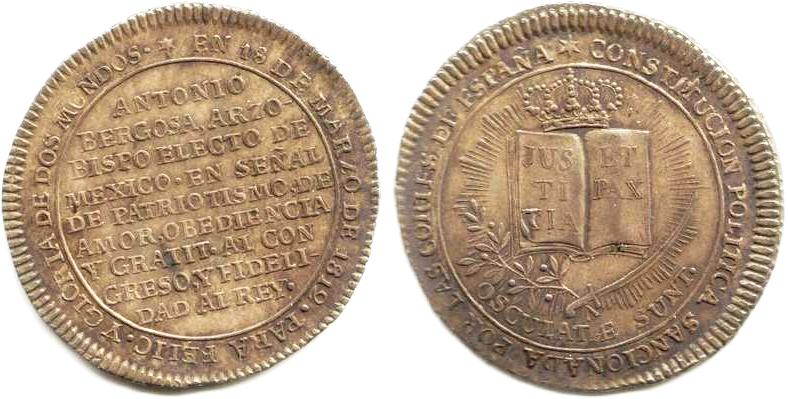
Moneda de dos reales con proclama de "fidelidad al rey" en ocasión de la "Constitución política sancionada por las Cortes de España", México, 1812.
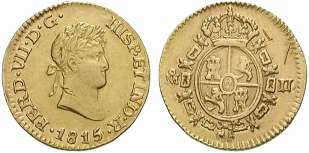
Moneda de dos escudos de Fernando VII, México, 1815.
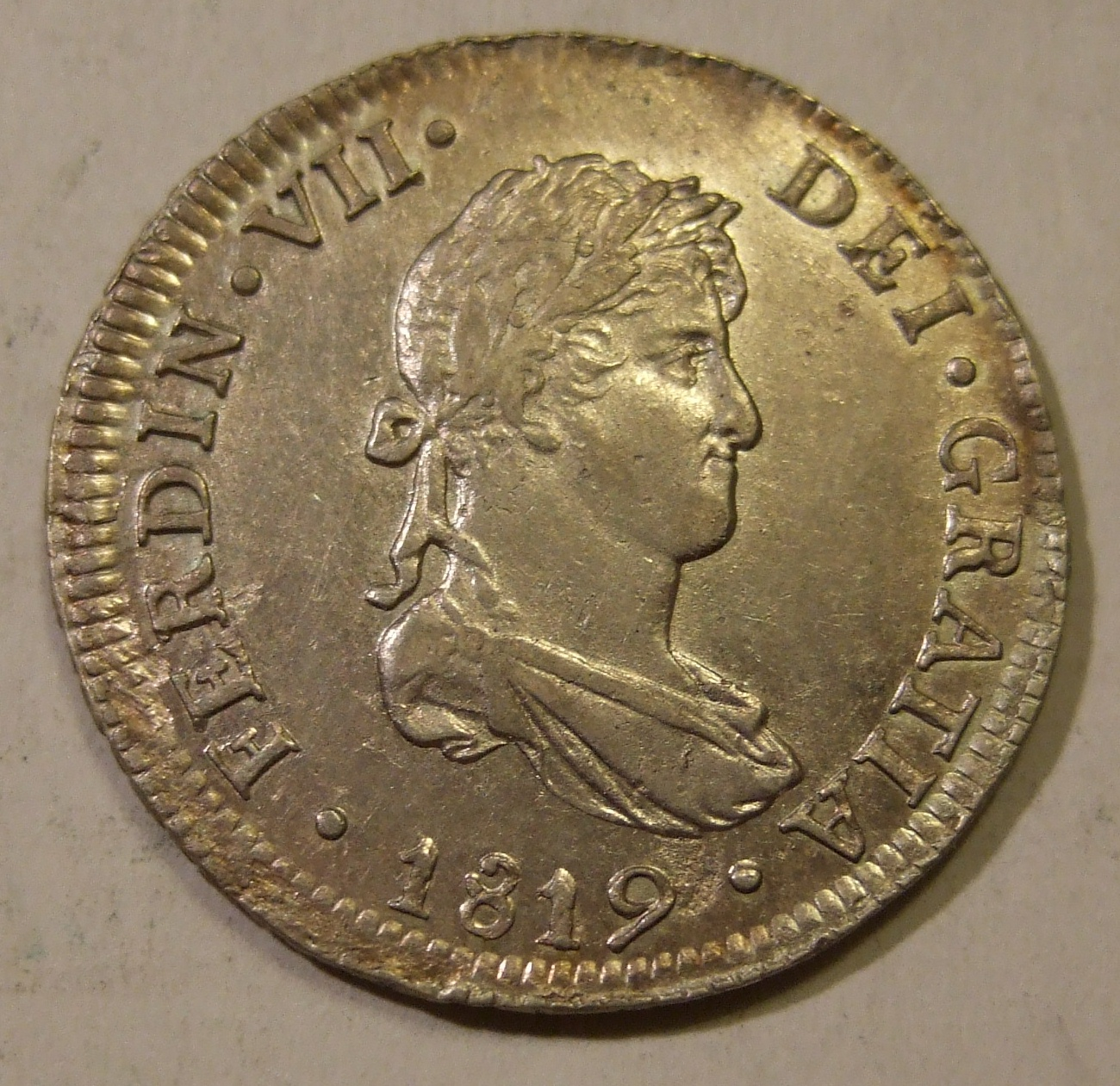
Moneda de dos reales de Fernando VII, Lima, 1819.
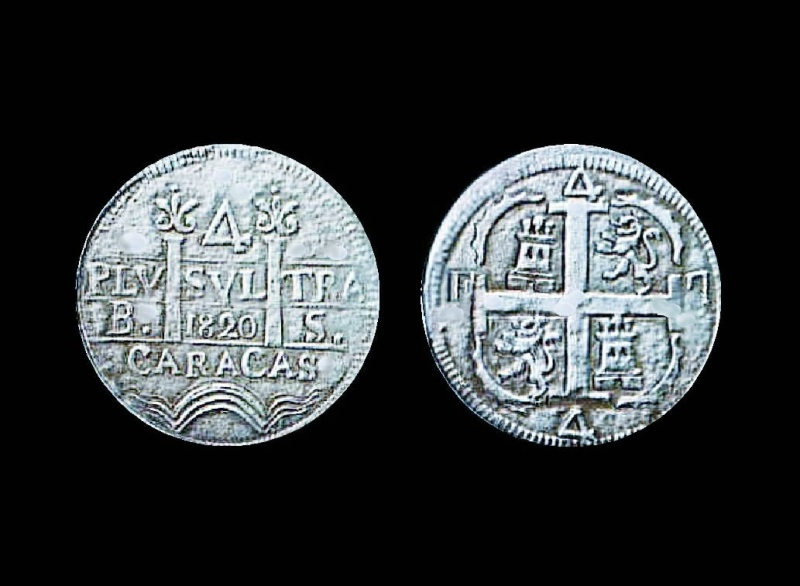
"Tostón", moneda de 4 reales de Fernando VII, Caracas, 1820.
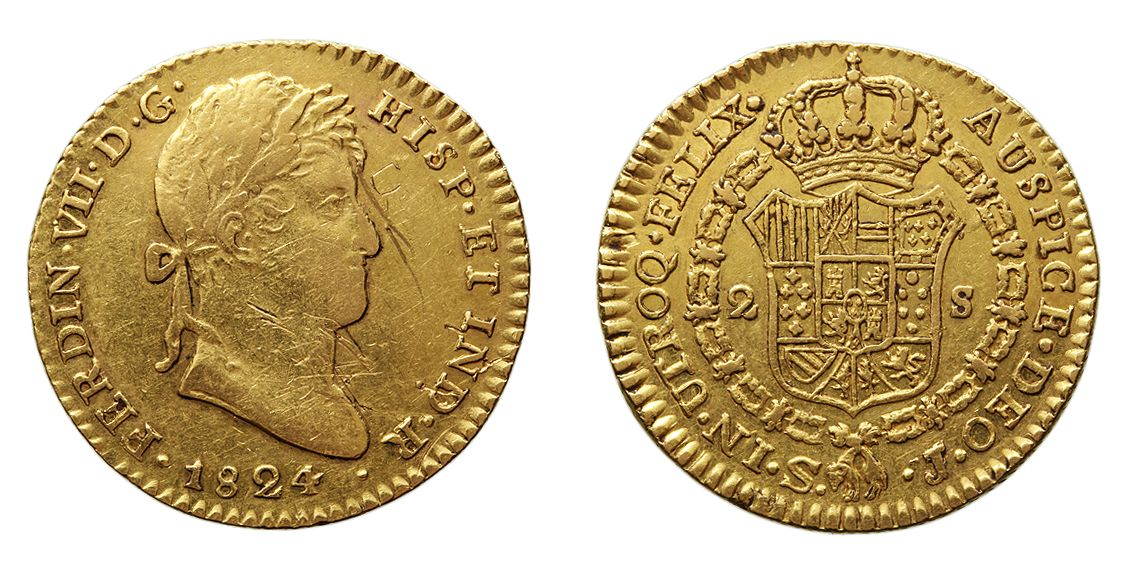
Moneda de dos escudos de Fernando VII, Sevilla, 1824.
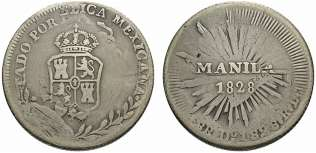
Moneda de 8 reales reacuñada sobre una de la República Mexicana, Manila, 1828.
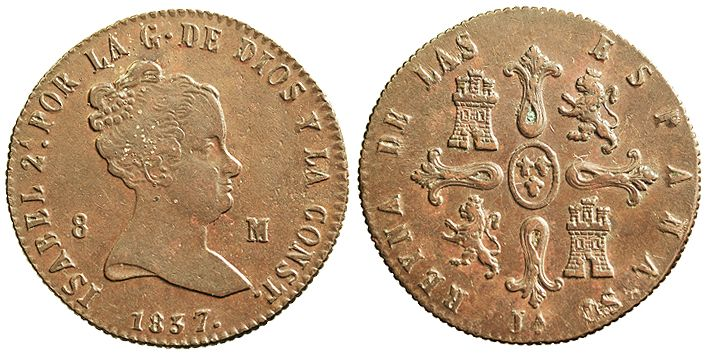
Moneda de 8 maravedíes de Isabel II, Jubia, 1837.
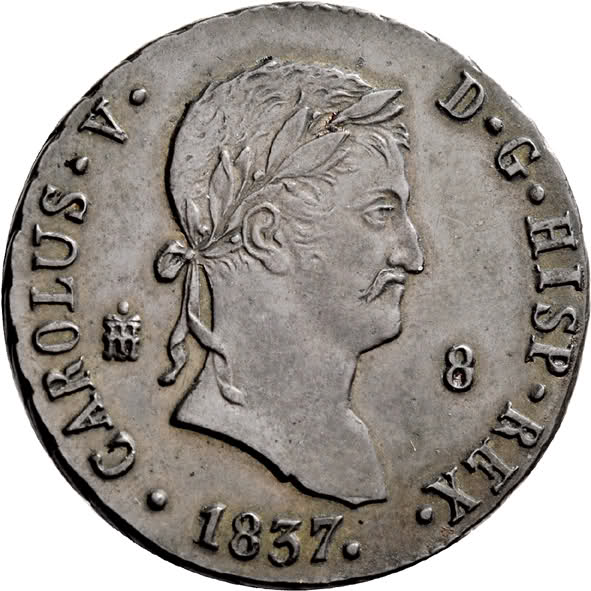
Moneda de 8 maravedíes de Carlos V (el pretendiente carlista), Segovia, 1837.
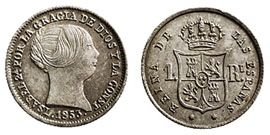
Moneda de real de Isabel II, Sevilla, 1853.
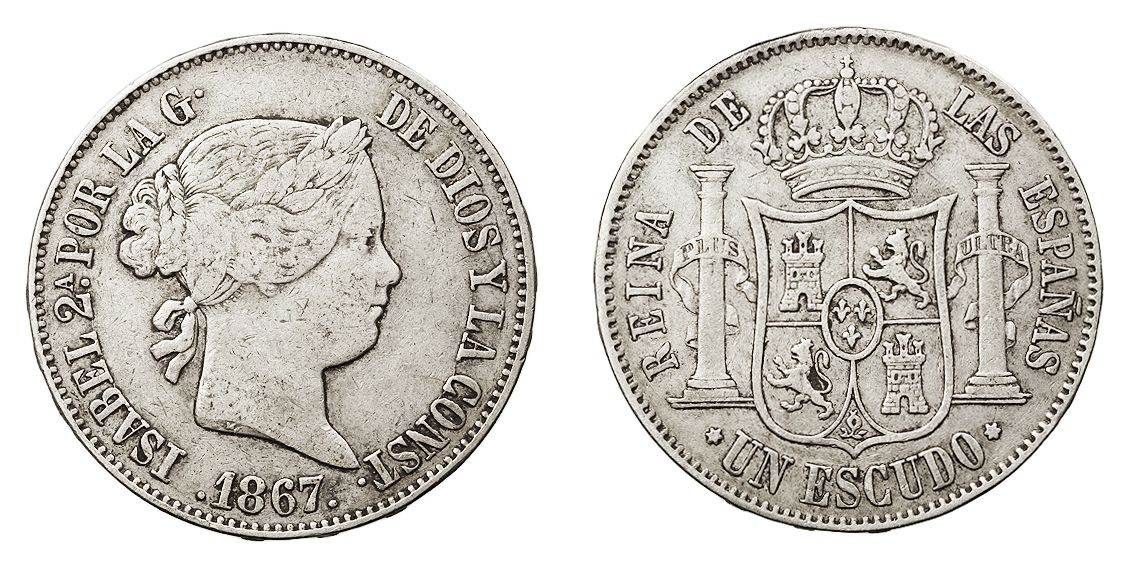
Escudo de Isabel II, 1867.

Por real decreto de 31 de mayo de 1847 se mandó que la unidad monetaria fuese el real, ordenando a la vez la acuñación de las siguientes monedas:

- De oro
  - El isabelino o centen de valor de 100 reales

- De plata
  - De 20 reales
  - De 10 reales
  - De 4 reales
  - De 2 reales
  - De 1 real

- De cobre
  - De 5 décimos
  - De 2 décimos

Nos recomiendan a Dios / Con dos misas de a seis reales; / Total, cuartos ciento dos.
Ramón de Campoamor, Glorias póstumas.

Por real decreto de 26 de junio de 1864, se ordenó que fuese reconocida como unidad monetaria el escudo de 10 reales, mandando acuñar las siguientes monedas de oro, plata y bronce.

- De oro
  - El doblón de Isabel, equivalente a 10 escudos o 100 reales
  - El doblón de cuatro escudos, equivalente a 40 reales
  - El doblón de dos escudos, equivalente a 20 reales

- De plata
  - El duro, equivalente a dos escudos
  - El escudo, unidad principal, equivalente a 10 reales
  - La peseta, equivalente a 4 décimas partes de escudo o 4 reales
  - La media peseta, equivalente a 2 décimas prtes de un escudo o 2 reales
  - El real, equivalente a una décima parte de un escudo

- De bronce
  - El medio real, equivalente a cinco centésimas partes de un escudo
  - El cuartillo, equivalente a 25 milésimas partes de un escudo
  - La décima, equivalente a una centésima parte de un escudo
  - La media décima, equivalente a cinco milésimas partes de un escudo

El 19 de octubre de 1868 se adoptó el sistema monetario francés (Unión Monetaria Latina), estableciendo como unidad la peseta y ésta dividida en 100 céntimos, mandando acuñar las siguientes monedas:

- De oro

-   - De 100 pesetas
  - De 50 pesetas
  - De 20 pesetas
  - De 10 pesetas
  - De 5 pesetas

- De plata
  - De 5 pesetas
  - De 2 pesetas
  - De 1 peseta

-   - De 50 céntimos
  - De 20 céntimos

- De bronce
  - De 10 céntimos
  - De 5 céntimos
  - De 2 céntimos
  - De 1 céntimo

Establecida oficialmente la peseta, moneda igual al franco, como unidad fundamental, se tuvieron perfectamente obtenidas las dos principales ventajas a que en estas reformas aspira el comercio en general y son:
1. que la moneda sea lo más general posible
2. que los cálculos sean sencillos para facilitar las operaciones y por lo tanto, más seguros.

Para la iconografía de la peseta se recurrió a la alegoría de Hispania utilizada en monedas romanas del emperador Adriano (Roma, 134-138) y del usurpador Ulpio Cornerlio Leliano (269). En cuanto al escudo, que inicialmente seguía llevando la corona real borbónica, en 1870 se sustituyó por otro con corona mural.

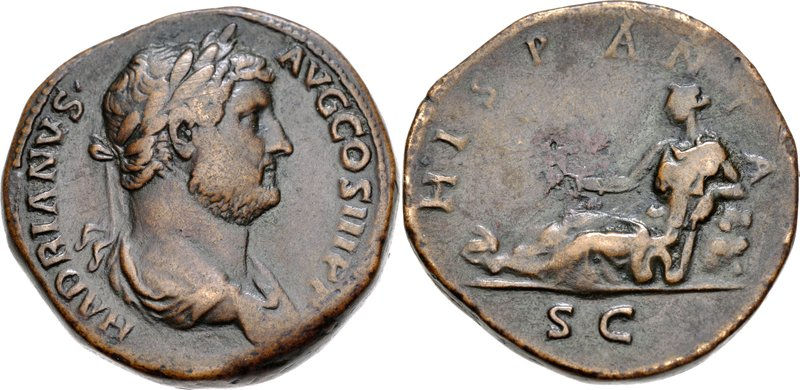
Sextercio de Adriano (acuñado en Roma, ca. 134-138). En el reverso, Hispania, sosteniendo una rama en su mano derecha, recostada sobre montañas, con un conejo a sus pies.
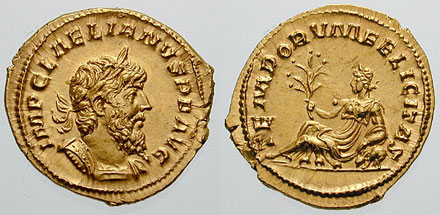
Áureo del usurpador Leliano (acuñado en Maguncia, ca. 268). En el reverso, Hispania, siguiendo el modelo de la moneda de Adriano, y la leyenda TEMPORVM FELICITAS.

... oía vagos rumores lejanos del chocar de los cuartos viejos, de la plata y del oro, de cristalino timbre.
...
En el Santuario de la Virgen del Camino se maneja mucha plata el día que se abre el tesoro de la Virgen... Paula veía pasar por sus manos los duros y las pesetas, pero aquello era como agua del mar para el sediento; no sacaba nada en limpio de revolver trigo y plata de la milagrosa imagen.
Clarín, La Regenta

... tenga los jeringados cincuenta reales. Para poderlos juntar, no hemos comido más que dos cuartos de gallineja y otros dos de hígado con pan seco.
...fue al escritorio donde tenía el dinero; sacó un cartucho de monedas que debían de ser calderilla, y vaciándoselo en el bolsillo del pantalón, púsose capa y sombrero, cogió el llavín, y a la calle.
...¡y usted guardando el dinero y dándolo a peseta por duro al mes!
Benito Pérez Galdós, Torquemada en la hoguera

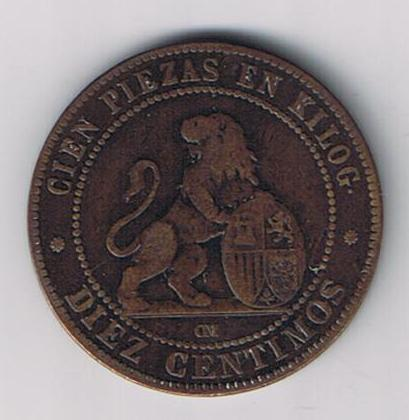
La "perra gorda", nombre popular de la moneda de diez céntimos de 1870.
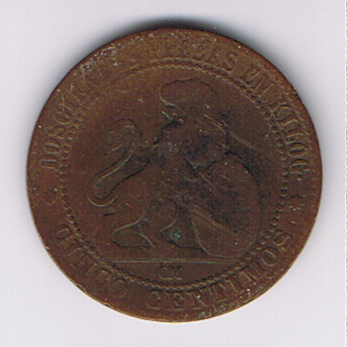
La "perra chica", nombre popular de la moneda de cinco céntimos de 1870.

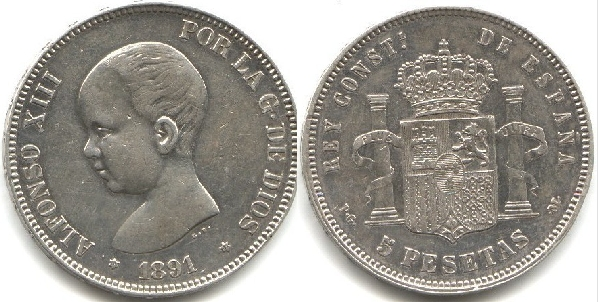
El "pelón", nombre popular de la moneda de cinco pesetas de Alfonso XIII niño, 1891.

A finales del siglo XIX, la bajada del precio de la plata hizo que el valor facial de la moneda de cinco pesetas (el "duro") llegara a ser superior al doble del valor intrínseco de su metal, por lo que hubo una gran cantidad de falsificaciones o más bien acuñaciones ilícitas hechas con plata real, incluso de mayor calidad que las monedas legales (925 milésimas en vez de 900), que se denominaban popularmente "duros sevillanos" o "de Covian" (o Cobián, por el nombre de la fundición sevillana, especializada en la fabricación de camas, en la que se hicieron muchos de ellos). Los "duros" oficiales dejaron de emitirse en 1899, y posteriormente, ante la resistencia popular a aceptar cualquier moneda de duro en los intercambios, se retiraron todos de la circulación en 1908, admitiéndose por el Estado los "sevillanos" en el canje; el valor total canjeado fue de 13.183.635 pesetas en duros legales y 13.874.810 en duros sevillanos.

### SigloXX
Gitana, que tú serás
Como la falsa mone[d]a,
Que de mano en mano va,
Y ninguno se la que[d]a
Morena Clara (película de 1936), letra de Ramón Perelló y Ródenas.

El que fuese verdad que cuando damos una moneda de diez céntimos hemos dado una de dos pesetas, nos habría hecho dilapidar una fortuna, habiéndonos arruinado sólo eso; pues la columna de monedas de dos pesetas dadas por descuido, según nuestra superstición, sería de una altura superior a un chalet decente, formarían una cucaña magnífica...
Ramón Gómez de la Serna, Pequeños relatos ilustrados.

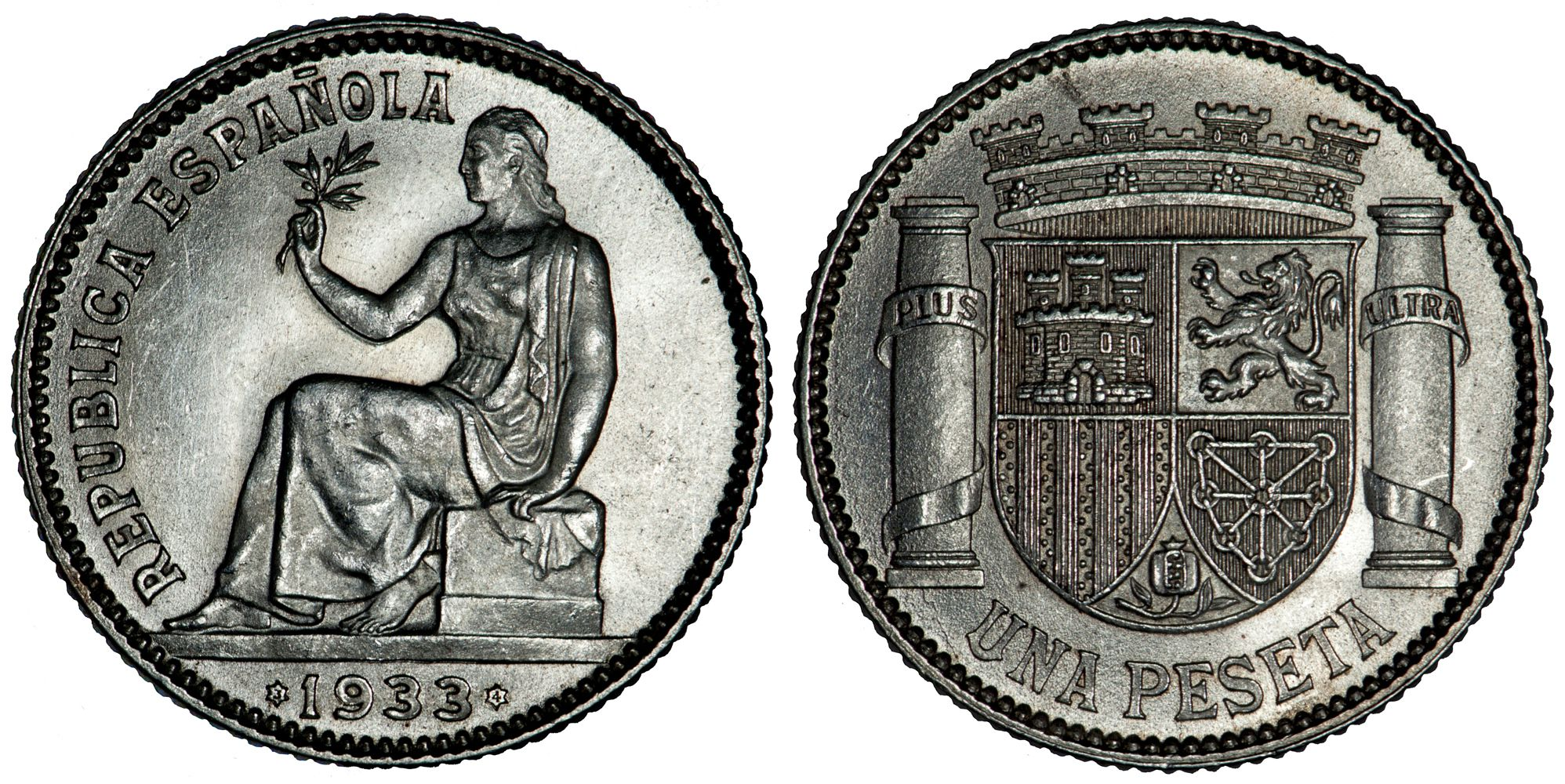
Moneda de peseta de la II República, 1933.
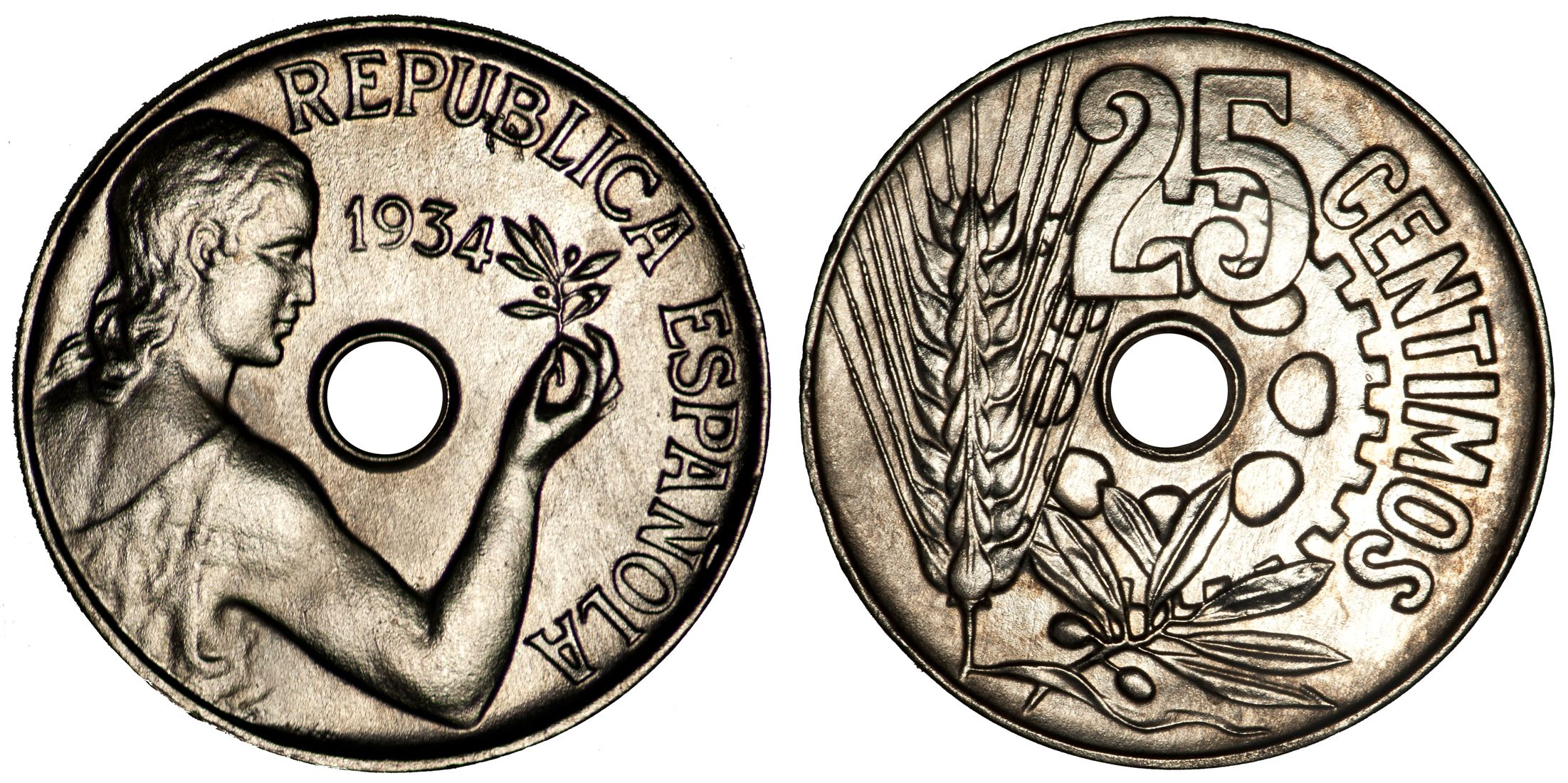
Moneda de 25 céntimos de la II República, 1934. En el anverso, símbolos de la agricultura y la industria.

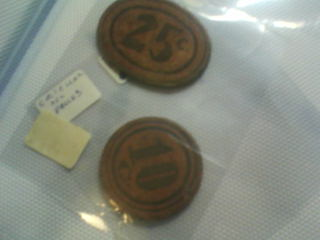
Moneda de cartón-cuero, Castellar del Vallés, 1937-1938.

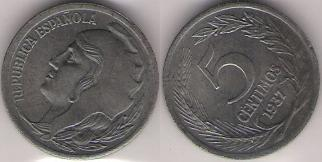
Moneda de 5 céntimos, bando republicano, 1937.

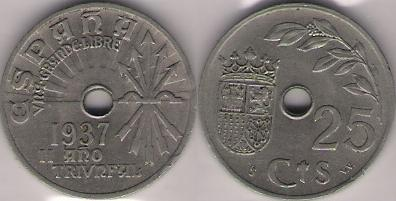
Moneda de 25 céntimos, bando sublevado, 1937.

Durante la guerra civil española el gobierno de la República controlaba el Banco de España y sus emisiones (algunas de ellas en papel moneda, denominado "dinero rojo"). Al final de la guerra el bando sublevado no reconoció tales emisiones.

El mayor problema para la República fue la escasez de moneda metálica, que trató de solucionar acuñando piezas de cinco, 25 y 50 céntimos y una peseta en las nuevas fábricas de Castellón y Aspe pero, a principios del 38, ante la imposibilidad de abastecer el mercado del suficiente menudo, autorizó la circulación de algunos sellos de correos y timbres móviles, pegados en discos de cartón.

La falta de monedas hizo que algunas cooperativas imprimieran vales provisionales para proporcionar cambio en las pequeñas operaciones. Pronto, miles de municipios, sindicatos y toda clase de entidades públicas y privadas se lanzaron a la fabricación incontrolada de estos vales, creando una importante suma de dinero paralelo. Este fenómeno, aunque se dio en ambos bandos, afectó más gravemente a la República que se apresuró a prohibir dichas emisiones. El gobierno de Franco, por el contrario, creó un sistema de moneda propio y diferenciado. La primera medida consistió en estampillar, con un cuño en seco, todos los billetes puestos en circulación antes del 18 de julio de 1936, dejando sin valor los emitidos en fechas posteriores.
Esto acrecentó la inflación en la zona republicana, ya que los billetes que quedaban inutilizados en los territorios que iban siendo ocupados, acudían a zona republicana, donde sí valían, aumentando la cantidad de dinero en circulación. Este plan monetario se perfeccionó a finales de 1936, cuando empezaron a circular las nuevas series de billetes nacionales, fabricados en las casas Guiesecke Devrient de Alemania y Coen Cartevalori de Italia.
Por otra parte, una importación de 60 millones de monedas de níquel de 25 céntimos, fabricadas en Austria, vino a paliar la escasez de moneda fraccionaria en el mercado, donde aún se utilizaban las viejas perras gordas y perras chicas de cobre de épocas anteriores. La excesiva emisión de dinero de la República, agravada por el regreso de los billetes republicanos que iban quedando sin valor en la creciente zona sublevada, y el fenómeno de los vales, produjeron una fuerte inflación, frente a la economía del Gobierno de Burgos, que contaba con un sistema de moneda más apropiado a las circunstancias.

Un reciente estudio de Magdalena López e Isabel Encinas revela, por primera vez, el funcionamiento itinerante de la fábrica de moneda de la República durante la guerra. A pesar de que Madrid permaneció siempre en zona republicana, el rápido avance de las tropas del general Franco aconsejó la evacuación del personal y maquinaria de la Fábrica Nacional de Moneda y Timbre, que en noviembre de 1936 fue trasladada a Levante, junto con el Gobierno de la República, quedando la fábrica de Madrid destinada a producir materiales de guerra. Según dichas historiadoras, la República trasladó su fábrica de monedas y billetes con una dotación de 150.000 pesetas. La recién instalada Factoría B en Valencia fue destinada a la producción de billetes y la acuñación de moneda metálica se desvió a Castellón, donde la Factoría C empezó a producir piezas de cobre, hierro y latón, a mediados de 1937. En junio de 1938, el avance del frente de guerra hasta Vinaroz obligó a desmontar la fábrica de Castellón que fue instalada en Aspe (Alicante), a donde, seis meses más tarde, tuvo que ser llevada también la factoría de billetes de Valencia. Aspe fue el último enclave de la fábrica de monedas y billetes de la República, la llamada Factoría D.

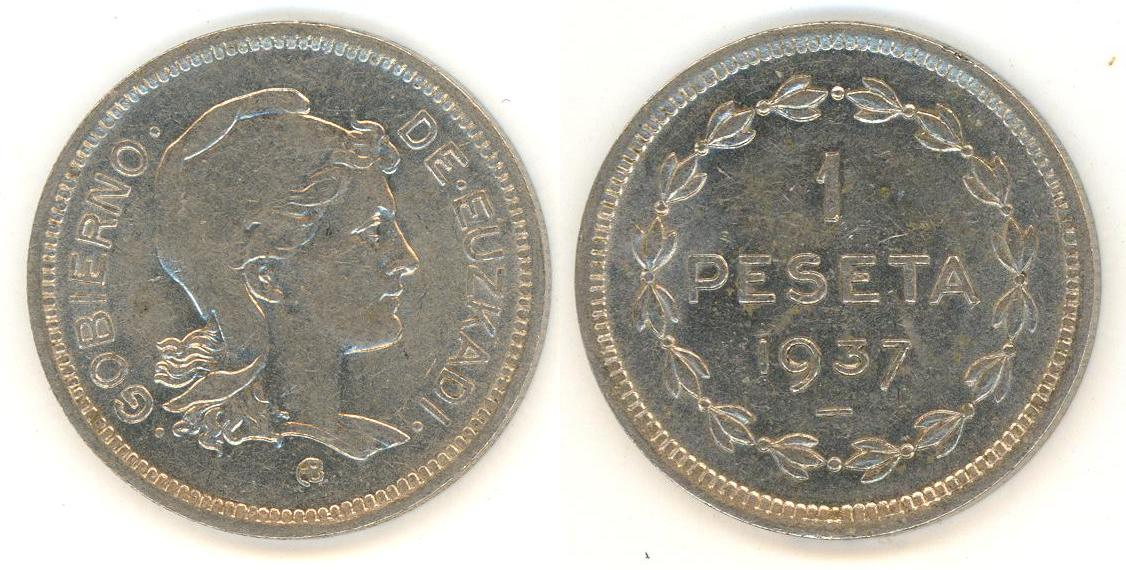
Moneda de peseta del gobierno de Euzkadi, 1937
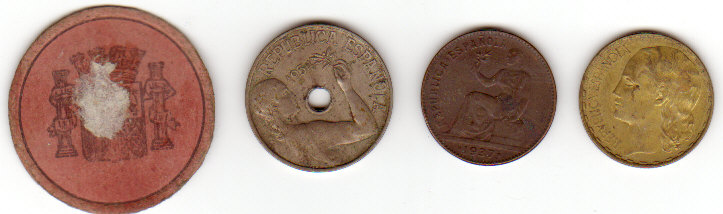
Monedas del bando republicano durante la guerra civil, incluyendo una pieza de papel con sello.
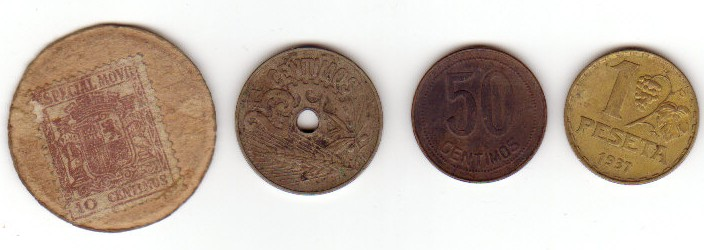
Ídem, reversos.

-Con dos de vosotros me arreglo, porque tengo otros que llegaron ayer. Mañana temprano, a darle. El jornal, el de siempre.-Ya aumentará usted una pesetilla.-Están los tiempos malos, pero se ha de ver.
...

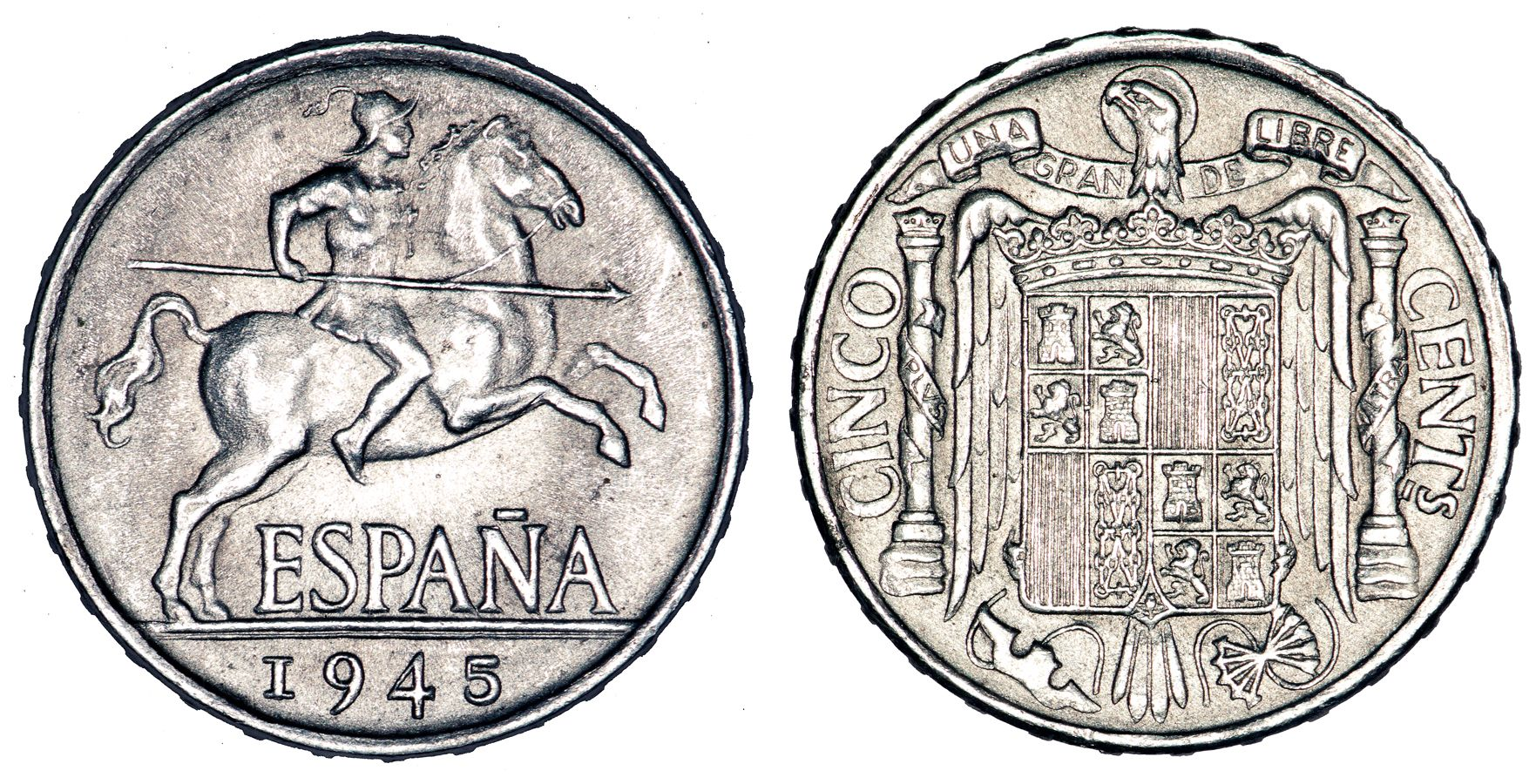
Moneda de cinco céntimos de 1945. En el anverso, el "jinete ibero"; en el reverso, el complejo escudo de España de época franquista elaborado a partir del de los Reyes Católicos con significativas modificaciones: armas de Castilla, León, Aragón y Granada -las de Sicilia se sustituyen por las de Navarra-, columnas de Hércules con el lema "Plus Ultra" (establecido por Carlos V), yugo y flechas (emblemas de Fernando e Isabel, que se usaron para el escudo de Falange -convertida en partido único-), águila de San Juan con el lema "una, grande, libre", evitando la corona real borbónica.

-Oye, San Juan, son unos veinte días aquí. A doce pesetas, ¿cuánto viene a ser?-Cuarenta y ocho duros.-No está mal.Abajo, en la cocina, habla Martín en términos comerciales y escogidos con un amigo.-Me han ofrecido material humano a siete pesetas para hacer toda la campaña, pero son andaluces....
...
-Aquí tienes lo tuyo, Zito. Os doy doce perras más por día a cada uno. [Se entiende "doce perras chicas", 60 céntimos, en vez de la "pesetilla" antes considerada]-Gracias.-Pues hasta el año que viene. Que haya suerte. Y dile al "Quinto" que para él, aunque no ha trabajado más que tres días y le he estado dando de comer todo este tiempo, hay diez duros. No se quejará.
Ignacio Aldecoa, Seguir de pobres

El gitanillo, a la luz de un farol, cuenta un montón de calderilla. El día no se le dio mal: ha reunido contando desde la una de la tarde hasta las once de la noche, un duro y sesenta céntimos. Por el duro de calderilla le dan cinco cincuenta en cualquier bar.
Camilo José Cela, La colmena

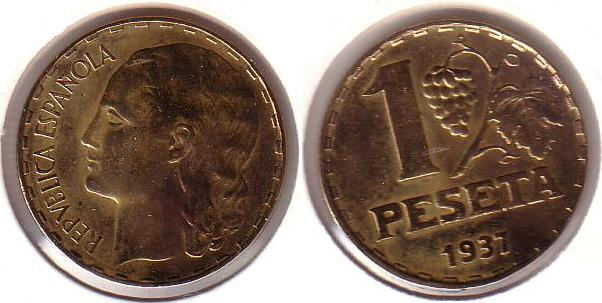
El color y la iconografía de la moneda de peseta de la Segunda República de 1937 (en latón) le hizo ganarse el nombre popular de "la rubia", identificada con "la perdición de los hombres" (la mujer, el vino y... el propio dinero).
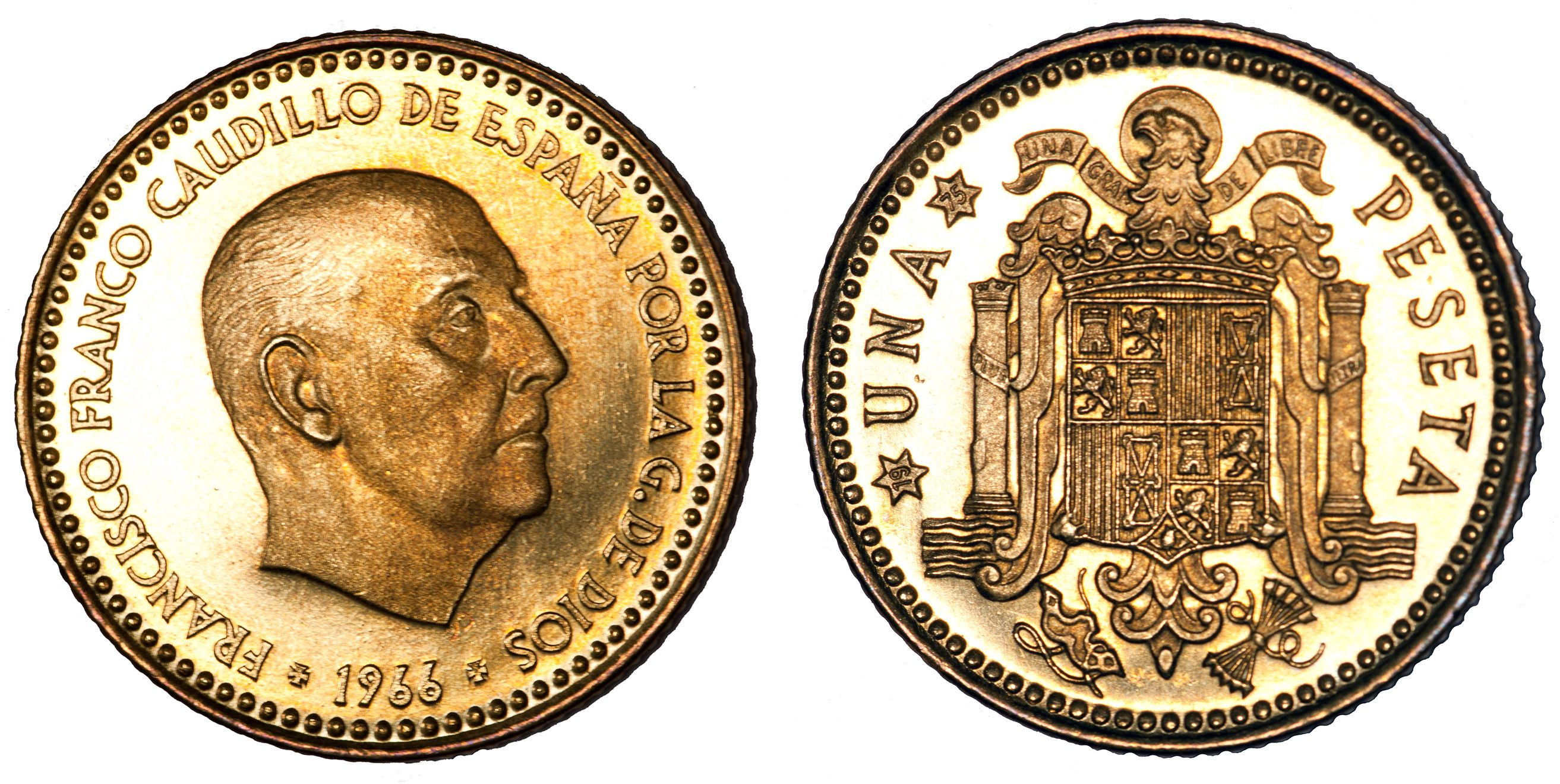
El nombre de "rubias" fue heredado por las monedas de peseta acuñadas con la efigie de Francisco Franco desde 1944 (en bronce-aluminio).
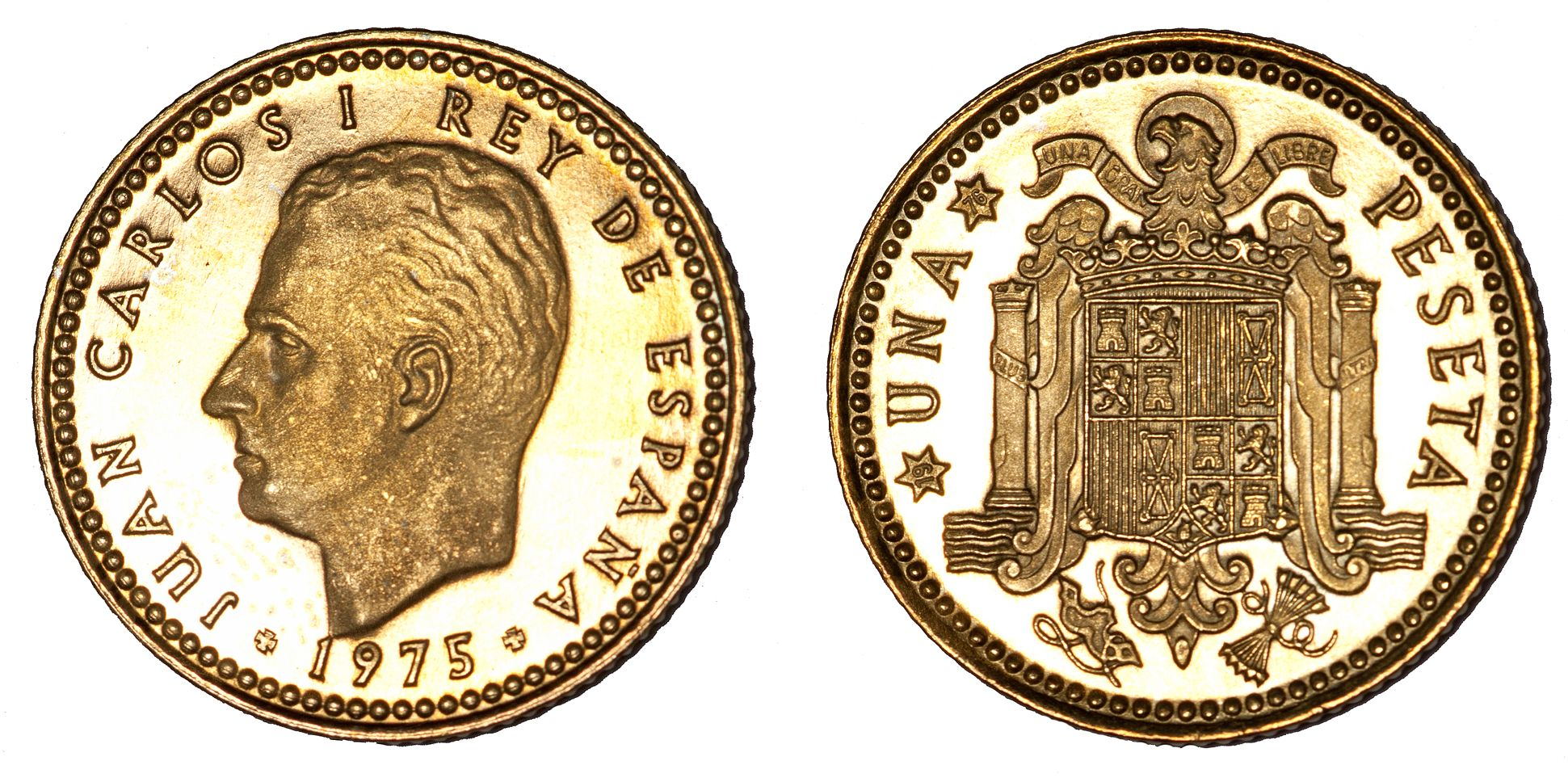
Moneda de peseta de Juan Carlos I. Fue notorio que su efigie mirara al lado opuesto al que miraba la de Franco.[102] Inicialmente se siguió utilizando el escudo de España en su versión franquista (basado en el de los Reyes Católicos), que fue luego cambiado por el tradicional de la dinastía borbónica.
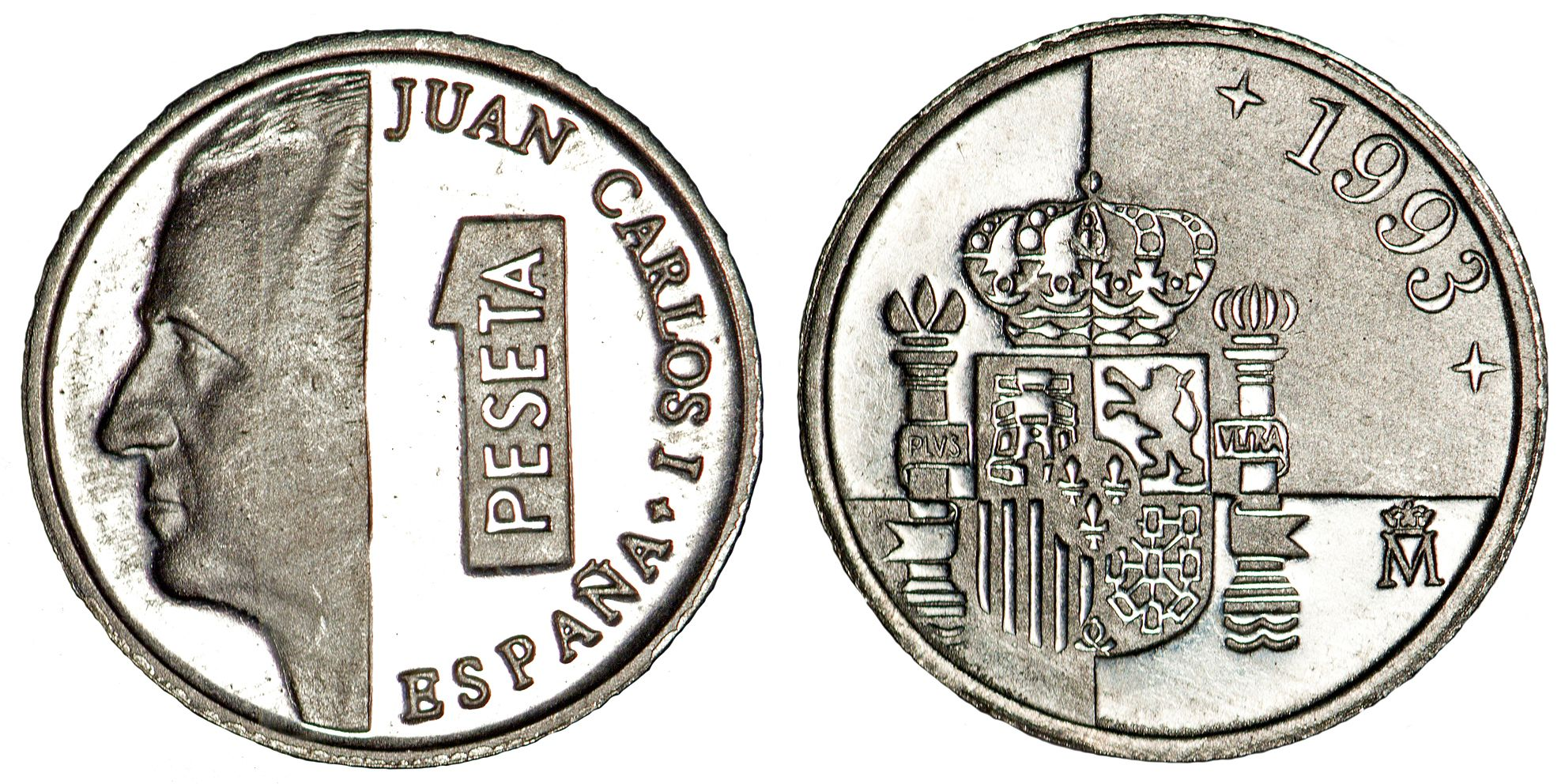
Posteriormente se acuñaron pesetas de aluminio, de diámetro y peso muy inferiores (14 mm y 0,55 gramos en vez de 21 mm y 3,50 g), denominadas popularmente "lentejas".

### Bibliotheca Numismatica Hispana
- Bibliotheca Numismatica Hispana, en la web de la Real Academia de la Historia (cinco entradas -consultado el 24/05/2015-)
- Bibliotheca Numismatica Hispana, en Google Books (nueve entradas -consultado el 24/05/2015-)

- Pere Pau Ripollès, Monedas hispánicas de la Bibliothèque nationale de France, Volumen 1 de Bibliotheca Numismática Hispana, Estudios del Gabinete de Antigüedades, Real Academia de la Historia, 2005, ISBN 84-95983-52-4 (el autor en Dialnet)
- Fátima Martín Escudero, El tesoro de Baena: reflexiones sobre circulación monetaria en época omeya, Volumen 1 de Numismática Arábigo-Hispana, Volumen 2 de Publicaciones del Gabinete de Antigüedades de la Real Academia de la Historia: Bibliotheca Numismática Hispana, Real Academia de la Historia, 2005, ISBN 849598355 (la autora en Dialnet)
- Martín Almagro Gorbea, Monedas y medallas españolas de la Real Academia de la Historia, Volumen 4 de Bibliotheca Numismatica Hispana, ISSN 1989-4414, Real Academia de la Historia, 2007, ISBN 84-95983-84-2
- Juan Manuel Abascal Palazón y Antonio Alberola, Monedas antiguas de los museos de Elche, Volumen 5 de Bibliotheca Numismática Hispana, Real Academia de la Historia, 2007, ISBN 849598385 (el autor en Dialnet -Abascal-, el autor en Dialnet -Alberola-)
- Juan Manuel Abascal Palazón, Antonio Alberola, Rosario Cebrián, Segóbriga IV: hallazgos monetarios, Catálogo del Gabinete de Antigüedades: Bibliotheca numismática Hispana, Real Academia de la Historia, 2008, ISBN 84-96849-45-7 (la autora en Dialnet -Cebrián-
- Juan Manuel Abascal Palazón, Géza Alföldy, Rosario Cebrián Fernández, Segóbriga V: inscripciones romanas 1986-2010, Volumen 6 de Bibliotheca numismatica hispana, Publicaciones del Gabinete de Antigüedades: Bibliotheca archaeologica hispana, Real Academia de la Historia, 2011, ISBN 84-15-06932-4
- Rafael Frochoso Sánchez, El Dirham Andalusí en el Emirato de Córdoba, Volumen 7 de Bibliotheca Numismática Hispana, Real Academia de la Historia, 2009, ISBN 84-96849-49-X (el autor en Dialnet)
- Pere Pau Ripollés, Las acuñaciones provinciales romanas de Hispania, Volumen 8 de Bibliotheca Numismática Hispana, Real Academia de la Historia, 2010, ISBN 84-96849-99-6
- Fátima Martín Escudero, Las monedas de Al-Andalus: de actividad ilustrada a disciplina científica, Volumen 4 de Numismática Arábigo-Hispana, Volumen 9 de Publicaciones del Gabinete de Antigüedades: Bibliotheca numismática hispana, Real Academia de la Historia, 2011, ISBN 841506929

### Sylloge Nummorum Graecorum
- Sylloge Nummorum Graecorum: Hispania-Sicilia , pt. 1. Hispania-Apulia. pt. 2. Calabria-Bruttium. pt. 3. Sicilia, 1992
- Sylloge nummorum Graecorum, España: ciudades feno-púnicas. Hispania. Vol. 1, 1994
- Sylloge nummorum graecorum España. Museo Arqueológico Nacional, Madrid: Hispania. Ciudades del área meridional. Acuñaciones con escritura indígena, 2005

### De más de medio siglo
- Nueva Recopilación, 1567 y ediciones siguientes, hasta la Novísima recopilación de 1805; especialmente los Títulos Vigésimo al Vigesimocuarto del Libro Quinto, pgs. 88-865 de la edición de 1772: Título vigésimo. De las casas de moneda, i sus oficiales, i essenciones, i privilegios, i jurisdicion (comprende cinco autos, de los que el segundo es Establecimiento de la Junta de Moneda. Phelipe V en Madrid a 15 de noviembre de 1710. Real Decreto publicado en el Consejo a 4 de Diciembre de él.) Título vigésimo primo. De las ordenanzas, que han de guardar los Oficiales en la labor de la moneda, i de sus derechos (comprende setenta y seis autos, de los que el segundo es La moneda de vellón de a quatro mrs excepto la del Ingenio de Segovia se recoja dentro de treinta días, i se reselle, valiendo ocho mrs. cada pieza de a quatro; i se consuma el vellón resellado, dando satisfacción a sus dueños. Phelipe IV en Madrid a 11 de febrero de 1641. por Cédula publicada el mismo día.) Título vigesimosegundo. Del marco, i pesas con que se ha de pesar el oro, i plata, i monedas, i lo que se ha de llevar por marcar (comprende veintiuna leyes, siendo la Lei Primera. Que pone el peso, i lei de plata i peso del oro dada por D. Juan II en Madrid año de 1435. pet. 35. i el mismo en Toledo año 36. pet. 1. i 2. D. Fernando, i D. Isabel en Madrigal año 76. pet. 14.; y la Lei XXI. Da la forma como se ha de usar el oficio de Marcador Mayor del Reino. D. Phelipe III. Prag. en Segovia, publicada en Madrid año 1609. i condición en la concesión de los 17. millones i medio). Título vigesimotercio. Del contraste y fiel público. Título vigesimoquarto. De los plateros y medidores.
- Juan de Arfe y Villafañe, Qvilatador de la Plata, Oro, y Piedras, Valladolid, 1572
- Tomás Antonio de Marien y Arróspide, Tratado general de monedas, pesas, medidas y cambios de todas las naciones reducidas a las que se usan en España, Madrid, Benito Cano, 1739.
- Miguel Jerónimo de Santa Cruz, Dorado contador: arithmetica especulativa, y practica - Contiene la fineza y reglas de contar oro y plata y los aneages de Flandes, por moderno y compendioso estilo, Madrid, Antonio Marin, 1769, especialmente partes como De sumar de peso, y medida - Sumar castellanas de oro, moneda valenciana: conviene saber, que corren a 27 sueldos y 4 dineros cada castellana
- Josef Salat, Tratado de las monedas labradas en el principado de Cataluña con instrumentos justificativos, Barcelona, Brusi, 1818
- Juan Bautista Barthe, Colección de documentos para la historia monetaria de España, De la Peña, 1843
- Richard Ford, Manual para viajeros por España y lectores en casa, 1844 (especialmente la parte titulada El dinero español], pg. 9 y ss.)
- Henry Noel Humphreys, The Coin Collector's Manual: Or, Guide to the Numismatic Student in the Formation of a Cabinet of Coins: Comprising an Historical and Critical Account of the Origin and Progress of Coinage, from the Earliest Period to the Fall of the Roman Empire; with Some Account of the Coinages of Modern Europe, More Especially of Great Britain, London, Bohn, 1853 (la parte titulada Coins of modern Spain, pgs 517-519, se refiere a las monedas españolas desde el siglo V).
- Heiss, Aloiss (1865). Descripción general de las monedas Hispano-cristianas desde la invasión de los árabes I. N. R. Milagro. Consultado el 22 de abril de 2024.  Está disponible bajo la Dominio público (CC0)
- Antonio Delgado y Hernández, Estudios de numismática arábigo-hispana: considerada como comprobante histórico de la dominación islámica de la península, inédito de la segunda mitad del siglo XIX publicado como Volumen 7 de Publicaciones del Gabinete de Antigüedades: Estudios, Antiquaria Hispanica, Real Academia de la Historia, 2001 (Alberto Canto García y Tawfiq ibn Hafiz Ibrahim, eds.) (El autor en Dialnet)
- Fernando López Toral, Tratado completo de Aritmética mercantil, Cavero, Zaragoza, 1877, especialmente la parte Sistema monetario español, pgs. 262-268 ("profesor de contabilidad y caligrafía, Catedrático de la Escuela de Comercio de Zaragoza" -Bibliografía mercantil del XIX Archivado el 21 de mayo de 2015 en Wayback Machine.-)
- Bernardino Martín Mínguez, Datos epigráficos y numismáticos de España, Valladolid, 1883 (el autor en Dialnet)
- Earl J. Hamilton, El tesoro americano y la revolución de los precios en España, 1501-1650, 1934 (edición de 2000, Crítica), ISBN 84-8432-126-6
- Germán de Iruña, Discutibles interpretaciones de la moneda de Sancho el Mayor Archivado el 24 de septiembre de 2015 en Wayback Machine., Revista internacional de los estudios vascos, ISSN 0212-7016, Vol. 26, N.º. 4, 1935 (el autor en Dialnet)
- Ramón Carande, Carlos V y sus banqueros, 1943 (edición de 2000, Crítica), ISBN 8484320685
- Felipe Mateu y Llopis, El hallazgo monetario ibero-romano de Ablitas, en Príncipe de Viana n.º 21, 1945
- Felipe Mateu y Llopis, La moneda española: (breve historia monetaria de España), 1946

### De menos de medio siglo
- Pierre Vilar, Oro y moneda en la historia (1450-1920), Ariel, 1974, ISBN 8434419521
- José María de Francisco Olmos, El maravedí de oro de Alfonso VIII: un mensaje cristiano escrito en árabe, en Revista General de Información y Documentación, vol. 8 n.º 1, 1988 (el autor en Dialnet)
- Juan Antonio Sánchez Belén, Arbitrismo y reforma monetaria en tiempos de Carlos II, en Espacio, Tiempo y Forma, Serie IV, Hª Moderna, t. V, 1992 (el autor en Dialnet)
- Juan Pro, Monedas, pesos y medidas en tomo 6 de la Enciclopedia de Historia de España Alianza (Miguel Artola, ed.), 1993 (Monedas, pg. 1237 y ss.
- Juan Hernández Andreu, Historia monetaria y financiera de España, Volumen 2 de Síntesis economía: Serie Historia e instituciones económicas, Editorial Síntesis, 1996, ISBN 847738415 (el autor en Dialnet)
- José Luis Lázaro, Reales de a Ocho: Los Redondos de Lima, Méjico Y Potosí Y Otras Acuñaciones Especiales, J.L. Lázaro Domínguez, 1996, ISBN 84-605-5472-4
- J. M. Peixoto Cabral, David Michael Metcalf, A moeda sueva, Volumen 4 de Anexos Nummus, Sociedade portuguesa de numismática, 1997
- María del Mar Hoyo, Antecedentes de la reforma monetaria de Felipe II de 1566 a través del proyecto de Francisco de Almaguer y Diego de Carrera, en Espacio, Tiempo y Forma, Serie IV, Hª Moderna, t. 11, 1998
- Toni Ñaco y Alberto Priego, MONEDA Ε HISTORIA MONETARIA EN LA HISPANIA REPUBLICANA: ¿ECONOMÍA, POLÍTICA, FISCALIDAD?, en Studia historica. Historia antigua n.º 17, 1999, ISSN 0213-2052
- Antonio-Miguel Bernal (ed.), Dinero, moneda y crédito en la monarquía hispánica, actas del Simposio Internacional "Dinero, Moneda y Crédito : de la Monarquía Hispánica a la Integración Monetaria Europea", Madrid, 4-7 de mayo de 1999, Marcial Pons, 2000, ISBN 84-95379-10-4
- José María de Francisco Olmos, La moneda navarra en la Edad Moderna - Problemas documentales, tipos y leyendas, en Revista General de Información y Documentación, vol. 10. n.º 2, 2000, IS5N: 1132-1873
- Margarita Vallejo Girvés, Enrique Flórez y la numismática de la Hispania antigua: El gabinete numismático de la Universidad de Alcalá, en Actas del X Congreso Español de Estudios Clásicos, 1999, vol. III, Madrid, 2001 (la autora en Dialnet)
- Miguel Vega Martín y otros, El mensaje de las monedas almohades: numismática, traducción y pensamiento islámico, Universidad de Castilla-La Mancha, 2002, ISBN 84-8427-211-7 (el autor en Dialnet)
- José María de Francisco Olmos, El nacimiento de la moneda en Castilla: de la moneda prestada a la moneda propia, en I Jornadas Científica sobre Documentación jurídico-administrativa, económico-financiera y judicial del reino castellano-leonés, siglos X-XIII, Madrid, 2002, 303-346. ISBN 84-699-9442-5.
- Carolina Doménech Belda, Dinares, dirhames y feluses: circulación monetaria islámica en el País Valenciano, Universidad de Alicante, 2003, pg. 140 (la autora en Dialnet)
- María Paz García-Bellido, Las legiones hispánicas en Germania: moneda y ejército, CSIC, 2004, ISBN 84-00-08230-3
- Carlos Ayala, Economía y sociedad en la España medieval, AKAL, 2004 ISBN 8470904345 (el autor en Dialnet)
- María Ruiz Trapero, En torno a la moneda visigoda, en DOCUMENTA & INSTRUMENTA n.º 1, 2004 (la autora en Dialnet)
- María Ruiz Trapero, LA REFORMA MONETARIA DE LOS REYES CATÓLICOS: SU IMPORTANCIA HISTÓRICA, en III Jornadas Científicas sobre Documentación de la época de los Reyes Católicos, Madrid, UCM, 2004
- María Almudena Domínguez Arranz, La moneda celtíbera, 2004 (la autora en Dialnet)
- Gloria Mora Rodríguez, Origen de los estudios numismáticos en España: el manuscrito perdido de Felipe de Guevara y otros tratados del siglo XVI, en XIII Congreso Internacional de Numismática, Madrid, 2003, actas, Vol. 1, 2005, ISBN 84-8181-264-1 (la autora en Dialnet)
- Pedro Cano Ávila, Numismática Omeya oriental y de al-Andalus, en Hilologia Hispalensis n.º 19, 2005 (el autor en Dialnet)
- Angus MacKay, Moneda, precios y política en la Castilla del siglo XV, Universidad de Sevilla, 2006, ISBN 84-338-3755-9
- J. A. Ortega Dato, Los dineros en El Quijote Archivado el 26 de noviembre de 2014 en Wayback Machine., en Suma, n.º 52, junio de 2006
- María Ruiz Trapero, LA REFORMA MONETARIA DE FELIPE V: SU IMPORTANCIA HISTÓRICA, en Cuadernos de Investigación Histórica n.º 24, 2007
- Eduardo Almenara Rosales, Aproximación a la catalogación de la moneda castellana resellada durante el siglo XVII, en Actas del XIII congreso nacional de numismática, Cádiz, 22-24 de octubre de 2007
- Javier de Santiago Fernández, Antecedentes del sistema monetario de la peseta, en VII Jornadas Científicas Sobre Documentación Contemporánea (1868-2008), Dpto. de Ciencias y Técnicas Historiográficas, Universidad Complutense de Madrid, Madrid, 2008
- Cecilia Font, La estabilización monetaria de 1680-1686 - Pensamiento y política económica, Estudios de Historia Económica n.º 52, Banco de España, 2008 (la autora en Dialnet)
- Cecilia Font, Reforma monetaria en Castilla en el siglo XVII, Universidad Carlos III, julio de 2008.
- Javier de Santiago Fernández, La moneda castellana del siglo XVII: corpus legislativo, Complutense, 2008, ISBN 84-7491-818-9
- Ruth Pliego Vázquez, La moneda visigoda, Universidad de Sevilla, 2009, ISBN 84-472-1212-2 (la autora en Dialnet)
- Fernando Rodamilans Ramos, La moneda y el sistema monetario en la Castilla medieval, en Ab Initio, 2010 (el autor en Dialnet)
- Josep Pellicer i Bru, CONVERSACIONES SOBRE METROLOGÍA (SIGLOS XV Y XVI), en Gaceta Numismática, marzo de 2010 (el autor en Dialnet)
- Adrián Elías, Aproximación al estudio de la numismática en el Museo Arqueológico de Cáceres: las emisiones prerromanas e hispanorromanas, en XLII Coloquios Históricos de Extremadura (Trujillo del 23 al 29 de septiembre de 2013), 2014, ISBN 978-84-697-1145-3
- Enrique Gonzalbes Cravioto y otros, Cuenca: la historia en sus monedas, Universidad de Castilla-La Mancha, 2014, ISBN 84-9044-112-X (el autor en Dialnet)
- Íñigo Jarabo Herrero y Xavier Sanahuja Anguera, Catálogo de las monedas del reino de Castilla y León: el vellón de los Austrias (1566-1718), Yaco, 2014], ISBN 84-616-7911-3 (reseña en Revista Numismática OMNI, ISSN-e 2104-8363, N.º. 8) 2014)